# Thành phố Hồ Chí Minh
Thành phố Hồ Chí Minh (viết tắt TP.HCM), còn được gọi là Sài Gòn, là thành phố lớn nhất Việt Nam về quy mô dân số và là trung tâm kinh tế, giải trí, một trong hai trung tâm văn hóa và giáo dục quan trọng tại Việt Nam. Thành phố Hồ Chí Minh là thành phố trực thuộc trung ương thuộc loại đô thị đặc biệt, nằm trong vùng chuyển tiếp giữa Đông Nam Bộ và Tây Nam Bộ. Về phân chia hành chính, thành phố này hiện có 113 phường, 54 xã và 1 đặc khu, tổng diện tích là 6.772,59 km2. Thành phố có dân số vào năm 2024 là hơn 14 triệu người (cao nhất cả nước), mật độ dân số trung bình 2.067 người/km² (cao thứ hai cả nước). Theo dữ liệu Sáp nhập tỉnh, thành Việt Nam 2025, TP.HCM	có diện tích: 	6.773	km²,	xếp thứ	22; dân số:	14.002.598	người,	đông dân nhất Việt Nam; GRDP 2024: 	2.715.782.233	triệu VNĐ, xếp thứ	1; thu ngân sách 2024:	681.935.856	triệu VNĐ, xếp thứ	1; thu nhập bình quân:	85,53	triệu VNĐ/năm, 	xếp thứ	2.
Thành phố Hồ Chí Minh năm 2011 chiếm 21,3% tổng sản phẩm (GDP) và 29,38% tổng thu ngân sách của cả Việt Nam. Thành phố có chỉ số phát triển con người ở mức cao, đứng thứ 2 trong số các đơn vị hành chính của Việt Nam. Năm 2020, thành phố có GRDP theo giá hiện hành ước là 1.372 ngàn tỷ đồng, theo giá so sánh 2010 đạt 991.424 tỷ đồng (số liệu địa phương cung cấp, Tổng cục Thống kê sẽ công bố GRDP đánh giá lại), tăng 1,39% so với năm 2019, đóng góp trên 22% GDP và 27% tổng thu ngân sách cả nước. GRDP bình quân đầu người ước năm 2020 là 6.328 USD/người, xếp thứ 4 trong số các tỉnh thành cả nước, nhưng so với năm 2019 là giảm. Thu nhập bình quân đầu người năm 2019 sơ bộ là 6,758 triệu VND/tháng, cao thứ 2 cả nước sau Bình Dương. Nhờ điều kiện tự nhiên, Thành phố Hồ Chí Minh trở thành 1 đầu mối giao thông của Việt Nam và Đông Nam Á, bao gồm cả đường bộ, đường sắt, đường thủy và đường hàng không. Vào năm 2019, thành phố đón khoảng 8,6 triệu khách du lịch quốc tế. Các lĩnh vực giáo dục, truyền thông, thể thao, giải trí, Thành phố Hồ Chí Minh đều giữ vị thế hàng đầu. Tuy nhiên, khoảng một thập kỷ gần đây, dưới nhiều tác động và áp lực khác nhau, các chỉ số trên của thành phố có sự giảm sút. Thành phố cần được tháo gỡ nhiều điểm nghẽn để đóng góp nhiều hơn cho đất nước.

## Tên gọi
Vùng đất này từng được gọi là ព្រៃនគរ, nghĩa đen là "thành trong rừng", theo tiếng Khmer của người dân bản địa. Sách Chân Lạp phong thổ ký (1297) của Chu Đạt Quan có phần nói về các thuộc quận của Chân Lạp, có liệt kê một quận tên Trĩ Côn (tiếng Trung: 雉棍; bính âm: zhìgùn). Có thể đây là cách phiên âm của Sài Gòn. Vì sự sụp đổ của đế chế Khmer, vùng Nam Bộ trở thành đất vô chủ, về sau đã sáp nhập vào Đại Việt nhờ công cuộc khai phá miền Nam của chúa Nguyễn. Năm 1698, Nguyễn Hữu Cảnh cho lập huyện Tân Bình thuộc phủ Gia Định, đánh dấu sự ra đời thành phố. Phủ Gia Định khi đó bao gồm Sài Gòn và các tỉnh xung quanh hiện nay (Tây Ninh, Long An...), còn huyện Tân Bình là chỉ vùng đất Sài Gòn.

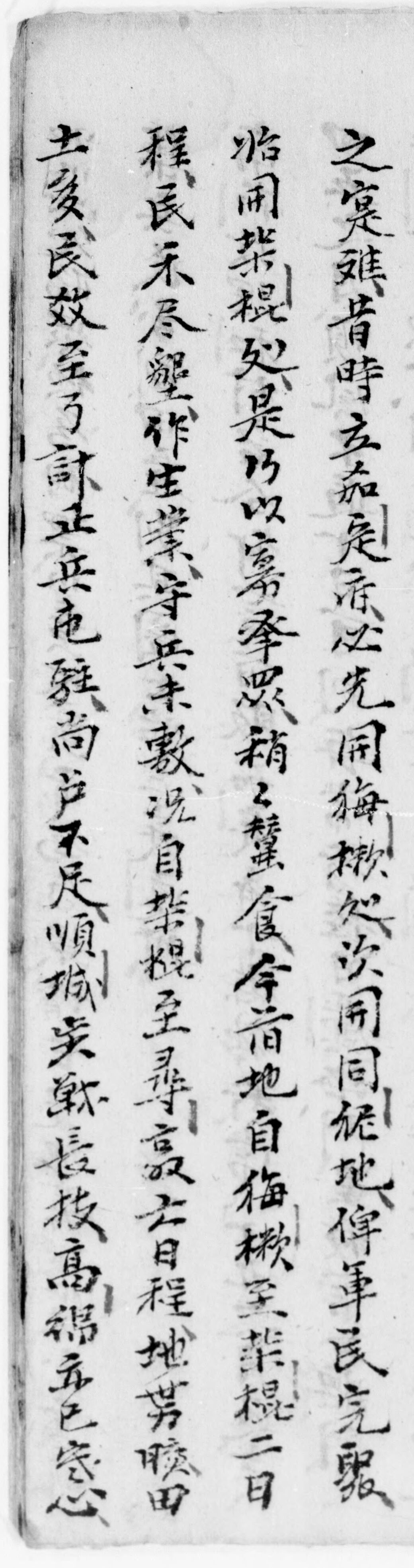
Sài Gòn 柴棍 viết trong Phủ biên tạp lục.

Địa danh Sài Gòn có trên 300 năm và từng được dùng để chỉ một khu vực với diện tích khoảng 1 km² (Chợ Lớn) có đông người Hoa sinh sống trong thế kỷ 18. Địa bàn đó gần tương ứng với khu Chợ Lớn ngày nay. Năm 1747, theo danh mục các họ đạo trong Launay, Histoire de la Mission Cochinchine, có ghi chép "Rai Gon Thong" (Sài Gòn Thượng) và "Rai Gon Ha" (Sài Gòn Hạ). Theo Phủ biên tạp lục của Lê Quý Đôn viết năm 1776, năm 1674, Thống suất Nguyễn Dương Lâm vâng lệnh chúa Nguyễn đánh Cao Miên và phá vỡ "Lũy Sài Gòn" (theo chữ Hán viết là 柴棍 – "Sài Côn"). Đây là lần đầu tiên chữ "Sài Gòn" xuất hiện trong sử liệu của người Việt. Vì họ mượn âm của chữ 棍 – "Côn" được dùng thế cho "Gòn". Nếu đọc theo chữ Nôm là "Gòn", còn đọc theo chữ Hán thì là "Côn". Trong tiếng Trung thì Sài Gòn còn được gọi là "Tây Cống" (chữ Hán: 西貢, bính âm: Xī Gòng, Việt bính: Sai1Gung3). Sau đó, danh xưng Sài Gòn được dùng để chỉ các khu vực nằm trong "lũy Lão Cầm" (năm 1700), "lũy Hoa Phong" (năm 1731) và "lũy Bán Bích" (năm 1772), chỉ với diện tích 5 km². Ngoài ra theo một số nhà nghiên cứu thì Thụ Nại cũng từng là tên gọi của vùng đất Sài Gòn xưa trước khi Nguyễn Hữu Cảnh đến khai phá.
Sau khi Việt Nam Cộng hòa sụp đổ trong sự kiện 30 tháng 4 năm 1975, Cộng hòa Miền Nam Việt Nam tiếp quản chính quyền và quyết định hợp nhất Đô thành Sài Gòn và tỉnh Gia Định thành Thành phố Sài Gòn – Gia Định. Ngày 2 tháng 7 năm 1976, Việt Nam tái thống nhất và Quốc hội nước Việt Nam thống nhất quyết định đổi tên "Sài Gòn – Gia Định" thành "Hồ Chí Minh", theo tên Chủ tịch nước đầu tiên của Việt Nam Dân chủ Cộng hòa.

## Lịch sử

### Thời kỳ hoang sơ
Con người xuất hiện ở Sài Gòn từ khá sớm. Các cuộc khai quật khảo cổ trên địa phận Sài Gòn và khu vực lân cận cho thấy, ở đây đã tồn tại nhiều nền văn hóa từ thời kỳ đồ đá cho tới thời kim khí. Những cư dân cổ từ nhiều thiên niên kỷ về trước đã biết đến kỹ thuật canh tác nông nghiệp.
Văn hóa Sa Huỳnh từng tồn tại trên khu vực này với những nét rất riêng. Thời kỳ văn hóa Óc Eo, từ đầu Công Nguyên cho tới thế kỷ 7, khu vực miền Nam Đông Dương có nhiều tiểu quốc và Sài Gòn khi đó là miền đất có quan hệ với những vương quốc này.
Sau khi Đế quốc Khmer hình thành, lãnh thổ miền Nam Đông Dương thuộc quyền kiểm soát của đế chế này. Tuy nhiên, dân cư của Đế quốc Khmer sống ở vùng này rất thưa thớt, không có khu dân cư lớn nào hình thành tại đây. Cho đến trước thế kỷ 16, vị trí tiếp giáp với các quốc gia cổ cũng khiến Sài Gòn trở thành nơi gặp gỡ của nhiều cộng đồng dân cư như Khmer, Châu Ro, S'Tiêng. Sài Gòn – Gia Định vẫn là địa bàn của một vài nhóm dân cư cổ cho tới khi người Việt xuất hiện.

### Khai phá

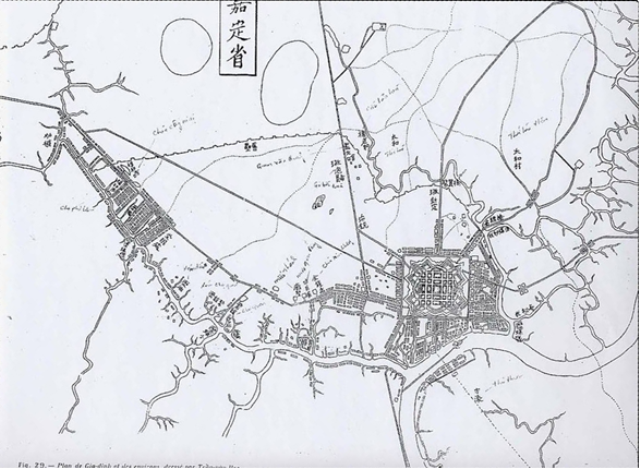
Sơ đồ Thành Bát Quái, công trình được xây dựng năm 1790.

Những người Việt đầu tiên tự động vượt biển tới khai phá vùng đất này hoàn toàn không có sự tổ chức của nhà Nguyễn. Nhờ cuộc hôn nhân giữa Công nữ Ngọc Vạn với vua Chân Lạp Chey Chetta II từ năm 1620, mối quan hệ giữa Đại Việt và Chân Lạp trở nên êm đẹp, dân cư hai nước có thể tự do qua lại sinh sống. Khu vực Sài Gòn, Đồng Nai bắt đầu xuất hiện những người Việt định cư. Trước đó, người Khmer, người Chăm, người Man cũng sinh sống rải rác ở đây từ xa xưa.
Giai đoạn từ 1623 tới 1698 được xem như thời kỳ hình thành của Sài Gòn sau này. Năm 1623, chúa Nguyễn sai một phái bộ tới yêu cầu con rể là vua Chey Chettha II cho lập đồn thu thuế tại Prey Nokor (Sài Gòn) và Kas Krobei (Bến Nghé). Tuy đây là vùng rừng rậm hoang vắng, nhưng lại nằm trên đường giao thông của các thương nhân Việt Nam, Trung Quốc... qua Campuchia và Xiêm. Hai sự kiện quan trọng tiếp theo của thời kỳ này là lập doanh trại và dinh thự của Phó vương Nặc Nộn và lập đồn dinh ở Tân Mỹ (gần ngã tư Cống Quỳnh – Nguyễn Trãi ngày nay). Có thể nói Sài Gòn hình thành từ 3 cơ quan chính quyền này.
Năm 1679, chúa Nguyễn Phúc Tần cho một số nhóm người Hoa tị nạn triều Mãn Thanh tới Mỹ Tho, Biên Hòa và Sài Gòn để lánh nạn. Đến năm 1698, chúa Nguyễn sai tướng Nguyễn Hữu Cảnh vào kinh lý miền Nam. Trên cơ sở những lưu dân Việt đã tự phát tới khu vực này trước đó, Nguyễn Hữu Cảnh cho lập phủ Gia Định và hai huyện Phước Long, Tân Bình. Vùng Đông Nam Bộ được sáp nhập vào cương vực Việt Nam.
Thời điểm ban đầu này, khu vực Biên Hòa, Gia Định có khoảng 10.000 hộ với 200.000 khẩu. Công cuộc khai hoang được tiến hành theo những phương thức mới, mang lại hiệu quả hơn.
Cuối thế kỷ 17 và đầu thế kỷ 18, Mỹ Tho và Cù lao Phố là hai trung tâm thương mại lớn nhất Nam Bộ. Tuy nhiên, cuối thế kỷ 18, sau các biến loạn và chiến tranh, thương nhân dần chuyển về vùng Chợ Lớn. Khu vực Sài Gòn dần trở thành trung tâm kinh tế lớn nhất Nam Bộ.
Năm 1788, chúa Nguyễn Ánh tái chiếm Sài Gòn, lấy nơi đây làm cơ sở để chống lại Tây Sơn. Năm 1790, với sự giúp đỡ của hai sĩ quan công binh người Pháp là kỹ sư Theodore Lebrun và Victor Olivier de Puymanel (1768–1799), Chúa Nguyễn Ánh cho xây dựng Thành Bát Quái làm trụ sở của chính quyền mới. "Gia Định thành" khi đó được đổi thành "Gia Định kinh". Năm 1802, sau khi chiến thắng Tây Sơn, vua Gia Long lên ngôi và đẩy mạnh công cuộc khai khẩn miền Nam. Miền Nam được chia thành 5 trấn, gọi là "Gia Định ngũ trấn". Các công trình kênh đào Rạch Giá – Hà Tiên, Vĩnh Tế... được thực hiện. Qua 300 năm, các trung tâm nông nghiệp phát triển bao quanh những đô thị sầm uất được hình thành. Sáu năm sau, 1808, "Gia Định trấn" lại được đổi thành "Gia Định thành". Trong khoảng thời gian 1833 đến 1835, Lê Văn Khôi khởi binh chống lại nhà Nguyễn, Thành Bát Quái trở thành địa điểm căn cứ. Sau khi trấn áp cuộc nổi dậy, năm 1835, vua Minh Mạng cho phá Thành Bát Quái, xây dựng Phụng Thành thay thế.

### Thời kỳ Pháp thuộc

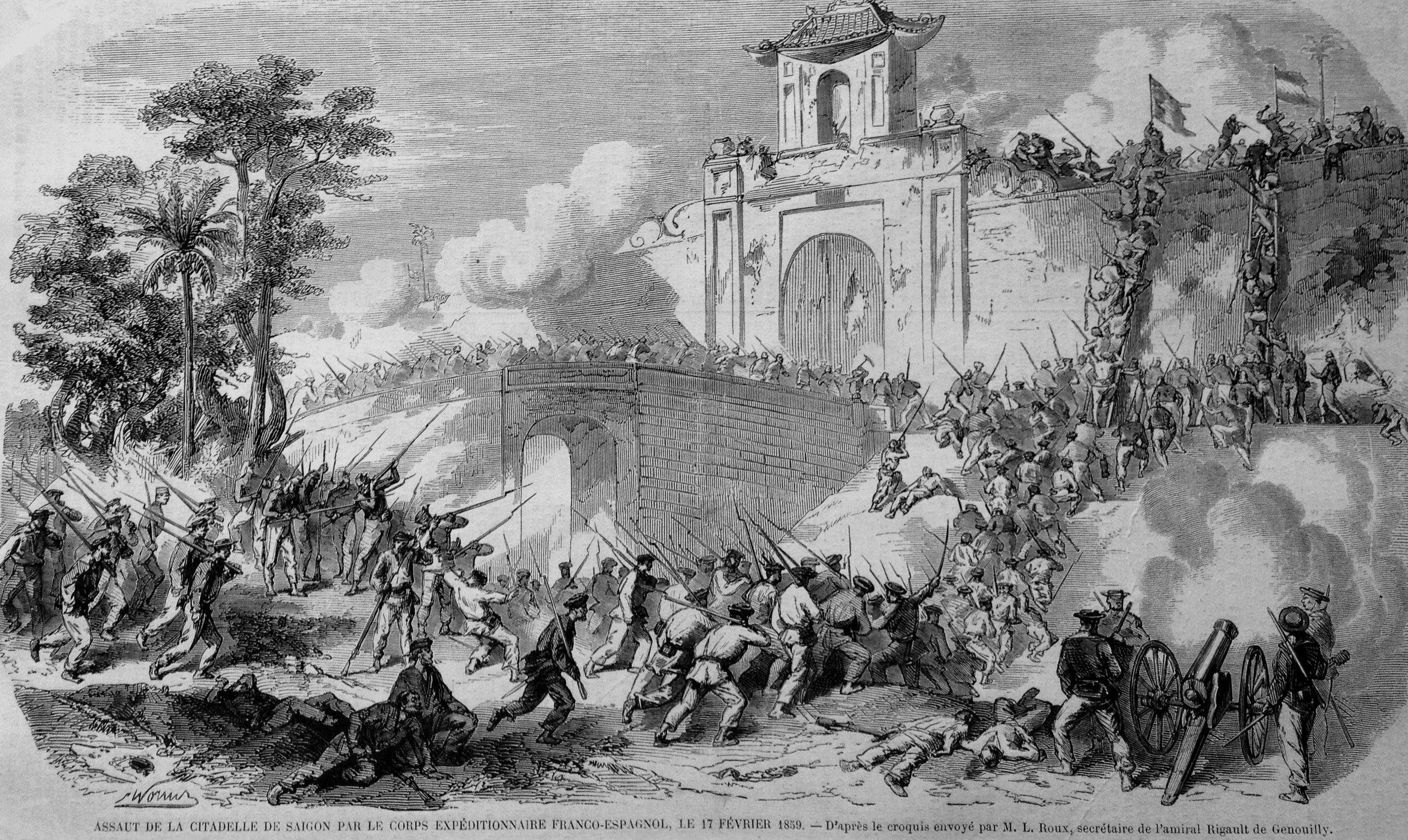
Tranh vẽ của Pháp về cuộc bao vây thành Gia Định năm 1859 bởi các lực lượng Pháp-Tây Ban Nha.

Biểu tượng Sài Gòn thời kỳ Liên bang Đông Dương

Ngay sau khi chiếm được thành Gia Định vào năm 1859, thực dân Pháp gấp rút quy hoạch lại Sài Gòn thành một đô thị lớn nhằm phục vụ mục đích khai thác thuộc địa và làm nơi cư trú cho quan chức Pháp. Đồ án thiết kế được Phó Đô đốc Pháp là Page (về sau là Charner) cử trung tá công binh Pháp là Paul Florent Lucien Coffyn (1810 – 1871), nguyên Lãnh sự Pháp ở Hoa Kỳ, thiết kế. Theo bản đồ của Coffyn được công bố vào ngày 13/5/1862, quy hoạch ban đầu của Sài Gòn bao gồm cả tỉnh Chợ Lớn với khoảng 500.000 dân (Saigon ville de 500.000 âmes), tức khoảng 20.000 dân/km². Quy hoạch này tương ứng với quy hoạch khu vực phòng thủ của tướng Nguyễn Cửu Đàm năm 1772, khi dân số Sài Gòn chỉ khoảng 20.000–30.000 người. Nhưng đến 1864, nhận thấy diện tích dự kiến của thành phố quá rộng, khó bảo đảm về an ninh, Soái phủ Pháp ở Nam Kỳ (Gouverneur Amiral de la Cochinchine) lúc đó là Chuẩn đô đốc Pierre Rose quyết định tách Chợ Lớn khỏi Sài Gòn. Ngày 3 tháng 10 năm 1865, Pierre Rose ra lệnh quy hoạch lại Sài Gòn chỉ còn là khu vực nằm giữa rạch Thị Nghè, sông Sài Gòn, rạch Bến Nghé và đường mới khu cầu Ông Lãnh hiện nay. Toàn bộ quy hoạch chỉ còn rộng khoảng 3 km².

Bản đồ Sài Gòn năm 1898, rộng khoảng 7km².

Rất nhanh chóng, các công trình quan trọng của thành phố, như Dinh Thống đốc Nam Kỳ, Dinh Toàn quyền, được Pháp thiết kế và huy động nhân công xây dựng. Sau 2 năm người Pháp xây dựng và cải tạo, khu quy hoạch rộng khoảng 3 km² nói trên đã hoàn toàn thay đổi.
Thành phố Sài Gòn khi đó được thiết kế theo mô hình châu Âu, nơi đặt văn phòng nhiều cơ quan công vụ như: dinh thống đốc, nha giám đốc nội vụ, tòa án, tòa thượng thẩm, tòa sơ thẩm, tòa án thương mại, tòa giám mục... Nam Kỳ Lục tỉnh là thuộc địa của Pháp và Sài Gòn nằm trong tỉnh Gia Định. Vào năm 1861, địa phận Sài Gòn được giới hạn bởi một bên là rạch Thị Nghè và rạch Bến Nghé với một bên là sông Sài Gòn cùng con đường nối liền chùa Cây Mai với những phòng tuyến cũ của đồn Kỳ Hòa.
Đến năm 1867, việc quản lý Sài Gòn được giao cho Ủy ban thành phố gồm một ủy viên và 12 hội viên; đứng đầu là viên Thị trưởng người Pháp tên là Charles Marie Louis Turc (1867–1871). Cho tới nửa đầu thập niên 1870, thành phố Sài Gòn vẫn nằm trong địa hạt hành chính tỉnh Gia Định. Ngày 15 tháng 3 năm 1874, Tổng thống Pháp Jules Grévy ký sắc lệnh thành lập thành phố Sài Gòn. Đứng đầu là viên Thị trưởng người Pháp, đầu tiên là G. Vinson (1874 –1876). Đến năm 1879 thì Pháp cho lập thêm Hội đồng thành phố Sài Gòn (hay đúng ra là Ủy hội thành phố – Commission municipale).
Sau Cách mạng Tháng Tám, ngày 23 tháng 9 năm 1945, quân Pháp tái chiếm thành phố. Tháng 8 năm 1946, phòng Nam Bộ Trung ương đã tổ chức họp, bác sĩ Trần Hữu Nghiệp đã đề nghị đổi tên Sài Gòn thành Thành phố Hồ Chí Minh, và 57 người phòng Nam Bộ Trung ương (đứng đầu danh sách là Trần Hữu Nghiệp, Trần Công Tường, Nguyễn Tấn Gi Trọng...) đã ra quyết nghị, gửi lên Quốc hội và Chính phủ Việt Nam Dân chủ Cộng hòa đề xuất này, tuy nhiên, do nhiều việc cấp bách phải giải quyết nên chưa được quyết định chính thức.

#### Về danh hiệuHòn ngọc viễn Đôngthời Pháp thuộc
Trong suốt thời kỳ Pháp thuộc, Sài Gòn trở thành trung tâm quan trọng, cả về hành chính lẫn kinh tế, văn hóa, giáo dục của Liên bang Đông Dương, được thực dân Pháp mệnh danh là Hòn ngọc Viễn Đông ("la perle de l'Extrême-Orient") hoặc một Paris nhỏ ở Viễn Đông ("le petit Paris de l'Extrême-Orient") trong số các thuộc địa của Pháp. Trước đó, thực dân Anh đã chiếm Ấn Độ và gọi nước này là "hòn ngọc trên vương miện của Nữ hoàng Anh", vì vậy Pháp đặt ra danh xưng này cho Sài Gòn để tỏ ý muốn cạnh tranh việc xâm chiếm thuộc địa với đối thủ Anh.
Tuy được Pháp gọi là "Hòn ngọc Viễn Đông", nhưng thực ra thời ấy Sài Gòn rất nhỏ, chỉ cần đi xa 20 km là có thể săn thú rừng. Theo quy hoạch của Pháp, Sài Gòn khi đó chỉ rộng khoảng 3 km²; gần bằng một nửa Quận 1 hiện nay (rộng khoảng 8 km²), bao bọc bởi sông Sài Gòn – Nguyễn Thái Học – Nguyễn Thị Minh Khai – rạch Bến Nghé. Chính quyền thuộc địa Pháp tập trung tất cả những gì sang trọng, giàu có nhất mà họ có được ở diện tích 3 km² này, phần còn lại của Sài Gòn thì vẫn còn rất hoang sơ, đầm lầy ngổn ngang. Theo Sơn Nam trong "Bến Nghé xưa" thì khi Chợ Bến Thành hoàn thành năm 1914, "trước mặt còn là ao vũng sình lầy. Giữa Sài Gòn và Chợ Lớn phía đất thấp (...), còn ruộng lúa với người cày, ao nuôi vịt, ngọn rạch cạn. Giữa Sài Gòn và ở phần đất cao còn nhiều chòm tre, cây da, mồ mả to xen vào những đám rẫy trồng rau cải và bông hoa, những xóm nhà ổ chuột; bầy bò dê đi lang thang ăn cỏ". Khu Hòa Hưng (Quận 10 hiện nay) cho đến ngã tư Bảy Hiền hiện nay có vô số nghĩa trang, mồ mả. Khu Nguyễn Thiện Thuật, Lý Thái Tổ, Nguyễn Đình Chiểu (Quận 3 hiện nay) toàn nhà lá nền đất xây dựng tạm bợ không theo quy hoạch nào. Khu Quận 4, Quận 7, khu Cầu Ông Lãnh, Cầu Kho... sát cạnh chợ Bến Thành đa số là nhà tranh vách lá tạm bợ.

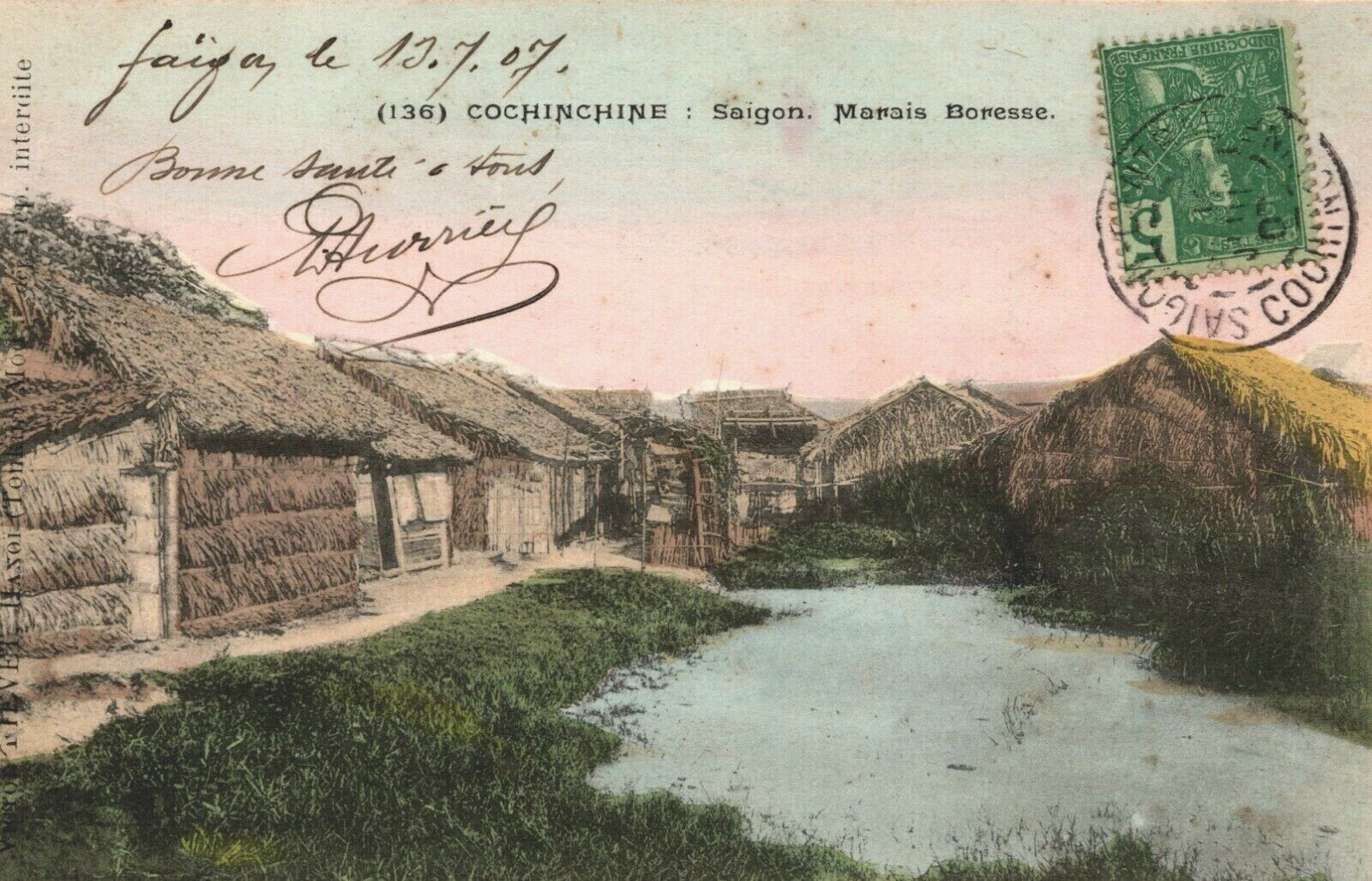
Khu vực đầm lầy ao Bồ Rệt (Marais Boresse) thời kỳ đầu thế kỷ 20 còn rất hoang sơ. Vùng đầm lầy này sau được lấp đi khi người Pháp quy hoạch lại thành phố, nay tương ứng với khu vực từ chợ Bến Thành đến đường Nguyễn Thái Học tại Quận 1

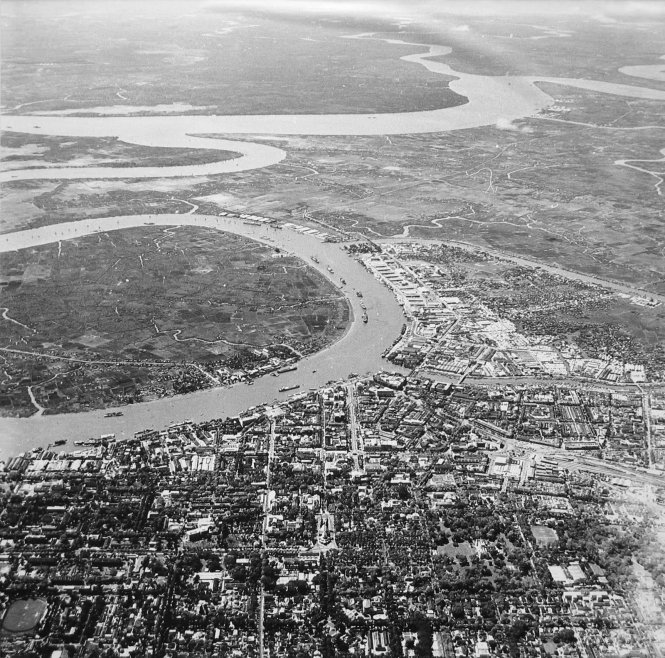
Quận 4 và Quận 7 hiện nay (phía xa trong ảnh) và khu Thủ Thiêm (nay thuộc thành phố Thủ Đức) đến năm 1954 vẫn còn là đầm lầy.

Sau Chiến tranh thế giới thứ nhất, kiến trúc sư He'brerd được mời sang Đông Dương chỉnh lý lại các dự án quy hoạch Sài Gòn. Ông đề ra hướng phát triển công nghiệp và xuất khẩu cho Sài Gòn, điều chỉnh hệ thống kỹ thuật hạ tầng, củng cố thêm phố thị Khánh Hội và Nhà Bè. Nhưng kế hoạch bất thành do thiếu ngân sách, đụng chạm quyền lợi của giới độc quyền kinh doanh địa ốc, cũng như xung đột nội bộ. Nó chứng minh rằng các mô hình lý thuyết về quy hoạch xây dựng thường vấp phải trở ngại từ giới cầm quyền thực dân, giới tư bản chỉ nhìn thấy quyền lợi trước mắt.
Như vậy, từ lúc đánh chiếm Gia Định năm 1859 cho đến khi rời Sài Gòn (năm 1954), người Pháp chỉ tập trung "trau chuốt" khu vực rộng 3 km², nơi mà kiều dân Pháp sinh sống (Quận 1 hiện nay). Dù nhiều lần điều chỉnh địa giới mở rộng, nhưng những khu mở rộng này không được Pháp đầu tư nên khá là tạm bợ. Đến năm 1954, những phần Sài Gòn mở rộng này (rộng khoảng 50 km²) vẫn hoang sơ, thậm chí đầm lầy ngổn ngang.
Phê phán quy hoạch thành phố Sài Gòn thời kỳ Pháp thuộc, nhiều nhà nghiên cứu phương Tây cho rằng: người Pháp nặng về việc phô trương quyền lực thực dân với một số trục đường hoành tráng, cửa nhà khang trang, nhưng lại chưa xây dựng được cơ sở hạ tầng đô thị, và nhất là đẩy người bản xứ vào các khu ở chật chội, lầy lội, thiếu vệ sinh. Nhà nghiên cứu Mỹ Gwendolyn Wright khi nghiên cứu về các đô thị thuộc địa Pháp cho rằng kiểu làm đó là lối "quy hoạch giả tạo" không giải quyết được các vấn đề cơ bản của đô thị và mang tính phân biệt đối xử giữa người Pháp và dân thuộc địa. Theo cụ Vương Hồng Sển ghi chép thì danh xưng "Hòn ngọc Viễn Đông" do quan chức thực dân Pháp đặt ra để chỉ nơi ăn chơi của họ, người Việt chẳng được thụ hưởng gì mà còn phải chịu sự bóc lột để người Pháp duy trì sự xa xỉ đó, và rằng "Nó hoàn toàn không phải là "hòn ngọc" với thợ thuyền người Việt ở xưởng đóng tàu Ba Son, cu li bốc vác ở cảng Sài Gòn, phu xe kéo và đông đảo người dân bản xứ mang trên mình bản án kiếp nô lệ, kẻ mất nước. Để phục vụ cho hòn ngọc ấy, cả một xã hội Sài Gòn trở thành thuộc địa, phải cung phụng cho Pháp mà nhiều địa danh còn được giữ đến tận bây giờ: Xóm Củi, Xóm Than, Xóm Dầu, Xóm Bàu Sen (gần đồn Cây Mai), Xóm Giá (làm giá đậu xanh gần cầu Cây Gõ), xóm Lò Bún (gần giếng Hộ Tùng), Xóm Ụ Ghe, Xóm Rẫy Cái, Xóm Cây Cui..."
Nhà sử học Henry Kamn nhận xét về sự tương phản giữa đời sống của giới thượng lưu Pháp với người dân Sài Gòn địa phương:
| “ | Sài Gòn không phải chỉ có sự lãng mạn như cái tên "Hòn ngọc Viễn Đông" mà người Pháp đặt cho nó; đại đa số người Việt Nam và người Hoa sống tại đây phải lao động cực nhọc vượt xa đồng lương rẻ mạt họ được nhận để tạo nên sự lãng mạn của thành phố. Sự phô trương chỉ tập trung vào đời sống của giới thượng lưu: Thực dân Pháp, người ngoại quốc, giới quý tộc Việt Nam. Không có số liệu cụ thể, nhưng không có nhiều hơn 250 ngàn cư dân sống tại đây vào thập niên 1930 | ” |

So với các thuộc địa của Nhật Bản hoặc một số nước thực dân khác (Anh, Mỹ, Hà Lan...), các thuộc địa của Thực dân Pháp ở Đông Dương chỉ có một trạng thái mong manh yếu ớt. Chủ nghĩa thực dân Pháp ở Việt Nam kiếm lợi nhuận chủ yếu thông qua việc bóc lột tài nguyên thuộc địa, nên Pháp không cần thành lập một bộ máy hành chính hiệu quả nhằm tăng năng suất, cũng không cần thực hiện công nghiệp hóa ở quy mô lớn. Quy mô nền công nghiệp của thực dân Pháp ở Việt Nam quá nhỏ, kinh tế Việt Nam khi đó vẫn chủ yếu là nông nghiệp. Điều này dẫn tới quy mô các đô thị do Pháp xây dựng ở thuộc địa Đông Dương (tiêu biểu là Sài Gòn) cũng khá nhỏ bé, ngay cả khi so sánh với các thành phố thuộc địa của Anh, Mỹ và Hà Lan.
Xét về quy mô dân số, các phương pháp thống kê khác nhau từ những nguồn khác nhau cho ra những số liệu khác nhau. Năm 1940, theo điều tra dân số, khu vực đô thị Sài Gòn và tỉnh Chợ Lớn có tổng cộng 256.000 dân. So với các thành phố lớn trong khu vực thì khá nhỏ, như Singapore năm 1940 có 755.000 dân, Hồng Kông năm 1941 có 1,6 triệu dân, Manila hay Jakarta cũng có khoảng gần một triệu dân.

### Đô thành Sài Gòn
Từ năm 1946, Sài Gòn đã là thủ đô của Cộng hòa tự trị Nam Kỳ rồi năm 1949 là thủ đô của Quốc gia Việt Nam. Đến năm 1955, Việt Nam Cộng hòa được thành lập, Sài Gòn khi đó là thành phố lớn nhất tại miền Nam Việt Nam đã được chọn làm thủ đô với tên gọi chính thức "Đô thành Sài Gòn" (lưu ý, cách viết thông dụng thời đó là "Saigon" hoặc "Sài-gòn"). Sau năm 1955, tên đường phố Sài Gòn vốn trước kia toàn là tên Pháp nay đồng loạt đổi tên tiếng Việt (trừ một số ngoại lệ). Việc này do Phòng Họa đồ thuộc Ty Kỹ thuật do Ngô Văn Phát điều hành; ông sắp xếp và chọn lựa tên các danh nhân dựa trên tầm vóc lịch sử và quy tụ gần nhau những nhân vật cùng thời kỳ có liên quan với nhau, như đường Cô Giang và Cô Bắc thì phải gần đường Nguyễn Thái Học; đường Lê Lai thì nhỏ, gần Đại lộ Lê Lợi lớn hơn. Những ý tưởng như Công lý, Tự do, Cộng hòa cũng được dùng đặt tên, tạo cho thành phố những đặc trưng mới.
Khi Chiến tranh Đông Dương lan rộng thì di dân từ nông thôn lên thành thị tăng nhanh. Vào thời điểm 1948, vùng Sài Gòn dân số đã lên đến 1,179 triệu người, đến năm 1949 thì dân số khu vực đã tăng lên 1.200.000, và sang năm 1954 với hàng trăm ngàn người di cư mới (phần đông là người Công giáo, còn gọi là dân Bắc Kỳ Công giáo) từ phía bắc vĩ tuyến 17 thì dân số Sài Gòn leo cao, đạt 2.000.000. Dân di cư tập trung tại các khu vực như Xóm Mới – Gò Vấp, Bình An – Quận 8, và rải rác tại các quận khác. Với Nghị định số 110-NV ngày 27 tháng 3 năm 1959 của Tổng thống Ngô Đình Diệm, từ 6 quận, Sài Gòn được chia lại thành 8 quận với tổng cộng 41 phường.
Vào nửa cuối thập niên 1950, nhờ viện trợ đáng kể của Chính phủ Hoa Kỳ, Sài Gòn trở thành một trung tâm về chính trị, kinh tế, văn hóa, giải trí tại miền Nam Việt Nam, là thành phố lớn nhất của kinh tế Việt Nam Cộng hòa Từ giữa thập niên 1960 đến những năm đầu thập niên 1970, việc Quân đội Hoa Kỳ vào tham chiến tại miền Nam Việt Nam cũng gây nên những xáo trộn đối với thành phố. Nhiều cao ốc, công trình quân sự mọc lên. Lối sống của giới trẻ Sài Gòn cũng chịu ảnh hưởng bởi văn hóa phương Tây được du nhập từ binh lính và sách báo Mỹ.
Trung tâm thành phố có một số công trình, khu phố được xây dựng to đẹp và sang trọng, tuy nhiên, các công trình này chủ yếu do Pháp xây dựng từ thập niên 1940, các khu nhà mới rất ít được xây dựng kể từ sau năm 1950, trong khi đó dân cư nông thôn đổ về thành thị tìm việc và tránh chiến sự khiến một số khu vực ở Sài Gòn dần trở thành những khu ổ chuột khổng lồ. Khảo sát cho thấy khoảng 40% dân số khu vực Sài Gòn khi đó (tức khoảng 1,2 triệu người) phải sống tại khu ổ chuột với những điều kiện về y tế, vệ sinh rất kém

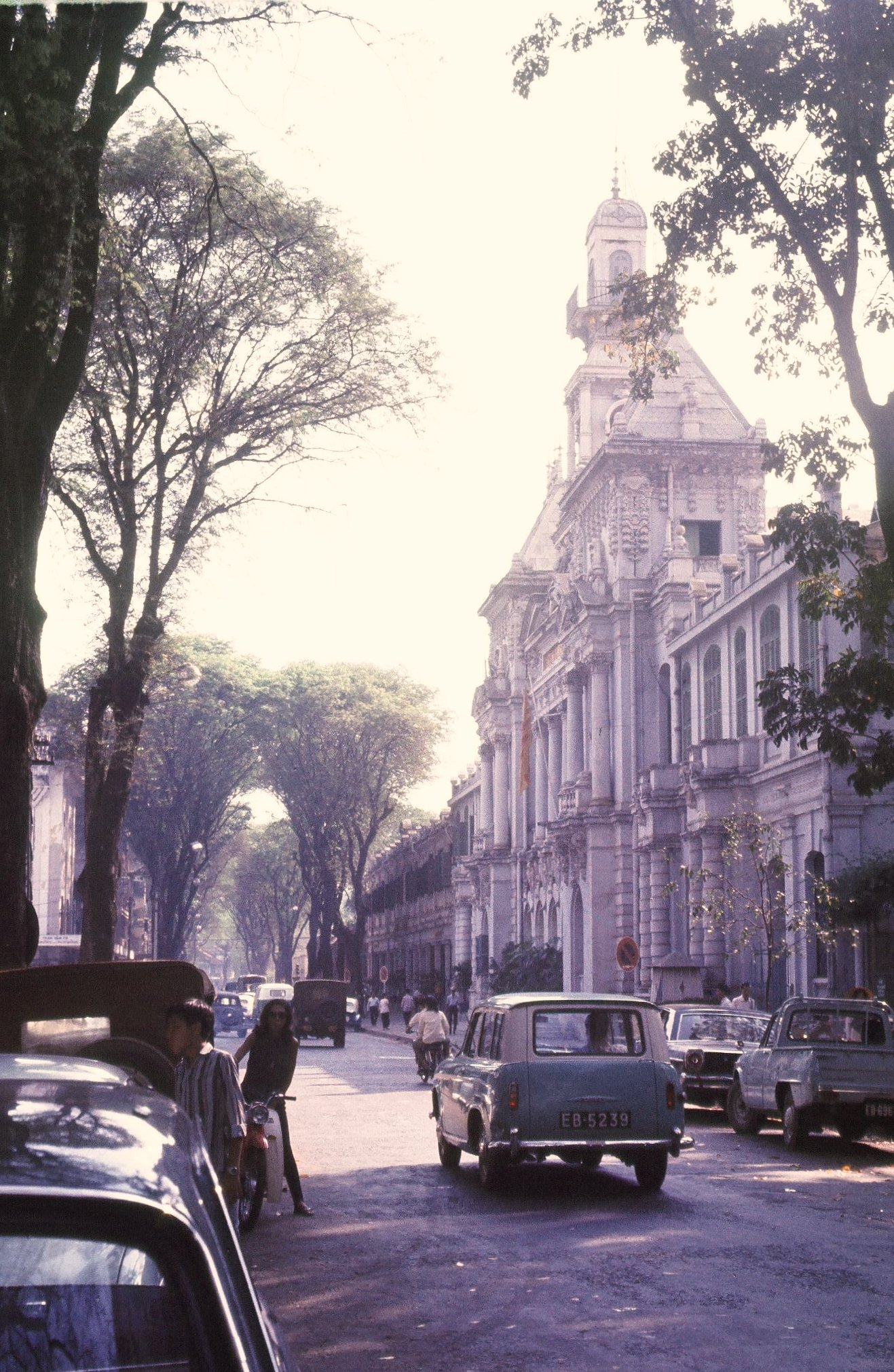
Tòa Đô chánh Sài Gòn năm 1968

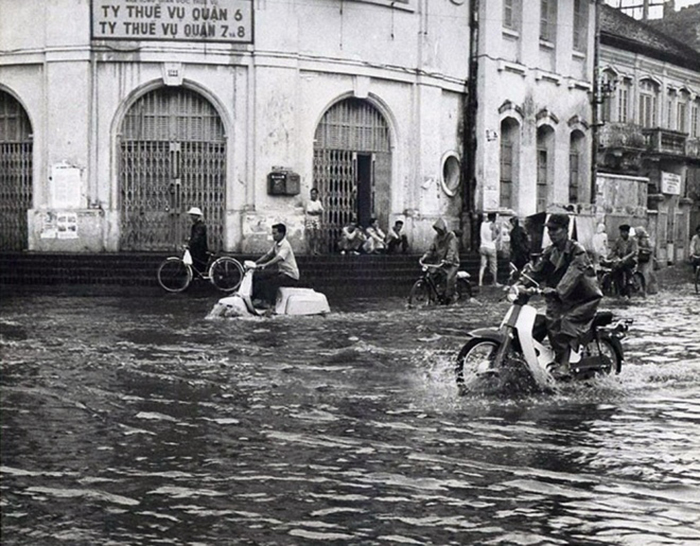
Ngập lụt ở Sài Gòn, cuối thập niên 1950.

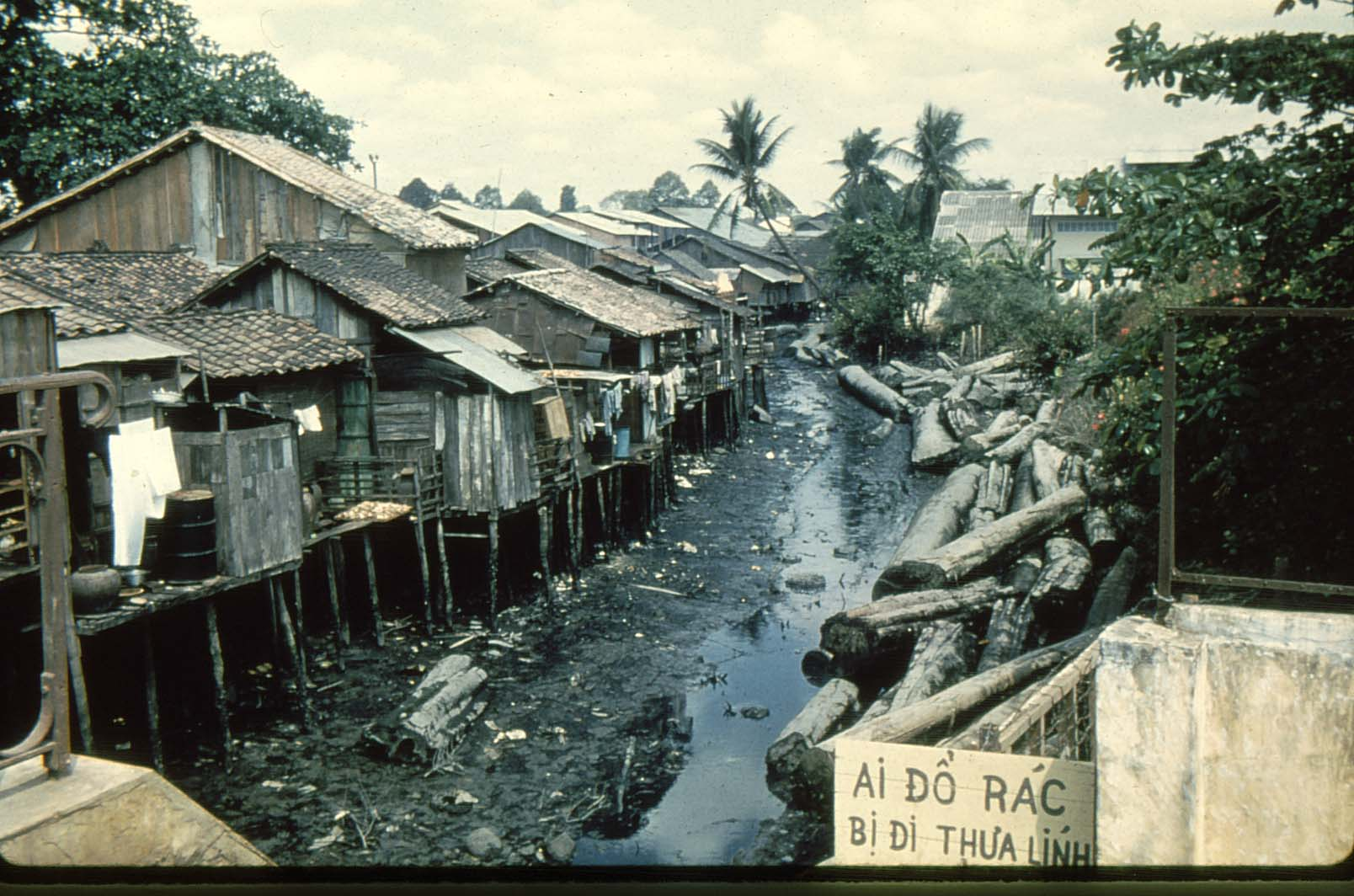
Khu ổ chuột cạnh một con kênh ô nhiễm ở Sài Gòn năm 1956. Những khu ổ chuột như thế này lan rộng khắp Sài Gòn trong thập niên 1960 do người tị nạn (hầu hết là tỵ nạn cộng sản) trong cuộc Chiến tranh Việt Nam đổ về thành phố.

Trên tạp chí Xây dựng tháng 9/1967, tác giả Phạm Hoàng Thanh viết: "Mỗi ngày dân chúng ở quê lũ lượt kéo lên thành phố khiến dân số nơi đây gia tăng một cách kinh khủng, có nơi mật độ lên tới 28.000 người một cây số vuông. Người ta chen lấn giành giựt nhau từng tấc đất để xây cất. Hiện giờ ở Sài Gòn, sau những cao ốc đẹp đẽ, có ai ngờ là hàng ngàn hàng vạn ngôi nhà ván lợp tôn chèn ép nhau, tối tăm bẩn thỉu, bên cạnh những ao tù nước đọng, những đống rác thối tha ghê tởm". Để giải quyết nạn khan hiếm nhà hết sức trầm trọng ở Sài Gòn lúc đó, theo tính toán, thành phố cần xây mới 50.000 căn hộ và giải tỏa 110.000 nhà ổ chuột. Thế nhưng, trong suốt 10 năm, chỉ có 15.700 căn hộ được xây dựng.
Trong thời kỳ chiến tranh leo thang, viện trợ kinh tế dồi dào từ Mỹ đã tạo ra một khuynh hướng tiêu thụ xa xỉ "quá trớn" trong dân chúng (nhất là việc người giàu đua nhau mua xe máy, ô tô). Trong giai đoạn 1964–1969, số xe du lịch nhập khẩu đã bằng 80% số xe nhập khẩu trong suốt 10 năm trước, năm 1966, số xe gắn máy được nhập khẩu cao gấp 5 lần so với năm 1963. Nhiều người ngoại quốc tới Sài Gòn lúc đó đã đặt cho thành phố cái tên là "thành phố Honda", do có nhiều xe máy hiệu Honda được nhập khẩu. Nhìn bề ngoài thì nền kinh tế Sài Gòn đang "phát triển phồn vinh", nhưng thực ra đó chỉ là bề ngoài mang tính tạm thời và bất ổn, bởi đó là do yếu tố bên ngoài đem lại (viện trợ của Mỹ) chứ không phải nhờ khả năng sản xuất nội tại của nền kinh tế. Quan chức kinh tế chính phủ Sài Gòn cũng cảm thấy lo ngại về tình trạng này, khi nguồn ngoại tệ bị phung phí vào những mặt hàng xa xỉ chứ không được dùng để mua phương tiện sản xuất.
Tuy số lượng xe máy, xe ô tô tăng nhanh nhờ viện trợ của Mỹ từ năm 1963, nhưng nhìn chung vẫn còn khá ít xét theo tỷ lệ dân số. Đầu thập niên 1970, toàn thành phố Sài Gòn có khoảng 250.000 xe gắn máy, 800 xe buýt và khoảng 20.000 xe ô tô (trên tổng dân số 2,5 triệu), trung bình cứ 10 người dân thì mới có một xe máy. Phần lớn người dân không có phương tiện di chuyển nào khác hơn là đi bộ hoặc đi xe đạp, người nghèo từ các khu ổ chuột ngoại ô thường phải đi bộ 2 giờ để tới làm việc ở trung tâm thành phố. Khi Mỹ dần rút quân thì các phương tiện giao thông cũng xuống dốc do thiếu tiền. Đến cuối năm 1969, do Mỹ ngừng thuê lao động người Việt và giảm viện trợ, nên kinh tế Việt Nam Cộng hòa bị suy thoái, lạm phát trở nên nghiêm trọng, Chính phủ Việt Nam Cộng hòa phải ban lệnh cấm nhập khẩu xe hơi từ nước ngoài. Cuộc Khủng hoảng dầu mỏ 1973 tiếp tục giáng một đòn mạnh vào hệ thống giao thông Sài Gòn. Do giá dầu nhập khẩu tăng cao trong khi Mỹ giảm viện trợ kinh tế, xăng dầu trở nên khan hiếm, nhiều loại xe cộ phải xếp xó do chủ nhân không có đủ tiền mua xăng. Ngay cả ở Sài Gòn, số lượng người dân đi làm bằng xe đạp cũng tăng nhanh chóng từ năm 1973.
Viện trợ của Mỹ có vai trò rất quan trọng đối với nền kinh tế Sài Gòn thời kỳ này. Cơ quan Phát triển Quốc tế Hoa Kỳ (USAID) giống như một "Phủ Toàn quyền Đông Dương" có quyền lực cao hơn cả Chính phủ Sài Gòn. Nếu sức sản xuất của Sài Gòn kém, viện trợ từ Mỹ sẽ cung cấp một lượng hàng hóa nhập khẩu để tiêu thụ, nếu ngân sách bị thâm hụt thì viện trợ của Mỹ sẽ giúp bù đắp từ Quỹ đối giá. Kết quả là nền kinh tế Sài Gòn bị hàng nhập khẩu chi phối quá mức, cả những nhu yếu phẩm hàng ngày như gạo, thịt, cá cũng phải nhập khẩu. Sự sống của nền kinh tế Sài Gòn phụ thuộc chủ yếu vào nhập khẩu, mà nhập khẩu lại phụ thuộc vào viện trợ của Mỹ. Do vậy, khi nguồn viện trợ Mỹ bị cắt giảm đột ngột thì nền kinh tế của Sài Gòn cũng bị cắt nguồn sống, sức tiêu thụ cũng hết và ngân sách cũng cạn kiệt. Giáo sư Nguyễn Cao Hách – Phó Chủ tịch Hội đồng Kinh tế Xã hội của Chính phủ Sài Gòn nhận định rằng "nếu Hoa Kỳ cắt giảm viện trợ, chính phủ chỉ có thể sống được 4 tháng thôi".
Nói chung, từ năm 1963, nguồn viện trợ lớn từ Hoa Kỳ đã không giải quyết vấn đề cơ bản và cốt lõi nhất của nền kinh tế là "sự tự chủ". Trái lại, nó đã trở thành một loại ma túy nguy hại cho bản thân Sài Gòn. Nó tạo ra sự ỷ lại của người dân và quan chức, nền kinh tế phụ thuộc nặng vào viện trợ và thiếu động lực để tự lực cánh sinh. Về bản chất, viện trợ mà Hoa Kỳ cho Việt Nam Cộng hòa là mấu chốt để duy trì một lãnh thổ phụ thuộc vào Mỹ thay vì xây dựng một đất nước có thể tự lực
Tới năm 1973 thì hậu quả của việc phụ thuộc quá mức vào viện trợ đã xảy đến: nền kinh tế miền Nam (trong đó có Sài Gòn) lâm vào khủng hoảng do Mỹ giảm viện trợ kinh tế. Nạn lạm phát trở nên nghiêm trọng: Năm 1970, tỷ lệ lạm phát (tính toán dựa trên chỉ số giá tiêu dùng tại Sài Gòn áp dụng cho tầng lớp lao động) đã là 36,8%. Năm 1973, tỷ lệ lạm phát tăng lên 44,5%, và năm 1974 đã vượt quá 200%. Hệ lụy và hậu quả trực tiếp của cuộc khủng hoảng kinh tế gây ảnh hưởng xấu tới Sài Gòn. Với việc Mỹ giảm viện trợ trong khi nền sản xuất nội tại thì yếu kém, nền kinh tế tiêu dùng dựa vào viện trợ của Việt Nam Cộng hòa đã không thể phát triển ổn định, bền vững
Việc rút đi của hơn nửa triệu quân Mỹ đã để lại một khoảng trống khổng lồ trong nền kinh tế: hàng tỷ đôla hàng năm trước đây được lính viễn chinh Mỹ tung vào xã hội qua các dịch vụ mua sắm ở thành phố, nay không còn nữa. Một khối lượng lớn người lao động làm việc trong các "sở Mỹ" (các văn phòng, trụ sở quân sự của Mỹ) cũng không còn việc làm. Số lượng công nhân làm ở các cơ sở của Mỹ năm 1971 là 100.000 người, đến tháng 12 năm 1972 chỉ còn lại 10.000 người, tạo ra thất nghiệp hàng loạt". Theo phúc trình của VECCO xuất bản tháng 1/1975 thì: Sài Gòn năm 1974 có 3 triệu dân thì có đến 600.000 người thất nghiệp. Chênh lệch giàu nghèo rất lớn khi thu nhập của thiểu số "tầng lớp trên" chiếm 43,5% GDP, tầng lớp dưới chỉ đạt 1,8%.
Nhà văn đoạt giải Nobel Gabriel García Márquez đã đến thăm Việt Nam mô tả: "Dưới thời Mỹ chiếm đóng, thành phố không còn giữ được bản sắc văn hóa của mình, trở thành một thiên đường nhân tạo được bao bọc bởi quân đội và sự trợ giúp của Mỹ, của hàng tấn đồ tiếp tế. Người dân Sài Gòn cuối cùng lại tin rằng đây là cuộc sống thực của họ. Vì thế, chiến tranh kết thúc khiến họ trở nên lạc lõng và xa rời thực tế, để rồi 4 năm sau khi người Mỹ cuối cùng rút đi, họ không thể gượng dậy được."
Sau sự kiện 30 tháng 4 năm 1975, nhiều thường dân ở thành phố hoặc binh lính, sĩ quan, viên chức Việt Nam Cộng hòa và những người cộng tác với Mỹ đã ra nước ngoài định cư. Cũng trong thời gian này, ước tính 700.000 người khác được vận động đi kinh tế mới; nền văn hóa có ảnh hưởng phương Tây bị lu mờ rồi tàn lụi.
20 năm chiến tranh đã để lại cho Sài Gòn nhiều di sản nặng nề về xã hội. Theo một ước tính, thời điểm năm 1975, dân số Sài Gòn có khoảng 4 triệu người thì trong số đó đã có tới 150.000 người nghiện heroin. Thời điểm năm 1972, 500.000 người là gái mại dâm và gái quán bar, và khoảng 800.000 trẻ mồ côi lang thang trên các đường phố.

### Thành phố Hồ Chí Minh
Từ 30 tháng 4 năm 1975, chế độ Việt Nam Cộng hòa bị xóa bỏ và Chính phủ Cách mạng lâm thời Cộng hòa Miền Nam Việt Nam quản lý miền Nam. Đô thành Sài Gòn, tỉnh Gia Định và 2 quận Củ Chi và Phú Hòa kế cận dưới thời Việt Nam Cộng hòa được hợp nhất thành một đơn vị hành chính gọi là thành phố Sài Gòn – Gia Định. Đầu năm 1976, Đảng bộ và Ủy ban Nhân dân thành phố bắt đầu hoạt động. Ngày 2 tháng 7 năm 1976, Quốc hội đầu tiên của nước Việt Nam thống nhất quyết định đổi tên nước thành Cộng hòa xã hội chủ nghĩa Việt Nam, đồng thời đổi tên thành phố Sài Gòn – Gia Định thành Thành phố Hồ Chí Minh, theo tên của nhà lãnh đạo cộng sản và Chủ tịch nước Việt Nam Dân chủ Cộng hòa đầu tiên, Hồ Chí Minh.
Sau năm 1975, vấn đề người Hoa tại Sài Gòn trở nên trầm trọng. Người Hoa treo quốc kỳ Trung Quốc và ảnh Mao Trạch Đông trong vùng Chợ Lớn, đồng thời từ chối đăng ký quốc tịch Việt Nam. Hoa kiều kiểm soát gần như toàn bộ các vị trí kinh tế quan trọng ở miền Nam từ năm 1963 đến năm 1975, và đặc biệt nắm chắc 3 lĩnh vực quan trọng: sản xuất, phân phối, và tín dụng. Đến cuối năm 1974, người Hoa kiểm soát hơn 80% các cơ sở sản xuất của các ngành công nghiệp thực phẩm, dệt may, hóa chất, luyện kim, điện...và gần như đạt được độc quyền thương mại: 100% bán buôn, hơn 50% bán lẻ, và 90% xuất nhập khẩu. Hoa kiều ở miền Nam gần như hoàn toàn kiểm soát giá cả thị trường.
Cuối năm 1976, chính quyền mới đóng cửa tất cả trường học và tòa báo của người Hoa. Năm 1978, các tư doanh bị quốc hữu hóa. Trong bối cảnh quan hệ Hà Nội – Bắc Kinh chuyển biến xấu, tâm lý bài Hoa lan rộng khắp miền Bắc Việt Nam. Chính quyền Hà Nội thúc ép nhiều gia đình gốc Hoa hồi hương về Quảng Tây.
Vấn đề Hoa kiều được Chính phủ Việt Nam xem là một thử thách đối với chủ quyền quốc gia hơn là một vấn đề nội bộ đơn giản. Các chiến dịch Cải tạo tư sản miền Nam nhằm xóa bỏ giai cấp tư sản và thực hiện công hữu hóa theo nguyên lý của chủ nghĩa xã hội được tiến hành. Nhà nước đã quốc hữu hóa các cơ sở sản xuất, xí nghiệp công quản của tầng lớp tư sản lớn bỏ lại, chủ yếu là của người Hoa. Các doanh nghiệp vừa như nhà in, xưởng thủ công, cửa hàng, cửa hiệu quy mô nhỏ buộc phải kê khai tài sản, vốn liếng trưng thu, trưng mua, tịch thu chuyển thành hợp tác xã. Nhiều chủ doanh nghiệp bị buộc tịch biên không được làm kinh doanh phải chuyển qua sản xuất nông nghiệp hoặc đi kinh tế mới. Năm 1978, Nhà nước hoàn thành căn bản cải tạo tư sản công nghiệp loại vừa và nhỏ ở miền Nam, xóa bỏ việc người Hoa kiểm soát nhiều ngành công nghiệp. Đến tháng 5 năm 1979, tất cả các xí nghiệp công quản lúc đầu ở miền Nam đều đã được chuyển thành xí nghiệp quốc doanh. Khó khăn về kinh tế, sự lo sợ về chiến tranh biên giới Tây Nam khiến cho nhiều người người Hoa rời thành phố. Số lượng người Hoa tại thành phố đã giảm đi hơn một nửa trong giai đoạn này.

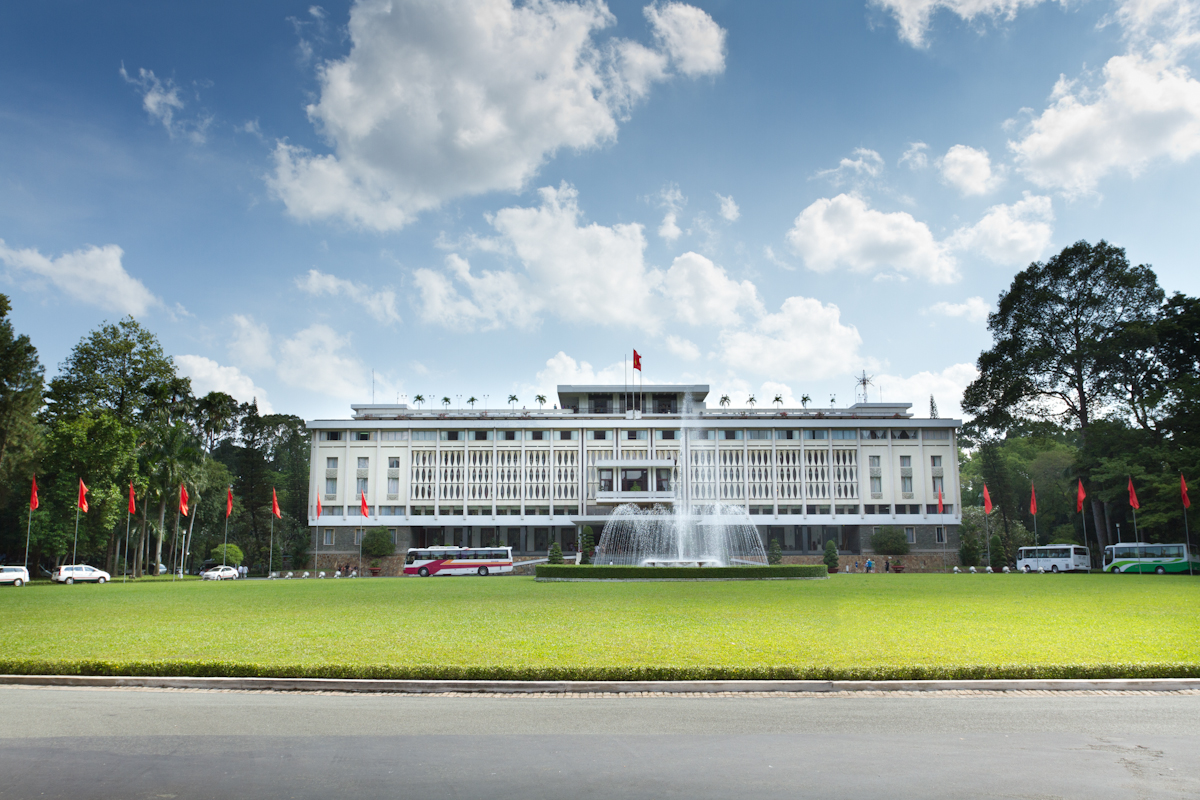
Dinh Độc Lập, công trình lịch sử tiêu biểu của Thành phố Hồ Chí Minh.

Chính sách quản lý kinh tế quan liêu và cơ chế bao cấp của Nhà nước lên nền kinh tế (cải cách giá-lương-tiền) khiến cho kinh tế lâm vào trì trệ, lạm phát phi mã mà đỉnh điểm của nó là vào năm 1985. Khi công cuộc Đổi mới toàn diện 1986 bắt đầu, Thành phố Hồ Chí Minh đứng ở vị trí tiên phong và đi đầu trong thu hút vốn, công nghệ và đầu tư nước ngoài. Sau khi Luật đầu tư nước ngoài được ban hành năm 1987, trong vòng 3 năm 1988 đến 1990, Thành phố đã cấp 88 giấy phép với tổng số vốn đầu tư là 976 triệu USD. Cơ cấu ngành công nghiệp bắt đầu chuyển dịch từ sản xuất công nghiệp nặng sang các ngành công nghiệp nhẹ, hàng tiêu dùng định hướng xuất khẩu. Với sự phát triển mạnh mẽ về hạ tầng và cởi trói về cơ chế thương mại, mậu dịch, Thành phố ngày càng khẳng định là đi đầu kinh tế của Việt Nam và đạt nhiều chỉ số và thành tựu phát triển kinh tế khá ấn tượng. Đến cuối năm 2018, GDP bình quân đầu người của Thành phố ước đạt hơn 6000 USD/người, cao gấp gần 2.5 lần so với mức trung bình cả nước. Nếu như năm 2000, Thành phố đóng góp khoảng 19% GDP cả nước thì đến năm 2014, thành phố đã chiếm 30% GDP của cả nước. Tuy nhiên tỷ lệ ngân sách được giữ lại của Thành phố Hồ Chí Minh là thấp, năm 2000 tỷ lệ ngân sách được giữ lại là 33% nhưng giảm xuống còn 18% trong giai đoạn 2017-2020. Đây là một trong những lý do khiến tốc độ tăng trưởng kinh tế của thành phố so với bình quân cả nước đang giảm. Trong giai đoạn 2001-2010 tốc độ này bằng 1,6 lần cả nước, thì đến giai đoạn 2011-2019 chỉ bằng 1,2 lần. Về cán cân thu – chi, năm 2017 TP HCM bội chi 2.900 tỷ đồng; năm 2018 bội chi hơn 4.880 tỷ đồng; 2019 bội chi gần 3.560 tỷ đồng. Vì thế, Trung ương luôn phải cấp thêm từ nguồn ngân sách để bù đắp cho các khoản chi của thành phố
Đến cuối những năm 2000, thành phố bước vào công cuộc đổi mới cơ bản về hạ tầng giao thông vận tải, tiến hành xây dựng và khai trương nhiều công trình trọng điểm như Đại lộ Nguyễn Văn Linh, Đại lộ Đông Tây, cầu Phú Mỹ. Nhiều cảng biển quốc tế được khánh thành và nhiều đường cao tốc được xây dựng nối Thành phố với các tỉnh thành lân cận tạo thuận lợi cho thông thương hàng hóa và phát triển giao thương ngày càng lớn cho thành phố.
Thành phố Hồ Chí Minh hiện nay có diện tích rộng 2.095 km², lớn hơn gấp 30 lần so với đô thị Sài Gòn trước năm 1975 (67,5 km²). Trong đó, tính riêng diện tích khu đô thị là 820 km² (năm 2010), lớn gấp 33 lần so với trước năm 1975 (rộng 25 km²). Thành phố Hồ Chí Minh ngày nay bao gồm toàn bộ đô thành Sài Gòn cũ, cộng thêm toàn bộ tỉnh Gia Định, quận Phú Hòa của tỉnh Bình Dương và quận Củ Chi của tỉnh Hậu Nghĩa cũ (hợp nhất thành huyện Củ Chi).
Theo đà phát triển của kinh tế, lượng người nhập cư đổ vào thành phố cũng ngày càng tăng. Về dân số, tháng 4 năm 2014, toàn Thành phố Hồ Chí Minh có 7,95 triệu dân (trong đó khoảng 6,7 triệu dân sống ở khu đô thị), như vậy là đã tăng 3,2 lần so với mức 2,5 triệu dân của đô thị Sài Gòn ở thời điểm tháng 4 năm 1975. Năm 2017, nếu tính cả người cư trú không đăng ký thì dân số toàn thành phố đã đạt đến 13 triệu người, tăng gấp 5,2 lần so với thời điểm tháng 4 năm 1975. Thống kê giữa năm 2017 cho thấy thành phố có tới gần 7,6 triệu xe máy (chiếm 1/3 lượng xe máy cả nước) và khoảng 700.000 xe ôtô. Như vậy, số xe máy lưu thông trong thành phố đã tăng gấp 30 lần, số xe ô tô đã tăng gấp 35 lần so với giai đoạn trước năm 1975.
Với tổng diện tích 2.096 km² và hơn 9 triệu dân (số liệu 2021:90), Thành phố Hồ Chí Minh là đô thị lớn thứ 2 Việt Nam về diện tích (sau Hà Nội) và lớn nhất về dân số. 11 quận nội thành của Sài Gòn trước đây được chia lại thành 8 quận. 4 quận Gò Vấp, Phú Nhuận, Bình Thạnh, Tân Bình được thành lập. Khu vực ngoại thành gồm 5 huyện: Thủ Đức, Hóc Môn, Củ Chi, Bình Chánh, Nhà Bè. Năm 1978, thành phố nhận thêm huyện Duyên Hải của tỉnh Đồng Nai. Năm 1979, các đơn vị hành chính cơ sở được phân chia lại, toàn thành phố có 261 phường, 86 xã. Sau đợt điều chỉnh tiếp theo vào năm 1989, thành phố còn 182 phường và 100 xã, thị trấn. Đến năm 1997, phân chia hành chính của thành phố lại thay đổi, gồm 17 quận, 5 huyện với 303 phường xã, thị trấn. Năm 2004, Thành phố Hồ Chí Minh gồm 19 quận nội thành và 5 huyện ngoại thành với 322 phường, xã và thị trấn.. Hiện nay, Thành phố Hồ Chí Minh gồm 16 quận, 1 thành phố và 5 huyện với 312 phường, xã, thị trấn.
Ngày 24 tháng 11 năm 2017, Quốc hội Việt Nam ra Nghị quyết về thí điểm cơ chế, chính sách đặc thù phát triển Thành phố Hồ Chí Minh, trong đó tăng thêm quyền hạn cho chính quyền thành phố trong việc quản lý đất đai, quản lý đầu tư, quản lý tài chính – ngân sách nhà nước. Thành phố Hồ Chí Minh sẽ có nhiều quyền hạn hơn trong việc quyết định chuyển đổi mục đích sử dụng đất, phê duyệt đầu tư công; có thêm những nguồn thu mới, có thể được giữ lại ngân sách nhiều hơn và được hưởng một phần số thu từ cổ phần hóa của các doanh nghiệp nhà nước do Ủy ban nhân dân Thành phố Hồ Chí Minh quản lý hoặc đại diện sở hữu, được chủ động vay vốn bằng các hình thức khác nhau. Ngoài ra, chính quyền thành phố các cấp còn được chủ động phân quyền cho chính quyền cấp dưới; quyết định mức thu nhập bình quân tăng thêm cho cán bộ, công chức, viên chức, chuyên gia thuộc thành phố quản lý.
Ngày 12 tháng 6 năm 2025, Quốc hội ban hành Nghị quyết số 202/2025/QH15 về việc sắp xếp đơn vị hành chính cấp tỉnh (nghị quyết có hiệu lực từ ngày 12 tháng 6 năm 2025). Theo đó, sáp nhập tỉnh Bà Rịa – Vũng Tàu và tỉnh Bình Dương vào Thành phố Hồ Chí Minh.
Sau khi sáp nhập, Thành phố Hồ Chí Minh có 6.772,59 km² diện tích tự nhiên và quy mô dân số là 14.002.598 người.

## Địa lý

### Vị trí địa lý

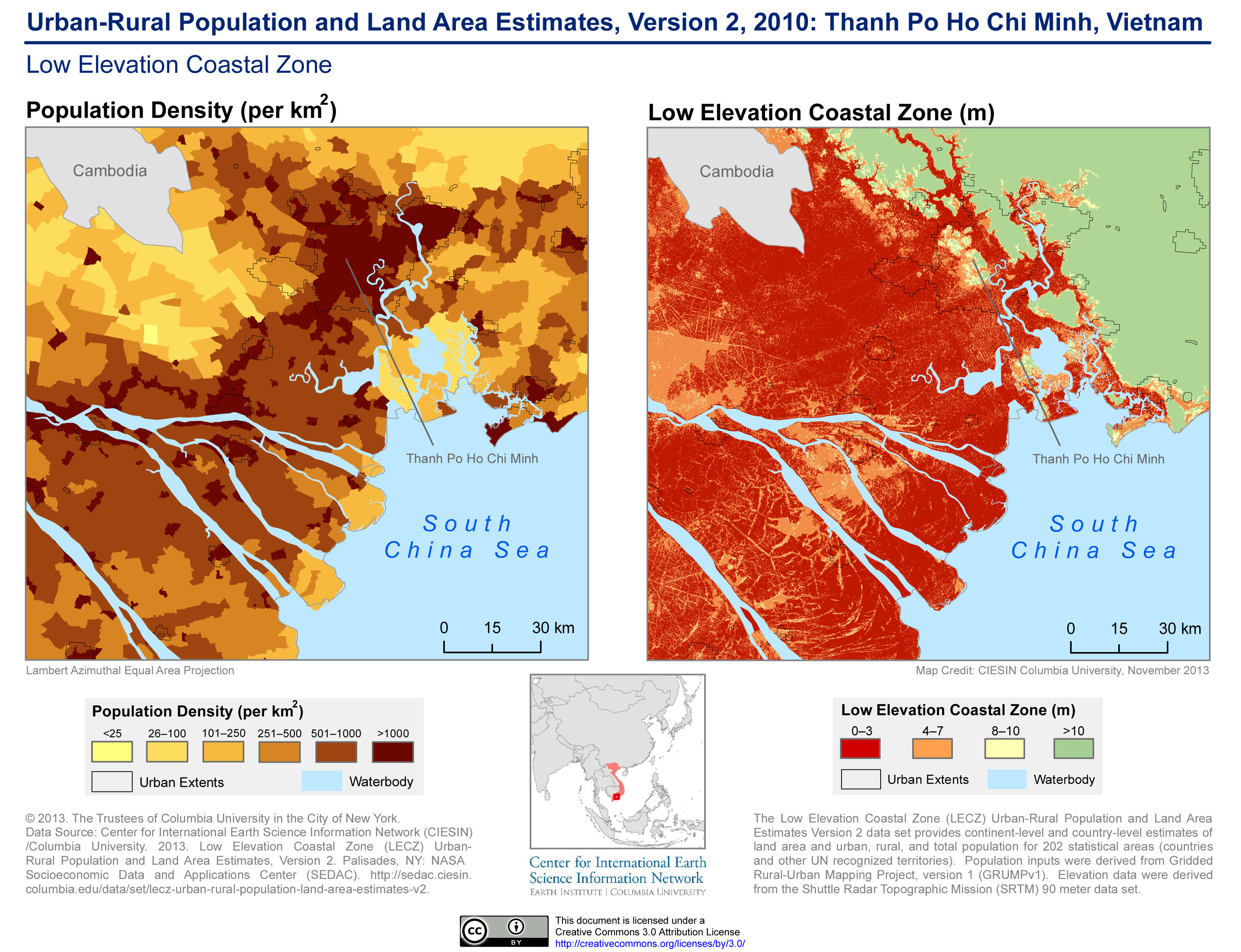

Thành phố Hồ Chí Minh có toạ độ 10°10' – 10°38' Bắc và 106°22' – 106°54' Đông.
- Phía đông giáp tỉnh Đồng Nai và tỉnh Lâm Đồng
- Phía tây giáp tỉnh Tây Ninh
- Phía bắc giáp tỉnh Đồng Nai và tỉnh Tây Ninh
- Phía nam giáp tỉnh Đồng Tháp và Biển Đông.

Nằm ở phía Nam, thuộc miền Đông Nam Bộ, Thành phố Hồ Chí Minh cách Hà Nội 1.730 km theo đường bộ, trung tâm thành phố cách bờ biển Đông 50 km theo đường chim bay. Với vị trí tâm điểm của khu vực Đông Nam Á, Thành phố Hồ Chí Minh là một đầu mối giao thông quan trọng về cả đường bộ, đường thủy và đường không, nối liền các tỉnh trong vùng và còn là một cửa ngõ quốc tế.
Nằm trong vùng chuyển tiếp giữa miền Đông Nam Bộ và Đồng bằng sông Cửu Long, địa hình thành phố thấp dần từ Bắc xuống Nam và từ Tây sang Đông. Vùng cao nằm ở phía bắc – Đông Bắc và một phần Tây Bắc, trung bình 10 đến 25 mét. Xen kẽ có một số gò đồi, cao nhất lên tới 32 mét như đồi Long Bình ở Thủ Đức. Ngược lại, vùng trũng nằm ở phía nam – tây nam và đông nam thành phố, có độ cao trung bình trên dưới một mét, nơi thấp nhất 0,5 mét. Các khu vực trung tâm, một phần thành phố Thủ Đức, toàn bộ huyện Hóc Môn và Quận 12 có độ cao trung bình, khoảng 5 tới 10 mét.

#### Các điểm cực của thành phố Hồ Chí Minh:
- Điểm cực Bắc tại: xã Minh Thạnh
- Điểm cực Tây tại: xã Thái Mỹ
- Điểm cực Nam tại: đặc khu Côn Đảo
- Điểm cực Đông tại: xã Bình Châu

### Điều kiện tự nhiên

#### Địa chất, thủy văn

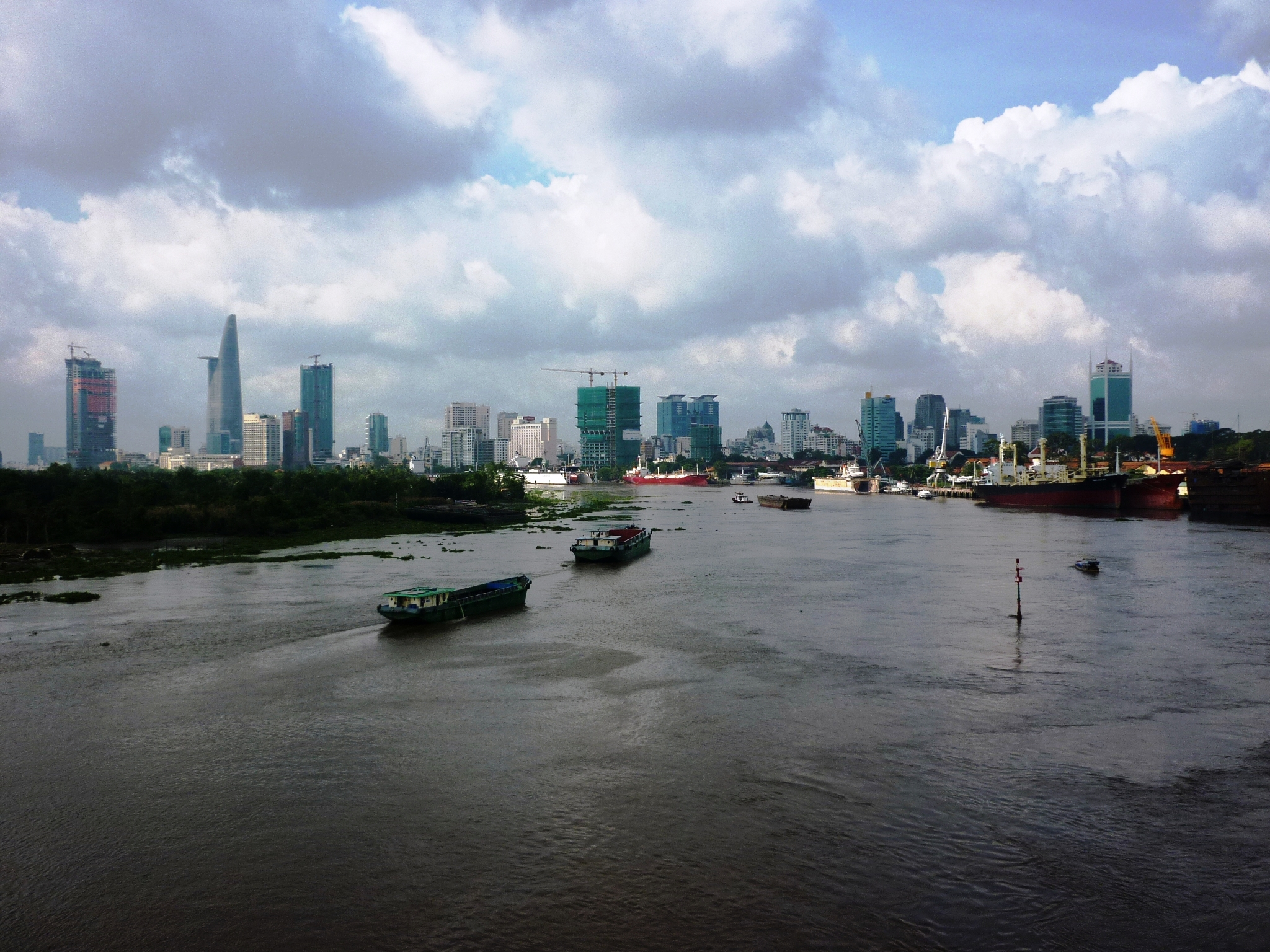
Sông Sài Gòn, năm 2013

Địa chất Thành phố Hồ Chí Minh bao gồm chủ yếu là hai tướng trầm tích Pleistocen và Holocen lộ ra trên bề mặt. Trầm tích Pleistocen chiếm hầu hết phần phía Bắc, Tây Bắc và Đông Bắc thành phố. Dưới tác động của các yếu tố tự nhiên và hoạt động của con người, trầm tích phù sa cổ hình thành nhóm đất đặc trưng riêng: đất xám. Với hơn 45 ngàn hecta, tức khoảng 23,4% diện tích thành phố, đất xám ở Thành phố Hồ Chí Minh có ba loại: đất xám cao, đất xám có tầng loang lổ đỏ vàng và hiếm hơn là đất xám gley. Trầm tích Holocen ở Thành phố Hồ Chí Minh có nhiều nguồn gốc: biển, vũng vịnh, sông biển, bãi bồi... hình thành nhiều loại đất khác nhau: nhóm đất phù sa biển với 15.100 ha, nhóm đất phèn với 40.800 ha và đất phèn mặn với 45.500 ha. Ngoài ra còn có một diện tích khoảng hơn 400 ha là "giồng" cát gần biển và đất feralite vàng nâu bị xói mòn trơ sỏi đá ở vùng đồi gò.
Về thủy văn, nằm ở vùng hạ lưu hệ thống sông Đồng Nai – Sài Gòn, Thành phố Hồ Chí Minh có mạng lưới sông ngòi, kênh rạch rất đa dạng. Sông Đồng Nai bắt nguồn từ cao nguyên Lâm Viên, hợp lưu bởi nhiều sông khác, có lưu vực lớn, khoảng 45.000 km². Với lưu lượng bình quân 20–500 m³/s, hàng năm cung cấp 15 tỷ m³ nước, sông Đồng Nai trở thành nguồn nước ngọt chính của thành phố. Sông Sài Gòn bắt nguồn từ vùng Hớn Quản, chảy qua Thủ Dầu Một đến Thành phố Hồ Chí Minh, với chiều dài 200 km và chảy dọc trên địa phận thành phố dài 80 km. Sông Sài Gòn có lưu lượng trung bình vào khoảng 54 m³/s, bề rộng tại thành phố khoảng 225 m đến 370 m, độ sâu tới 20 m. Nhờ hệ thống kênh Rạch Chiếc, hai con sông Đồng Nai và Sài Gòn nối thông ở phần nội thành mở rộng. Một con sông nữa của Thành phố Hồ Chí Minh là sông Nhà Bè, hình thành ở nơi hợp lưu hai sông Đồng Nai và Sài Gòn, chảy ra biển Đông bởi hai ngả chính Soài Rạp và Gành Rái. Trong đó, ngả Gành Rái chính là đường thủy chính cho tàu ra vào bến cảng Sài Gòn. Ngoài các con sông chính, Thành phố Hồ Chí Minh còn có một hệ thống kênh rạch chằng chịt: Láng The, Bàu Nông, rạch Tra, Bến Cát, An Hạ, Tham Lương, Cầu Bông, Nhiêu Lộc –Thị Nghè, Bến Nghé, Tàu Hủ, Kênh Tẻ, Kênh Đôi... Hệ thống sông, kênh rạch giúp Thành phố Hồ Chí Minh trong việc tưới tiêu, nhưng do chịu ảnh hưởng dao động triều bán nhật của biển Đông, thủy triều thâm nhập sâu đã gây nên những tác động xấu tới sản xuất nông nghiệp và hạn chế việc tiêu thoát nước ở khu vực nội thành.
Nhờ trầm tích Pleistocen, khu vực phía bắc Thành phố Hồ Chí Minh có được lượng nước ngầm khá phong phú. Nhưng về phía nam, trên trầm tích Holocen, nước ngầm thường bị nhiễm phèn, nhiễm mặn. Khu vực nội thành cũ có lượng nước ngầm đáng kể, tuy chất lượng không thực sự tốt, vẫn được khai thác chủ yếu ở ba tầng: 0–20 m, 60–90 m và 170–200 m (tầng trầm tích Miocen). Tại Quận 12, huyện Hóc Môn và huyện Củ Chi, chất lượng nước tốt, trữ lượng dồi dào, thường được khai thác ở tầng 60–90 m, trở thành nguồn nước bổ sung quan trọng.

#### Khí hậu
Nằm trong vùng nhiệt đới xavan, cũng như một số tỉnh Nam Bộ khác, Thành phố Hồ Chí Minh không có bốn mùa: xuân, hạ, thu, đông. Nhiệt độ cao đều và mưa quanh năm (mùa khô ít mưa). Trong năm, Thành phố Hồ Chí Minh có 2 mùa là biến thể của mùa hè: mùa mưa – khô rõ rệt. Mùa mưa được bắt đầu từ tháng 5 tới tháng 11 (khí hậu nóng ẩm, nhiệt độ cao mưa nhiều), còn mùa khô từ tháng 12 tới tháng 4 năm sau (khí hậu khô, nhiệt độ cao và mưa ít). Trung bình, Thành phố Hồ Chí Minh có 160 tới 270 giờ nắng/tháng, nhiệt độ trung bình 27 °C, cao nhất lên tới 40 °C, thấp nhất xuống 13,8 °C. Hàng năm, thành phố có 330 ngày nhiệt độ trung bình 25 tới 28 °C. Lượng mưa trung bình của thành phố đạt 1.949 mm/năm, trong đó năm 1908 đạt cao nhất 2.718 mm, thấp nhất xuống 1.392 mm vào năm 1958. Một năm, ở thành phố có trung bình 159 ngày mưa, tập trung nhiều nhất vào các tháng từ 5 tới 11, chiếm khoảng 90%, đặc biệt hai tháng 6 và 9. Trên phạm vi không gian thành phố, lượng mưa phân bố không đều, khuynh hướng tăng theo trục Tây Nam – Đông Bắc. Các quận nội thành và các huyện phía bắc có lượng mưa cao hơn khu vực còn lại.
Thành phố Hồ Chí Minh chịu ảnh hưởng bởi hai hướng gió chính là gió mùa Tây – Tây Nam và Bắc – Đông Bắc. Gió Tây – Tây Nam từ Ấn Độ Dương, tốc độ trung bình 3,6 m/s, vào mùa mưa. Gió Gió Bắc – Đông Bắc từ biển Đông, tốc độ trung bình 2,4 m/s, vào mùa khô. Ngoài ra còn có gió mậu dịch theo hướng Nam – Đông Nam vào khoảng tháng 3 tới tháng 5, trung bình 3,7 m/s. Có thể nói Thành phố Hồ Chí Minh thuộc vùng không có gió bão. Cũng như lượng mưa, độ ẩm không khí ở thành phố lên cao vào mùa mưa (80%), và xuống thấp vào mùa khô (74,5%). Bình quân độ ẩm không khí đạt 79,5%/năm.
| Dữ liệu khí hậu của Thành phố Hồ Chí Minh | Dữ liệu khí hậu của Thành phố Hồ Chí Minh | Dữ liệu khí hậu của Thành phố Hồ Chí Minh | Dữ liệu khí hậu của Thành phố Hồ Chí Minh | Dữ liệu khí hậu của Thành phố Hồ Chí Minh | Dữ liệu khí hậu của Thành phố Hồ Chí Minh | Dữ liệu khí hậu của Thành phố Hồ Chí Minh | Dữ liệu khí hậu của Thành phố Hồ Chí Minh | Dữ liệu khí hậu của Thành phố Hồ Chí Minh | Dữ liệu khí hậu của Thành phố Hồ Chí Minh | Dữ liệu khí hậu của Thành phố Hồ Chí Minh | Dữ liệu khí hậu của Thành phố Hồ Chí Minh | Dữ liệu khí hậu của Thành phố Hồ Chí Minh | Dữ liệu khí hậu của Thành phố Hồ Chí Minh |
| Tháng                                     | 1                                         | 2                                         | 3                                         | 4                                         | 5                                         | 6                                         | 7                                         | 8                                         | 9                                         | 10                                        | 11                                        | 12                                        | Năm                                       |
| ----------------------------------------- | ----------------------------------------- | ----------------------------------------- | ----------------------------------------- | ----------------------------------------- | ----------------------------------------- | ----------------------------------------- | ----------------------------------------- | ----------------------------------------- | ----------------------------------------- | ----------------------------------------- | ----------------------------------------- | ----------------------------------------- | ----------------------------------------- |
| Cao kỉ lục °C (°F)                        | 36.4 (97.5)                               | 38.7 (101.7)                              | 39.4 (102.9)                              | 40.0 (104.0)                              | 39.0 (102.2)                              | 37.5 (99.5)                               | 35.2 (95.4)                               | 35.0 (95.0)                               | 35.3 (95.5)                               | 34.9 (94.8)                               | 35.0 (95.0)                               | 37.6 (99.7)                               | 40.0 (104.0)                              |
| Trung bình ngày tối đa °C (°F)            | 31.6 (88.9)                               | 32.9 (91.2)                               | 33.9 (93.0)                               | 34.6 (94.3)                               | 34.0 (93.2)                               | 32.4 (90.3)                               | 32.0 (89.6)                               | 31.8 (89.2)                               | 31.3 (88.3)                               | 31.2 (88.2)                               | 31.0 (87.8)                               | 30.8 (87.4)                               | 32.3 (90.1)                               |
| Trung bình ngày °C (°F)                   | 26.0 (78.8)                               | 26.8 (80.2)                               | 28.0 (82.4)                               | 29.2 (84.6)                               | 28.8 (83.8)                               | 27.8 (82.0)                               | 27.5 (81.5)                               | 27.4 (81.3)                               | 27.2 (81.0)                               | 27.0 (80.6)                               | 26.7 (80.1)                               | 26.0 (78.8)                               | 27.4 (81.3)                               |
| Tối thiểu trung bình ngày °C (°F)         | 21.1 (70.0)                               | 22.5 (72.5)                               | 24.4 (75.9)                               | 25.8 (78.4)                               | 25.2 (77.4)                               | 24.6 (76.3)                               | 24.3 (75.7)                               | 24.3 (75.7)                               | 24.4 (75.9)                               | 23.9 (75.0)                               | 22.8 (73.0)                               | 21.4 (70.5)                               | 23.7 (74.7)                               |
| Thấp kỉ lục °C (°F)                       | 13.8 (56.8)                               | 16.0 (60.8)                               | 17.4 (63.3)                               | 20.0 (68.0)                               | 20.0 (68.0)                               | 19.0 (66.2)                               | 16.2 (61.2)                               | 20.0 (68.0)                               | 16.3 (61.3)                               | 16.5 (61.7)                               | 15.9 (60.6)                               | 13.9 (57.0)                               | 13.8 (56.8)                               |
| Lượng mưa trung bình mm (inches)          | 13.8 (0.54)                               | 4.1 (0.16)                                | 10.5 (0.41)                               | 50.4 (1.98)                               | 218.4 (8.60)                              | 311.7 (12.27)                             | 293.7 (11.56)                             | 269.8 (10.62)                             | 327.1 (12.88)                             | 266.7 (10.50)                             | 116.5 (4.59)                              | 48.3 (1.90)                               | 1.931 (76.01)                             |
| Số ngày mưa trung bình                    | 2.4                                       | 1.0                                       | 1.9                                       | 5.4                                       | 17.8                                      | 19.0                                      | 22.9                                      | 22.4                                      | 23.1                                      | 20.9                                      | 12.1                                      | 6.7                                       | 155.6                                     |
| Độ ẩm tương đối trung bình (%)            | 72                                        | 70                                        | 70                                        | 72                                        | 79                                        | 82                                        | 83                                        | 83                                        | 85                                        | 84                                        | 80                                        | 77                                        | 78                                        |
| Số giờ nắng trung bình tháng              | 245                                       | 246                                       | 272                                       | 239                                       | 195                                       | 171                                       | 180                                       | 172                                       | 162                                       | 182                                       | 200                                       | 226                                       | 2.489                                     |
| Nguồn: Tổ chức Khí tượng Thế giới (mưa)   |                                           |                                           |                                           |                                           |                                           |                                           |                                           |                                           |                                           |                                           |                                           |                                           |                                           |

Với những biến đổi khí hậu, Sài Gòn thuộc danh sách 10 thành phố trên thế giới bị đe dọa vì nguy cơ mực nước biển dâng cao. Theo dự tính của Liên Hợp Quốc thì đến năm 2050 nước biển sẽ dâng 26 cm và 70% khu đô thị Sài Gòn sẽ bị ngập lụt. Ngân hàng Phát triển Á châu ước lượng hậu quả là thiệt hại kinh tế lên đến hàng tỷ USD.

#### Môi trường
Với tốc độ gia tăng dân số quá nhanh, cơ sở hạ tầng chưa kịp quy hoạch nâng cấp tổng thể, ý thức một số người dân lại quá kém trong nhận thức và bảo vệ môi trường chung... Vì vậy, Thành phố Hồ Chí Minh hiện nay đang phải đối mặt với vấn đề ô nhiễm môi trường rất lớn. Hiện trạng nước thải không được xử lý đổ thẳng vào hệ thống sông ngòi còn rất phổ biến. Nhiều cơ sở sản xuất, bệnh viện và cơ sở y tế chưa có hệ thống xử lý nước thải là một thực trạng đáng báo động.
Tình trạng ngập lụt trong trung tâm thành phố đang ở mức báo động cao, xảy ra cả trong mùa khô. Diện tích khu vực ngập lụt khoảng 140 km² với 85% điểm ngập nước nằm ở khu vực trung tâm thành phố. Thiệt hại do ngập nước gây ra ước tính 8 tỷ đồng mỗi năm. Nguyên nhân là do hệ thống cống thoát nước được xây cách đây 50 năm đã xuống cấp. Ngoài ra, việc xây dựng các khu công nghiệp và đô thị ở khu vực phía nam – khu vực thoát nước của thành phố này đã làm cho tình hình ngập càng nghiêm trọng hơn. Việc thoát nước ở Sài Gòn vốn dựa vào hệ thống sông và kênh, rạch tự nhiên nhưng khoảng 30% diện tích kênh rạch đã bị chính quyền thành phố ra lệnh lấp. Theo một nghiên cứu của Viện Khoa học Thủy lợi miền Nam thì chỉ trong 12 năm từ 1996 đến 2008, tại Sài Gòn đã có hơn 100 kênh, rạch với tổng diện tích khoảng 4000 hecta bị người dân lấp và bị lấn chiếm. Thậm chí, các con kênh thoát nước cho sân bay quốc tế Tân Sơn Nhất cũng bị lấn chiếm với nhiều hình thức, các hộ dân xây lấn ra làm hẹp lòng mương, cùng với việc xả rác thải vào đó nên lưu lượng các con kênh này bị giảm đi Ngoài ra, sai lầm của chính quyền trong việc quy hoạch cũng khiến cho tình trạng ngập lụt Thành phố Hồ Chí Minh trở nên nghiêm trọng.
Trước những bức xúc về thực trạng môi trường, Thành phố Hồ Chí Minh đang khẩn trương tìm mọi cách nâng cao chất lượng cuộc sống của người dân trên địa bàn. Việc trích ra một nguồn vốn lớn nhiều tỷ đồng đầu tư xây dựng hồ sinh học cải tạo nước kênh Ba Bò là một ví dụ. Từ 2017 tới 2025, thành phố đặt mục tiêu giải tỏa di dời 28.500 căn nhà và tổ chức lại cuộc sống của người dân đang sống ven kênh, rạch để làm thông thoáng các kênh thoát nước này.
Mật độ cây xanh của thành phố chỉ khoảng 1–2 m²/người, thuộc hàng rất thấp so với các thành phố trên thế giới (Stockholm trên 70 m²/người). Việc thiếu cây xanh đã gây ảnh hưởng đến chất lượng không khí của thành phố.

## Tổ chức hành chính và chính quyền

### Tổ chức hành chính
Thành phố Hồ Chí Minh hiện nay là một trong những thành phố trực thuộc Trung ương của Việt Nam. Về mặt hành chính, thành phố được chia thành 113 phường, 54 xã, 1 đặc khu, thành phố là địa phương có nhiều đơn vị hành chính cấp xã nhất.
Vào năm 1995, hệ thống quản lý hành chính nhà nước trên địa bàn Thành phố Hồ Chí Minh có 976 địa chỉ, trong đó 47 thuộc trung ương, 73 thuộc thành phố, 549 thuộc các quận, huyện và 307 thuộc cấp phường xã. Các tổ chức đoàn thể, chính trị bao gồm cấp trung ương và thành phố có 291 địa chỉ, các đơn vị sự nghiệp có 2.719 địa chỉ.
| Tên             | Diện tích (km²) | Dân số (người) |
| --------------- | --------------- | -------------- |
| Phường (113)    |                 |                |
| An Đông         | 1,32            | 81.229         |
| An Hội Đông     | 3,29            | 113.681        |
| An Hội Tây      | 3,81            | 121.004        |
| An Khánh        | 15,33           | 76.967         |
| An Lạc          | 10,47           | 172.134        |
| An Nhơn         | 3,23            | 111.498        |
| An Phú          | 16,85           | 162.930        |
| An Phú Đông     | 14,59           | 179.115        |
| Bà Rịa          | 15,55           | 52.265         |
| Bàn Cờ          | 0,99            | 67.616         |
| Bảy Hiền        | 2,86            | 132.252        |
| Bến Cát         | 100,89          | 97.928         |
| Bến Thành       | 1,85            | 71.875         |
| Bình Cơ         | 73,69           | 64.601         |
| Bình Dương      | 58,16           | 107.576        |
| Bình Đông       | 8,93            | 155.555        |
| Bình Hòa        | 18,49           | 120.035        |
| Bình Hưng Hòa   | 8,47            | 187.950        |
| Bình Lợi Trung  | 3,89            | 116.121        |
| Bình Phú        | 2,85            | 75.925         |
| Bình Quới       | 6,34            | 46.200         |
| Bình Tân        | 11,25           | 161.851        |
| Bình Tây        | 1,05            | 63.293         |
| Bình Thạnh      | 3,32            | 126.300        |
| Bình Thới       | 1,52            | 76.478         |
| Bình Tiên       | 1,61            | 91.520         |
| Bình Trị Đông   | 7,15            | 165.142        |
| Bình Trưng      | 14,82           | 121.382        |
| Cát Lái         | 19,65           | 68.654         |
| Cầu Kiệu        | 1,23            | 62.663         |
| Cầu Ông Lãnh    | 1,60            | 78.734         |
| Chánh Hiệp      | 19,66           | 56.387         |
| Chánh Hưng      | 4,61            | 190.707        |
| Chánh Phú Hòa   | 69,54           | 53.916         |
| Chợ Lớn         | 1,67            | 85.066         |
| Chợ Quán        | 1,28            | 63.545         |
| Dĩ An           | 21,36           | 227.817        |
| Diên Hồng       | 1,86            | 75.633         |
| Đông Hòa        | 21,89           | 132.056        |
| Đông Hưng Thuận | 8,26            | 182.895        |
| Đức Nhuận       | 2,17            | 71.495         |
| Gia Định        | 2,76            | 125.946        |

| Tên           | Diện tích (km²) | Dân số (người) |
| ------------- | --------------- | -------------- |
| Gò Vấp        | 2,81            | 110.850        |
| Hạnh Thông    | 3,37            | 128.865        |
| Hiệp Bình     | 16,01           | 215.638        |
| Hòa Bình      | 0,98            | 69.318         |
| Hòa Hưng      | 2,59            | 96.414         |
| Hòa Lợi       | 33,59           | 79.694         |
| Khánh Hội     | 1,07            | 94.507         |
| Lái Thiêu     | 15,46           | 118.852        |
| Linh Xuân     | 12,29           | 158.334        |
| Long Bình     | 29,43           | 119.637        |
| Long Hương    | 41,22           | 31.457         |
| Long Nguyên   | 108,00          | 53.387         |
| Long Phước    | 34,29           | 53.092         |
| Long Trường   | 24,49           | 73.669         |
| Minh Phụng    | 1,27            | 90.808         |
| Nhiêu Lộc     | 1,71            | 88.090         |
| Phú An        | 35,19           | 46.931         |
| Phú Định      | 5,85            | 150.389        |
| Phú Lâm       | 2,00            | 87.513         |
| Phú Lợi       | 17,96           | 107.721        |
| Phú Mỹ        | 70,92           | 78.641         |
| Phú Nhuận     | 1,46            | 68.420         |
| Phú Thạnh     | 2,99            | 103.780        |
| Phú Thọ       | 1,37            | 65.369         |
| Phú Thọ Hòa   | 3,02            | 140.436        |
| Phú Thuận     | 10,55           | 84.089         |
| Phước Long    | 9,23            | 137.331        |
| Phước Thắng   | 47,35           | 52.589         |
| Rạch Dừa      | 19,70           | 76.281         |
| Sài Gòn       | 3,04            | 47.022         |
| Tam Bình      | 10,71           | 153.414        |
| Tam Long      | 34,70           | 41.130         |
| Tam Thắng     | 11,76           | 86.420         |
| Tăng Nhơn Phú | 16,51           | 208.233        |
| Tân Bình      | 2,12            | 89.373         |
| Tân Định      | 1,23            | 48.524         |
| Tân Đông Hiệp | 21,45           | 100.243        |
| Tân Hải       | 51,86           | 30.297         |
| Tân Hòa       | 1,47            | 93.437         |
| Tân Hiệp      | 47,06           | 142.494        |
| Tân Hưng      | 8,54            | 153.674        |
| Tân Khánh     | 38,27           | 126.393        |
| Tân Mỹ        | 6,45            | 68.124         |

| Tên           | Diện tích (km²) | Dân số (người) |
| ------------- | --------------- | -------------- |
| Tân Phú       | 2,52            | 93.117         |
| Tân Phước     | 83,62           | 29.363         |
| Tân Sơn       | 10,12           | 77.229         |
| Tân Sơn Hòa   | 2,62            | 64.150         |
| Tân Sơn Nhất  | 3,19            | 84.639         |
| Tân Sơn Nhì   | 3,46            | 117.277        |
| Tân Tạo       | 14,71           | 113.363        |
| Tân Thành     | 61,63           | 33.943         |
| Tân Thới Hiệp | 8,06            | 168.060        |
| Tân Thuận     | 10,16           | 148.090        |
| Tân Uyên      | 87,61           | 73.032         |
| Tây Nam       | 119,80          | 56.784         |
| Tây Thạnh     | 3,95            | 72.616         |
| Thạnh Mỹ Tây  | 4,40            | 153.216        |
| Thông Tây Hội | 3,24            | 121.192        |
| Thới An       | 14,90           | 125.657        |
| Thới Hòa      | 37,93           | 79.601         |
| Thủ Dầu Một   | 15,68           | 88.132         |
| Thủ Đức       | 8,81            | 118.952        |
| Thuận An      | 16,11           | 64.689         |
| Thuận Giao    | 16,81           | 150.781        |
| Trung Mỹ Tây  | 6,93            | 126.470        |
| Vĩnh Hội      | 1,17            | 63.015         |
| Vĩnh Tân      | 61,35           | 61.865         |
| Vũng Tàu      | 16,86           | 117.413        |
| Vườn Lài      | 1,28            | 104.076        |
| Xóm Chiếu     | 1,94            | 57.875         |
| Xuân Hòa      | 2,22            | 48.464         |
| Xã (54)       |                 |                |
| An Long       | 100,05          | 17.906         |
| An Nhơn Tây   | 77,69           | 40.896         |
| An Thới Đông  | 257,84          | 18.413         |
| Bà Điểm       | 27,36           | 192.230        |
| Bàu Bàng      | 84,09           | 42.219         |
| Bàu Lâm       | 123,83          | 22.567         |
| Bắc Tân Uyên  | 143,69          | 27.964         |
| Bình Chánh    | 21,33           | 76.187         |
| Bình Châu     | 87,06           | 26.054         |
| Bình Giã      | 66,96           | 34.262         |
| Bình Hưng     | 32,40           | 183.535        |
| Bình Khánh    | 158,28          | 31.403         |
| Bình Lợi      | 54,17           | 47.180         |
| Bình Mỹ       | 54,43           | 99.675         |

| Tên           | Diện tích (km²) | Dân số (người) |
| ------------- | --------------- | -------------- |
| Cần Giờ       | 157,01          | 22.052         |
| Châu Đức      | 84,66           | 28.240         |
| Châu Pha      | 65,64           | 25.438         |
| Củ Chi        | 64,87           | 128.611        |
| Dầu Tiếng     | 182,69          | 39.056         |
| Đất Đỏ        | 119,77          | 43.862         |
| Đông Thạnh    | 30,17           | 187.758        |
| Hiệp Phước    | 63,33           | 73.835         |
| Hòa Hiệp      | 99,28           | 25.995         |
| Hòa Hội       | 136,27          | 36.174         |
| Hóc Môn       | 16,43           | 88.632         |
| Hồ Tràm       | 94,51           | 51.895         |
| Hưng Long     | 35,54           | 71.504         |
| Kim Long      | 63,92           | 33.369         |
| Long Điền     | 51,44           | 48.048         |
| Long Hải      | 27,93           | 109.149        |
| Long Hòa      | 166,76          | 25.215         |
| Long Sơn      | 56,50           | 17.767         |
| Minh Thạnh    | 159,06          | 24.215         |
| Ngãi Giao     | 69,30           | 49.065         |
| Nghĩa Thành   | 65,67           | 27.819         |
| Nhà Bè        | 37,10           | 156.540        |
| Nhuận Đức     | 62,05           | 40.239         |
| Phú Giáo      | 192,83          | 42.739         |
| Phú Hòa Đông  | 59,75           | 97.766         |
| Phước Hải     | 70,44           | 43.615         |
| Phước Hòa     | 128,07          | 42.470         |
| Phước Thành   | 123,49          | 15.803         |
| Tân An Hội    | 53,50           | 84.342         |
| Tân Nhựt      | 43,48           | 115.721        |
| Tân Vĩnh Lộc  | 34,02           | 164.278        |
| Thái Mỹ       | 62,44           | 49.862         |
| Thanh An      | 136,72          | 25.324         |
| Thạnh An      | 131,31          | 4.218          |
| Thường Tân    | 127,76          | 21.238         |
| Trừ Văn Thố   | 76,56           | 24.533         |
| Vĩnh Lộc      | 30,58           | 167.042        |
| Xuân Sơn      | 73,81           | 27.368         |
| Xuân Thới Sơn | 35,21           | 96.621         |
| Xuyên Mộc     | 102,96          | 26.917         |
| Đặc khu (1)   |                 |                |
| Côn Đảo       | 75,79           | 6.143          |

### Đảng bộ và chính quyền

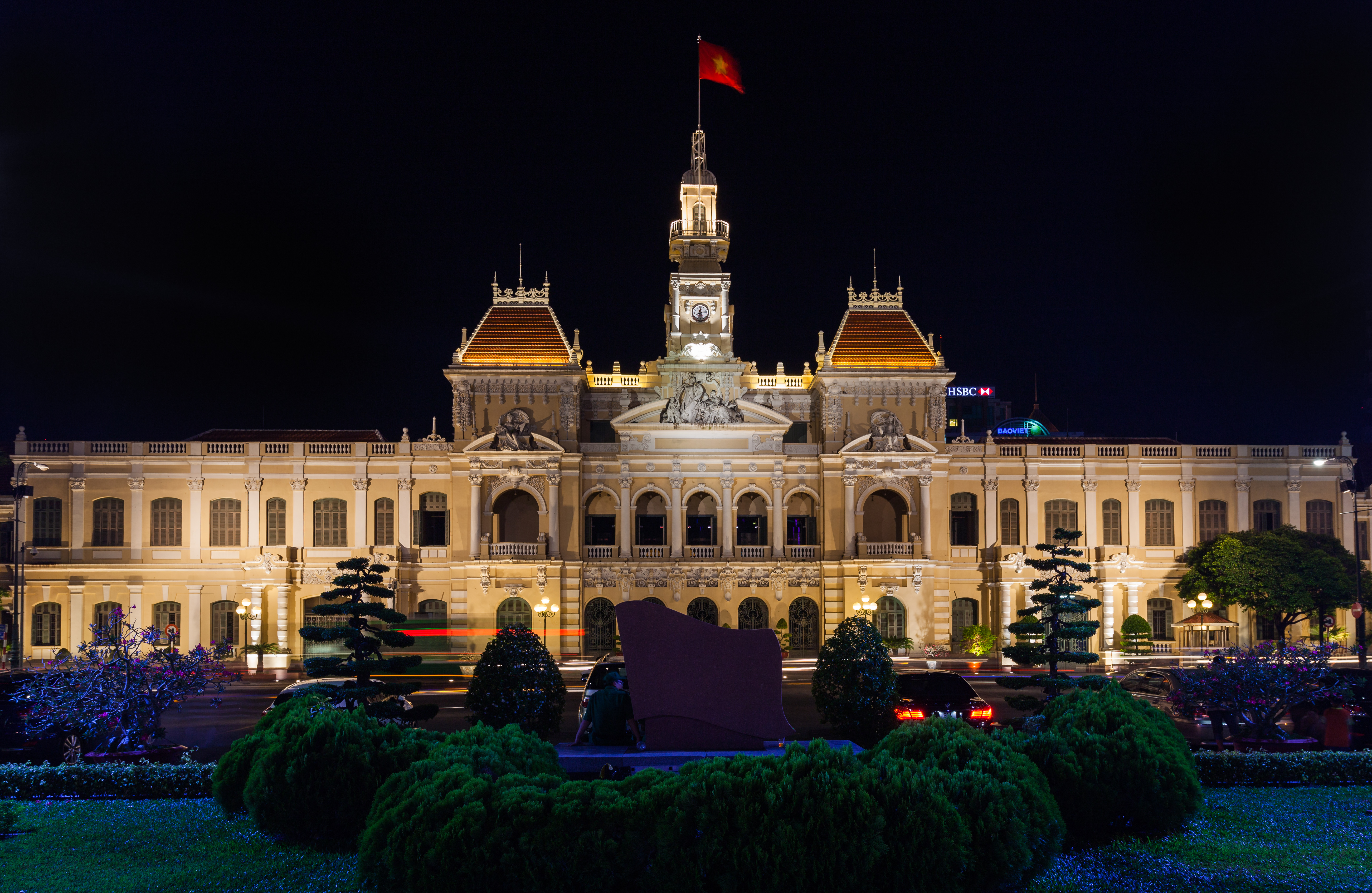
Trụ sở Ủy ban Nhân dân Thành phố.

Chính quyền thành phố bao gồm Hội đồng nhân dân, Ủy ban nhân dân và Tòa án nhân dân.
Hội đồng nhân dân thành phố, với các đại biểu được bầu cử trực tiếp nhiệm kỳ 5 năm, có quyền quyết định các kế hoạch phát triển dài hạn về kinh tế, văn hóa, giáo dục... của thành phố. Đứng đầu HĐND gồm một Chủ tịch, một Phó Chủ tịch và một Ủy viên thường trực. HĐND chịu sự giám sát và hướng dẫn hoạt động của Ủy ban Thường vụ Quốc hội, chịu sự hướng dẫn và kiểm tra của Chính phủ trong việc thực hiện các văn bản của cơ quan nhà nước cấp trên theo quy định của Ủy ban Thường vụ Quốc hội. Hội đồng nhân dân Thành phố Hồ Chí Minh nhiệm kỳ khóa X (2021-2026) gồm 94 đại biểu. Chủ tịch HĐND Thành phố hiện tại là bà Nguyễn Thị Lệ.
Hội đồng nhân dân thành phố bầu ra Ủy ban nhân dân thành phố, cơ quan trực tiếp chịu trách nhiệm quản lý về mọi hoạt động chính trị, an ninh, kinh tế và văn hóa trên địa bàn thành phố. Đứng đầu Ủy ban nhân dân gồm một Chủ tịch và các Phó Chủ tịch. Các sở, ngành của Ủy ban nhân dân sẽ quản lý về các lĩnh vực cụ thể, như y tế, giáo dục, đầu tư, tư pháp, tài chính... Tương tự, cấp quận, huyện cũng có Hội đồng nhân dân và Ủy ban nhân dân chịu sự chỉ đạo chung của cấp thành phố. Ngoài ra, Ủy ban nhân dân còn quản lý một số tổng công ty trên địa bàn thành phố. UBND Thành phố nhiệm kỳ khóa X (2021–2026) được HĐND Thành phố nhiệm kỳ 2021–2026 bầu ra gồm 24 thành viên và bầu ông Nguyễn Thành Phong làm Chủ tịch UBND Thành phố. Tuy nhiên cuối tháng 8/2021, ông Nguyễn Thành Phong đã được Bộ Chính trị điều động giữ chức Phó Trưởng Ban Kinh tế Trung ương. HĐND Thành phố sau đó cũng đã tiến hành biểu quyết miễn nhiệm chức vụ Chủ tịch UBND thành phố của ông và bầu mới Chủ tịch UBND TP (nhiệm kỳ 2021–2026) đương nhiệm là ông Phan Văn Mãi.
Tòa án nhân dân Thành phố Hồ Chí Minh bao gồm hai cấp: Tòa án nhân dân Thành phố và 22 Tòa án nhân dân cấp huyện. Tại cấp thành phố có 5 tòa chuyên trách: Tòa Hình sự, Tòa Dân sự, Tòa Kinh tế, Tòa Hành chính và Tòa Lao động. Hiện tại Việt Nam thực hiện hệ thống tòa án hai cấp, có nghĩa là tòa án nhân dân cấp huyện có thẩm quyền xét xử sơ thẩm những vụ án trong phạm vi quyền hạn của mình. Còn Tòa án nhân dân Thành phố Hồ Chí Minh cũng có thẩm quyền xét xử sơ thẩm, đồng thời có thể phụ trách xét xử phúc thẩm các vụ án mà tòa cấp dưới đã tuyên nhưng bản án bị kháng cáo, kháng nghị. Chánh án TAND Thành phố hiện nay là ông Lê Thanh Phong.
Về phía Đảng ủy, Ban Chấp hành Đảng bộ Thành phố Hồ Chí Minh (hay thường gọi là Thành ủy Thành phố Hồ Chí Minh) là cơ quan lãnh đạo cao nhất của Đảng bộ Thành phố. Thành ủy Thành phố Hồ Chí Minh khóa XI nhiệm kỳ 2020–2025 gồm 62 ủy viên chính thức, bầu ra Ban Thường vụ gồm 16 ủy viên. Cùng với Hà Nội, đứng đầu Đảng ủy Thành phố là Bí thư Thành ủy của thành phố và phải là một đảng viên do Bộ Chính trị chỉ định chứ không do Thành ủy bầu ra, thường là một thành viên của cơ quan này. Bí thư Thành ủy Thành phố Hồ Chí Minh hiện tại là ông Nguyễn Văn Nên.
Ủy ban Mặt trận Tổ quốc Thành phố nhiệm kỳ 10 (2014–2019) gồm 140 ủy viên, bầu ra Ban Thường trực UBMTTQ Thành phố gồm 13 ủy viên. Chủ tịch UBMTTQ đương nhiệm là bà Tô Thị Bích Châu, Ủy viên Ban Thường vụ Thành ủy (được bầu ngày 22/2/2017 thay thế ông Nguyễn Hoàng Năng do được điều động thuyên chuyển công tác).

## Kinh tế
Thành phố Hồ Chí Minh giữ vai trò đi đầu trong nền kinh tế Việt Nam. Thành phố chiếm 0,6% diện tích và 8,34% dân số của Việt Nam nhưng chiếm tới 20,5% tổng sản phẩm GDP, 27,9% giá trị sản xuất công nghiệp và 37,9% dự án nước ngoài. Vào năm 2005, Thành phố Hồ Chí Minh có 2.966.400 lao động có độ tuổi từ 15 trở lên, trong đó 139 ngàn người ngoài độ tuổi lao động nhưng vẫn đang tham gia làm việc. Năm 2008, lực lượng lao động có độ tuổi từ 15 trở lên trên địa bàn thành phố gồm có 3.856.500 người, năm 2009 là 3.868.500 người, năm 2010 đạt 3.909.100 người, đến 2011 con số này đạt 4.000.900 người. Tính chung trong 9 tháng đầu năm 2012, GRDP đạt 404.720 tỷ đồng, tăng khoảng 8,7%. Năm 2021, GRDP đã đạt mức 1.298.791 tỉ đồng (tương ứng 56,47 tỉ USD), trong đó khu vực thương mại dịch vụ đạt khoảng 63,4%, khu vực công nghiệp và xây dựng đạt 22,4%, khu vực nông-lâm-thủy sản chỉ chiếm 0,6%. GRDP bình quân đầu người năm 2021 đạt 142,6 triệu đồng (tương đương 6.173 USD). Thu ngân sách năm 2012 ước đạt 215.975 tỉ đồng, đến năm 2021 đã tăng lên là 383.703 tỉ đồng. Trong đó, thu nội địa năm 2021 đạt 253.281 tỷ đồng, vượt 2% dự toán; thu từ hoạt động xuất nhập khẩu đạt 116.400 tỉ đồng, vượt 7% dự toán.
Năm 2013, Ủy ban nhân dân Thành phố Hồ Chí Minh đã trình Hội đồng nhân dân Thành phố 29 chỉ tiêu về kinh tế và xã hội trong năm 2013, đặt mục tiêu thu nhập bình quân đầu người năm 2013. Trong đó có một số chỉ tiêu kinh tế gồm có GDP bình quân đầu người đạt khoảng 4.000 USD/người/năm, tổng sản phẩm trong nước (GDP) dự kiến tăng 9,5-10%, tốc độ kim ngạch xuất khẩu là 13%, tổng vốn đầu tư phát triển toàn xã hội dự kiến khoảng 248.500-255.000 tỷ đồng, bằng 36-37% GDP, chỉ số giá tiêu dùng thấp hơn tốc độ tăng của cả nước.
Nền kinh tế của Thành phố Hồ Chí Minh đa dạng về lĩnh vực, từ khai thác mỏ, thủy sản, nông nghiệp, công nghiệp chế biến, xây dựng đến du lịch, tài chính... Cơ cấu kinh tế của thành phố, khu vực nhà nước chiếm 33,3%, ngoài quốc doanh chiếm 44,6%, phần còn lại là khu vực có vốn đầu tư nước ngoài. Về các ngành kinh tế, dịch vụ chiếm tỷ trọng cao nhất: 51,1%. Phần còn lại, công nghiệp và xây dựng chiếm 47,7%, nông nghiệp, lâm nghiệp và thủy sản chỉ chiếm 1,2%. Ngành công nghiệp thành phố hiện đang hướng tới các lĩnh vực công nghệ cao, đem lại hiệu quả kinh tế hơn.
Tính đến giữa năm 2006, 3 khu chế xuất và 12 khu công nghiệp Thành phố Hồ Chí Minh đã thu hút được 1.092 dự án đầu tư, trong đó có 452 dự án có vốn đầu tư nước ngoài với tổng vốn đầu tư hơn 1,9 tỉ USD và 19,5 ngàn tỉ VND. Thành phố cũng đứng đầu Việt Nam tổng lượng vốn đầu tư trực tiếp nước ngoài với 2.530 dự án FDI, tổng vốn 16,6 tỷ USD vào cuối năm 2007. Riêng trong năm 2007, thành phố thu hút hơn 400 dự án với gần 3 tỷ USD. Trong bảng xếp hạng về Chỉ số năng lực cạnh tranh cấp tỉnh của Việt Nam năm 2017, Thành phố Hồ Chí Minh xếp ở vị trí thứ 8/63 tỉnh thành.
Về thương mại, Thành phố Hồ Chí Minh có một hệ thống trung tâm mua sắm, siêu thị, chợ đa dạng. Chợ Bến Thành là biểu tượng về giao lưu thương mại từ xa xưa của thành phố, hiện nay vẫn giữ một vai trò quan trọng. Những thập niên gần đây, nhiều trung tâm thương mại hiện đại xuất hiện như Saigon Trade Centre, Diamond Plaza... Mức tiêu thụ của Thành phố Hồ Chí Minh cũng cao hơn nhiều so với các tỉnh khác của Việt Nam và gấp 1,5 lần thủ đô Hà Nội. Sở Giao dịch Chứng khoán Thành phố Hồ Chí Minh, có mã giao dịch là VN-Index, được thành lập vào tháng 7 năm 1998. Tính đến ngày 31 tháng 12 năm 2007, toàn thị trường đã có 507 loại chứng khoán được niêm yết, trong đó có 138 cổ phiếu với tổng giá trị vốn hóa đạt 365 ngàn tỷ đồng.
Tuy vậy, nền kinh tế của Thành phố Hồ Chí Minh vẫn phải đối mặt với nhiều khó khăn. Toàn thành phố chỉ có 10% cơ sở công nghiệp có trình độ công nghệ hiện đại. Trong đó, có 21/212 cơ sở ngành dệt may, 4/40 cơ sở ngành da giày, 6/68 cơ sở ngành hóa chất, 14/144 cơ sở chế biến thực phẩm, 18/96 cơ sở cao su nhựa, 5/46 cơ sở chế tạo máy... có trình độ công nghệ, kỹ thuật sản xuất tiên tiến. Cơ sở hạ tầng của thành phố lạc hậu, quá tải, chỉ giá tiêu dùng cao, tệ nạn xã hội, hành chính phức tạp... cũng gây khó khăn cho nền kinh tế. Đầu tư hạ tầng tại Thành phố Hồ Chí Minh không tương xứng với vai trò kinh tế của nó do tỷ lệ ngân sách mà thành phố này được giữ lại ngày càng giảm.
Năm 2021, GRDP Thành phố Hồ Chí Minh sụt giảm chưa từng có trong lịch sử do đại dịch COVID-19, với mức 6,78%. Mọi thành phần của GRDP đều tăng âm, cao nhất là ngành dịch vụ với -54,93%. Các ngành thông tin – truyền thông, tài chính – ngân hàng – bảo hiểm, giáo dục, y tế thì có mức tăng trưởng dương, nhất là ngành tài chính với 8,16%. Sau khi nới lỏng giãn cách vào cuối năm 2021, thành phố lên kế hoạch phục hồi và phát triển kinh tế cho năm 2022. Trong 8 tháng, nền kinh tế thành phố phục hồi gần như hoàn toàn.

## Xã hội

### Dân cư
Dân số năm 1929 là 123.890 người, trong số đó có 12.100 người Pháp. Gần 40 năm sau, năm 1967, thành phố đã tăng gấp 10 lần với dân số là 1.485.295.
Kể từ sau năm 1976, dân số Sài Gòn gia tăng nhanh, nhất là dân nhập cư. Theo thống kê chính thức, dân số Sài Gòn năm 1975 là 3.498.120 người. Năm 2021, dân số toàn Thành phố Hồ Chí Minh là 9.166.800 người, chiếm 9,3% dân số cả nước; với diện tích 2095,39 km², mật độ dân số đạt 4.375 người/km²:93. Trong đó dân số sống tại thành thị đạt gần 7.239.600 người, chiếm 79% dân số toàn thành phố:99 và dân số sống tại nông thôn đạt 1.927.200 người, chiếm 21% dân số thành phố:101. Dân số nam đạt 4.510.400 người:95, trong khi đó nữ đạt 4.656.400 người:97. Trong các thập niên gần đây, Thành phố Hồ Chí Minh luôn có tỷ số giới tính thấp nhất Việt Nam (2019: 95 nam/100 nữ), luồng nhập cư từ các tỉnh khác vào Thành phố Hồ Chí Minh luôn có số nữ nhiều hơn số nam. Thành phố Hồ Chí Minh gặp phải tình trạng quá tải dân số, tạo áp lực lớn lên nền kinh tế và đời sống người dân. Cứ 5 năm, dân số Thành phố Hồ Chí Minh tăng thêm trung bình 1 triệu người.
Sự phân bố dân cư ở Thành phố Hồ Chí Minh không đồng đều. Năm 2019, trong khi một số quận như 4, 5, 10 và 11 có mật độ lên tới trên 40.000 người/km², thì huyện ngoại thành Cần Giờ có mật độ là 102 người/km². Về mức độ gia tăng dân số, trong khi tỷ lệ tăng tự nhiên khoảng 1,07% thì tỷ lệ tăng cơ học lên tới 2,5%. Những năm gần đây, dân số các quận trung tâm có xu hướng giảm, trong khi dân số các quận mới lập vùng ven tăng nhanh, do đón nhận dân từ trung tâm chuyển ra và người nhập cư từ các tỉnh thành khác đến sinh sống. Theo ước tính năm 2005, trung bình mỗi ngày có khoảng một triệu khách vãng lai tại Thành phố Hồ Chí Minh. Đến năm 2010, con số này còn có thể tăng lên tới 2 triệu.
Tính đến ngày 1 tháng 4 năm 2019, toàn thành phố có 13 tôn giáo khác nhau đạt 1.738.411 người, nhiều nhất là Công giáo đạt 845.720 người, tiếp theo là Phật giáo có 770.220 người, đạo Cao Đài chiếm 56.762 người, đạo Tin lành có 45.678 người, Hồi giáo chiếm 9.220 người, Phật giáo Hòa Hảo đạt 7.220 người, Tịnh độ cư sĩ Phật hội Việt Nam có 2.267 người. Còn lại các tôn giáo khác như Ấn Độ giáo có 395 người, Đạo Tứ Ân Hiếu Nghĩa có 298 người, Minh Sư Đạo có 283 người, đạo Bahá'í có 192 người, Bửu Sơn Kỳ Hương 89 người và 67 người theo Minh Lý Đạo..
Theo thống kê của Tổng cục Thống kê Việt Nam, tính đến ngày 1 tháng 4 năm 2009, toàn Thành phố Hồ Chí Minh có đủ 54 thành phần dân tộc cùng người nước ngoài sinh sống. Trong đó, nhiều nhất là người Kinh có 6.699.124 người, các dân tộc khác như người Hoa có 414.045 người, người Khmer có 24.268 người, người Chăm 7.819 người, người Tày có 4.514 người, người Mường 3.462 người, ít nhất là người La Hủ chỉ có một người.
Những khu vực tập trung nhiều người nước ngoài hay Việt kiều sinh sống tại Thành phố Hồ Chí Minh đã tạo thành một nét rất riêng đó là những khu chợ, cửa hàng, dịch vụ, món ăn đặc sản của nước đó. Có thể kể đến: Phố Mã Lai tập trung người Mã Lai, người Chăm tại đường Nguyễn An Ninh, phường Bến Thành, Quận 1); chợ Campuchia từ đình chợ Lê Hồng Phong, chạy dọc dài theo đường Hồ Thị Kỷ, Phường 1, Quận 10 đa phần là Việt kiều trở về từ Campuchia; phố Hàn Quốc tại đường Hậu Giang đến các đường lân cận thuộc Phường 4, quận Tân Bình; phố Nhật Bản tại giao lộ Thái Văn Lung – Lê Thánh Tôn thuộc phường Bến Nghé, Quận 1, khu đô thị Phú Mỹ Hưng (Năm 2018, Phú Mỹ Hưng có trên 30.000 người sinh sống, chiếm hơn 50% là người nước ngoài đến từ hàng chục quốc gia, đông hơn cả vẫn là công dân các nước và vùng lãnh thổ châu Á, nhiều nhất đến từ Hàn Quốc, Nhật Bản, Đài Loan, Trung Quốc).

### Y tế

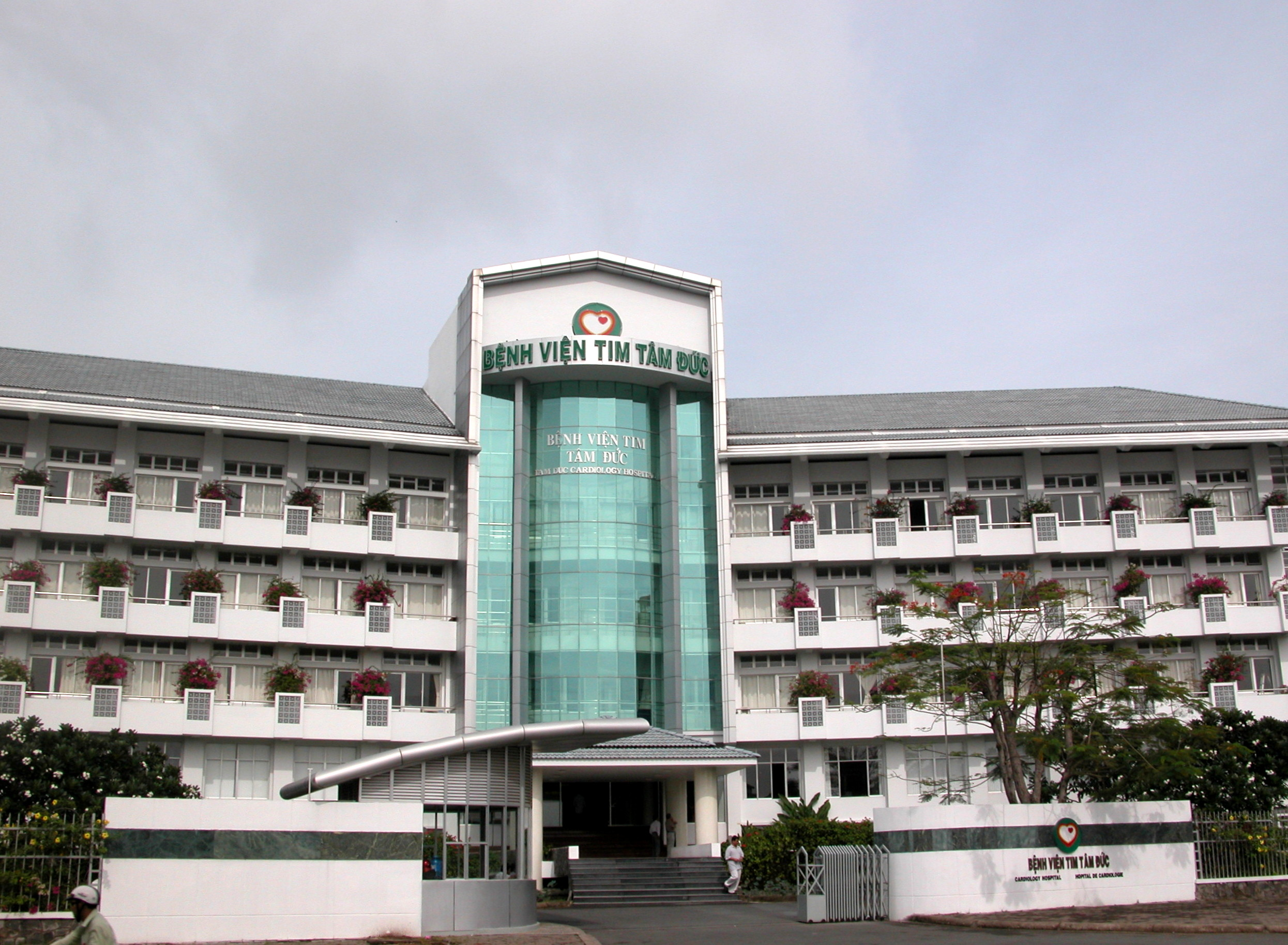
Bệnh viện tim Tâm Đức tại Quận 7.

Thành phố Hồ Chí Minh, với dân số đông, mật độ cao trong nội thành, cộng thêm một lượng lớn dân vãng lai, đã phát sinh nhu cầu lớn về y tế và chăm sóc sức khỏe. Các tệ nạn xã hội, như mại dâm, ma túy, tình trạng ô nhiễm môi trường... gây ảnh hưởng lớn tới sức khỏe dân cư thành phố. Tuổi thọ trung bình của nam giới ở thành phố là 73,19, con số ở nữ giới là 77,00.
Vào năm 2005, Thành phố Hồ Chí Minh có 21.780 nhân viên y tế, trong đó có 3.399 bác sĩ. Tỷ lệ bác sĩ đạt 5.45 trên 10 ngàn dân, giảm so với con số 7.31 của năm 2002. Toàn thành phố có 19.442 giường bệnh, 56 bệnh viện, 317 trạm y tế và 5 nhà hộ sinh. Thế nhưng, mạng lưới bệnh viện chưa được phân bổ hợp lý, tập trung chủ yếu trong nội ô. Theo con số năm 1994, chỉ riêng Quận 5 có tới 13 bệnh viện với 5.290 giường, chiếm 37% số giường bệnh toàn thành phố. Bù lại, hệ thống y tế cộng đồng tương đối hoàn chỉnh, tất cả các xã, phường đều có trạm y tế. Bên cạnh hệ thống nhà nước, thành phố cũng có 2.303 cơ sở y tế tư nhân và 1.472 cơ sở dược tư nhân, góp phần giảm áp lực cho các bệnh viện lớn. Cũng tương tự hệ thống y tế nhà nước, các cơ sở này tập trung chủ yếu trong nội ô và việc đảm bảo các nguyên tắc chuyên môn chưa được chặt chẽ.
Sở Y tế Thành phố hiện nay quản lý 8 bệnh viện đa khoa và 20 bệnh viện chuyên khoa. Nhiều bệnh viện của thành phố đã liên doanh với nước ngoài để tăng chất lượng phục vụ.

### Giáo dục

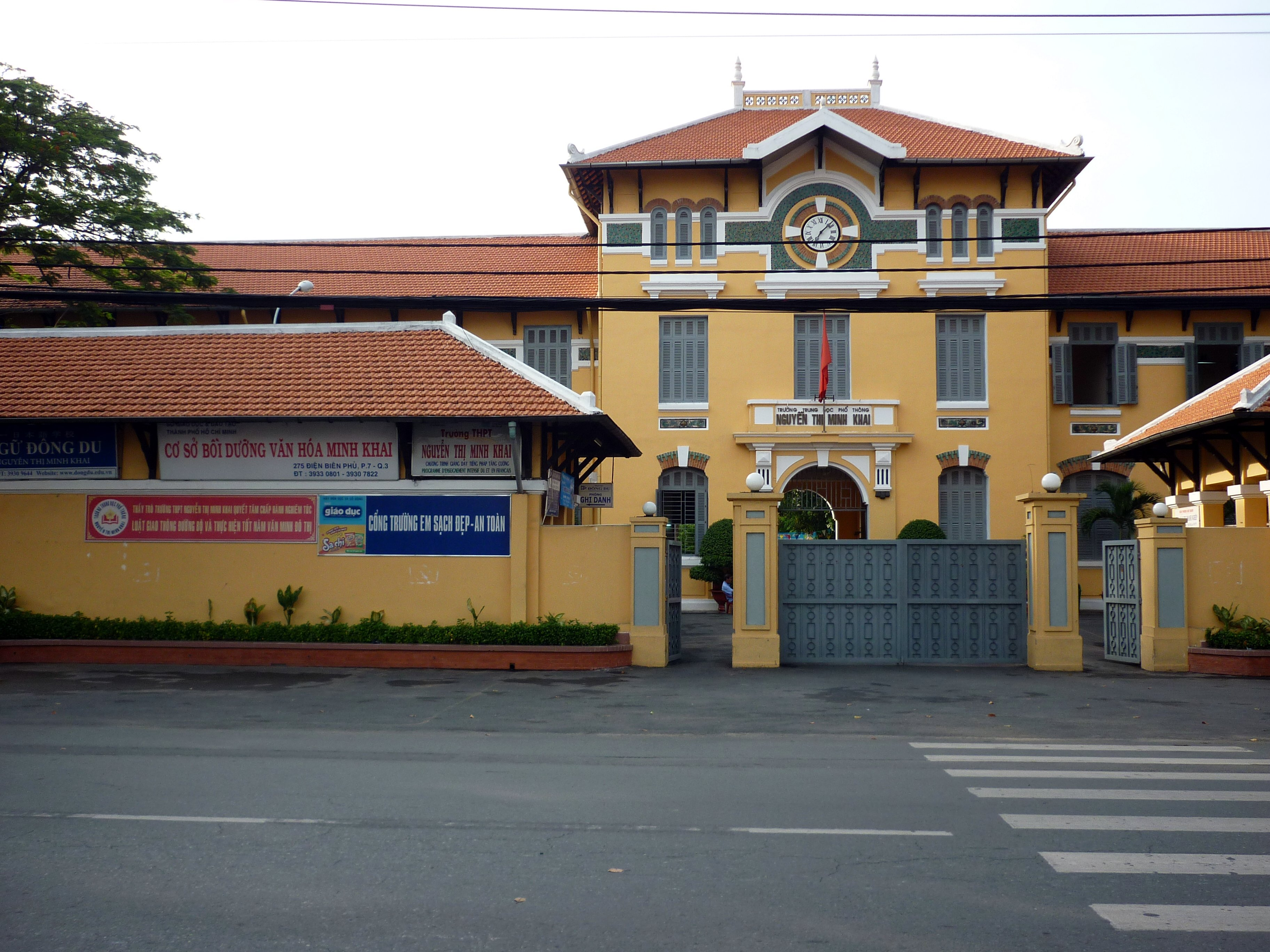
Trường THPT Nguyễn Thị Minh Khai

Về mặt hành chính, Sở Giáo dục và Đào tạo Thành phố Hồ Chí Minh chỉ quản lý các cơ sở giáo dục từ bậc mầm non tới trung học phổ thông. Các trường đại học, cao đẳng phần lớn trực thuộc Bộ Giáo dục và Đào tạo Việt Nam. Trong năm học 2008–2009, toàn thành phố có 638 cơ sở giáo dục mầm non, 467 trường cấp I, 239 trường cấp II, 81 trường cấp III và 55 trường cấp II, III. Ngoài ra, theo con số từ 1994, Thành phố Hồ Chí Minh còn có 20 trung tâm xóa mù chữ, 139 trung tâm tin học, ngoại ngữ và 12 cơ sở giáo dục đặc biệt. Tổng cộng 1.308 cơ sở giáo dục của thành phố có 1.169 cơ sở công lập và bán công, còn lại là các cơ sở dân lập, tư thục.
Hệ thống các trường từ bậc mầm non tới trung học trải đều khắp thành phố. Trong khi đó, những cơ sở xóa mù chữ, phổ cập giáo dục tập trung chủ yếu vào 4 huyện ngoại thành Củ Chi, Bình Chánh, Nhà Bè, Cần Giờ. Các trường ngoại ngữ ở Thành phố Hồ Chí Minh không chỉ giảng dạy những ngôn ngữ phổ biến mà còn một trường dạy quốc tế ngữ, một trường dạy Hán Nôm, 4 trường dạy tiếng Việt cho người nước ngoài. Thành phố Hồ Chí Minh hiện nay cũng có 40 trường quốc tế do các lãnh sự quán, công ty giáo dục đầu tư.
Là thành phố lớn nhất Việt Nam, Thành phố Hồ Chí Minh cũng là một trong hai trung tâm giáo dục bậc đại học lớn nhất. Đại học Quốc gia Thành phố Hồ Chí Minh với 8 trường đại học thành viên thuộc Chính phủ. Nhiều trường đại học lớn khác của thành phố như Trường Đại học Kiến trúc, Đại học Y Dược, Trường Đại học Ngân hàng, Trường Đại học Luật, Trường Đại học Kinh tế, Trường Đại học Sư phạm, Trường Đại học Mở, Trường Đại học Tài chính – Marketing đều là các đại học quan trọng của Việt Nam. Trong số học sinh, sinh viên đang theo học tại các trường đại học, cao đẳng của thành phố, 40% đến từ các tỉnh khác của quốc gia.. Giáo dục bậc đại học, trên địa bàn thành phố có trên 80 trường, đa số do Bộ Giáo dục và Đào tạo quản lý, trong đó chỉ có 2 trường đại học công lập (Trường Đại học Sài Gòn và Trường Đại học Y khoa Phạm Ngọc Thạch) do thành phố quản lý.
Mặc dù đạt được những bước tiến quan trọng trong thời gian gần đây, nhưng giáo dục Thành phố Hồ Chí Minh vẫn còn nhiều khiếm khuyết. Trình độ dân trí chưa cao và chênh lệch giữa các thành phần dân cư, đặc biệt là ngoại ô so với nội ô. Tỷ lệ trẻ em người Hoa không biết chữ vẫn còn nhiều, gấp 13 lần trẻ em người Kinh. Giáo dục đào tạo vẫn chưa tương xứng với nhu cầu của xã hội. Hệ thống cơ sở vật chất ngành giáo dục thành phố còn kém. Nhiều trường học sinh phải học 3 ca. Thu nhập của giáo viên chưa cao, đặc biệt ở các huyện ngoại thành.

## Giao thông vận tải

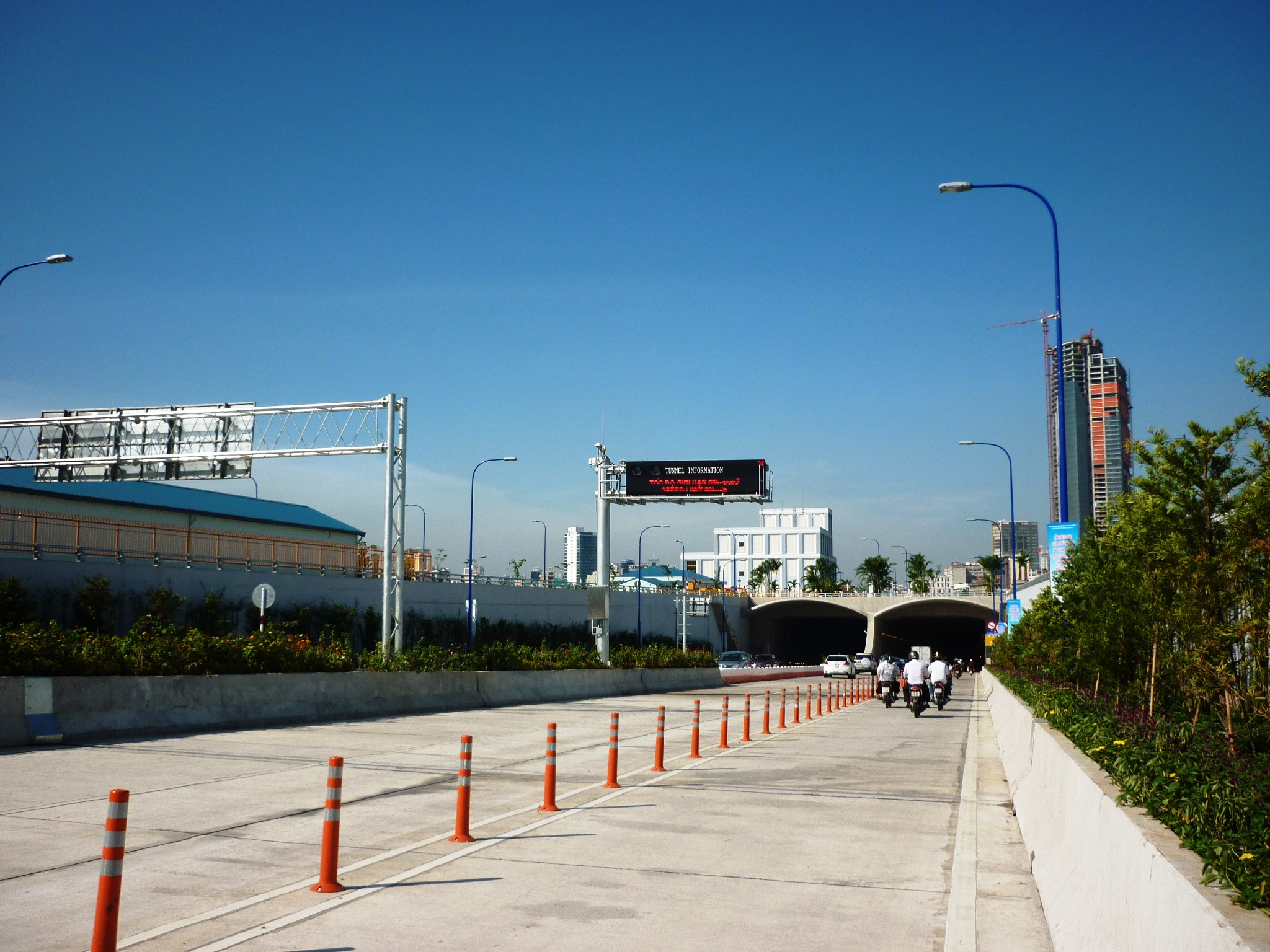
Hầm Thủ Thiêm, hầm vượt sông dài nhất Đông Nam Á.

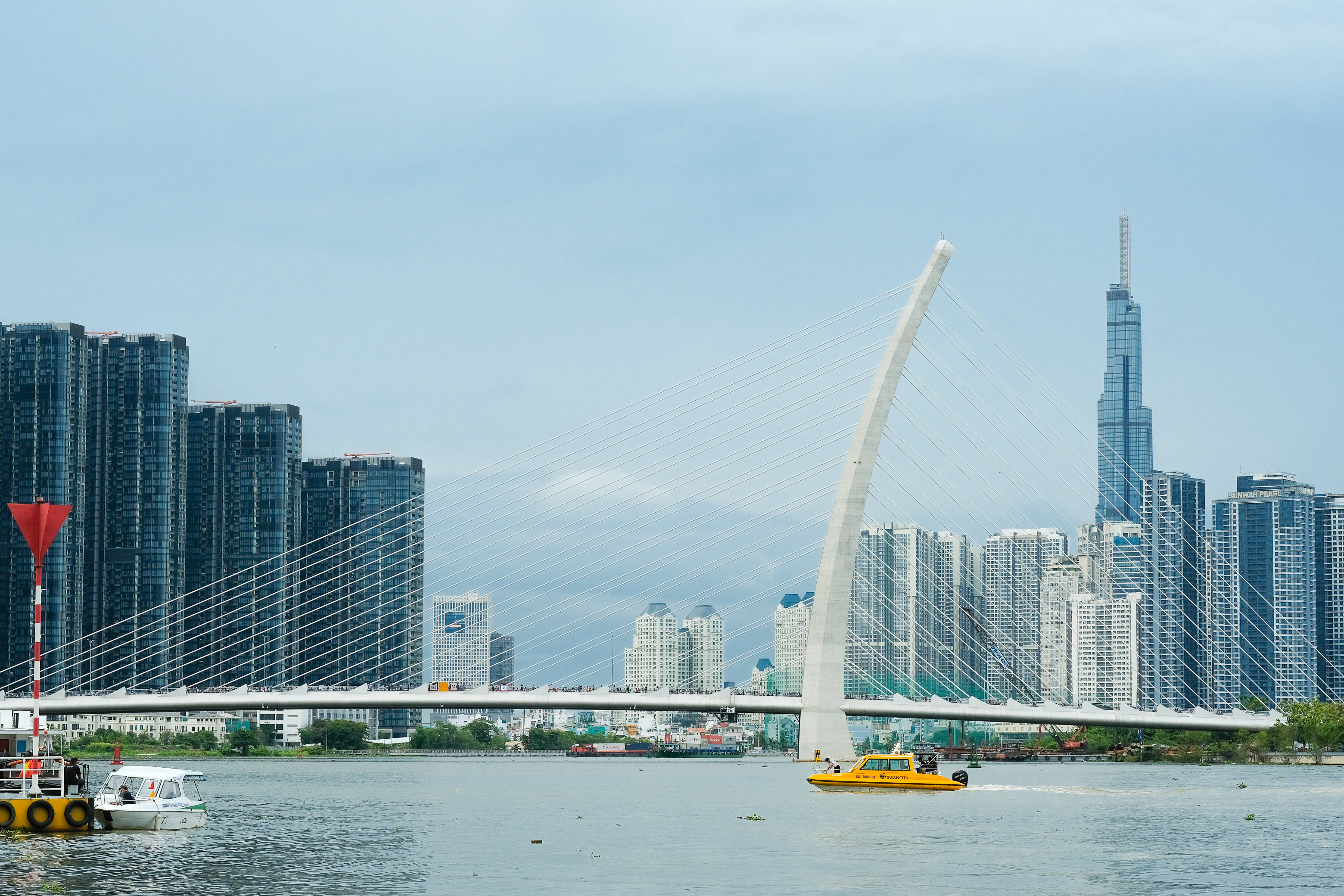
Cầu Ba Son nhìn từ công viên Bến Bạch Đằng

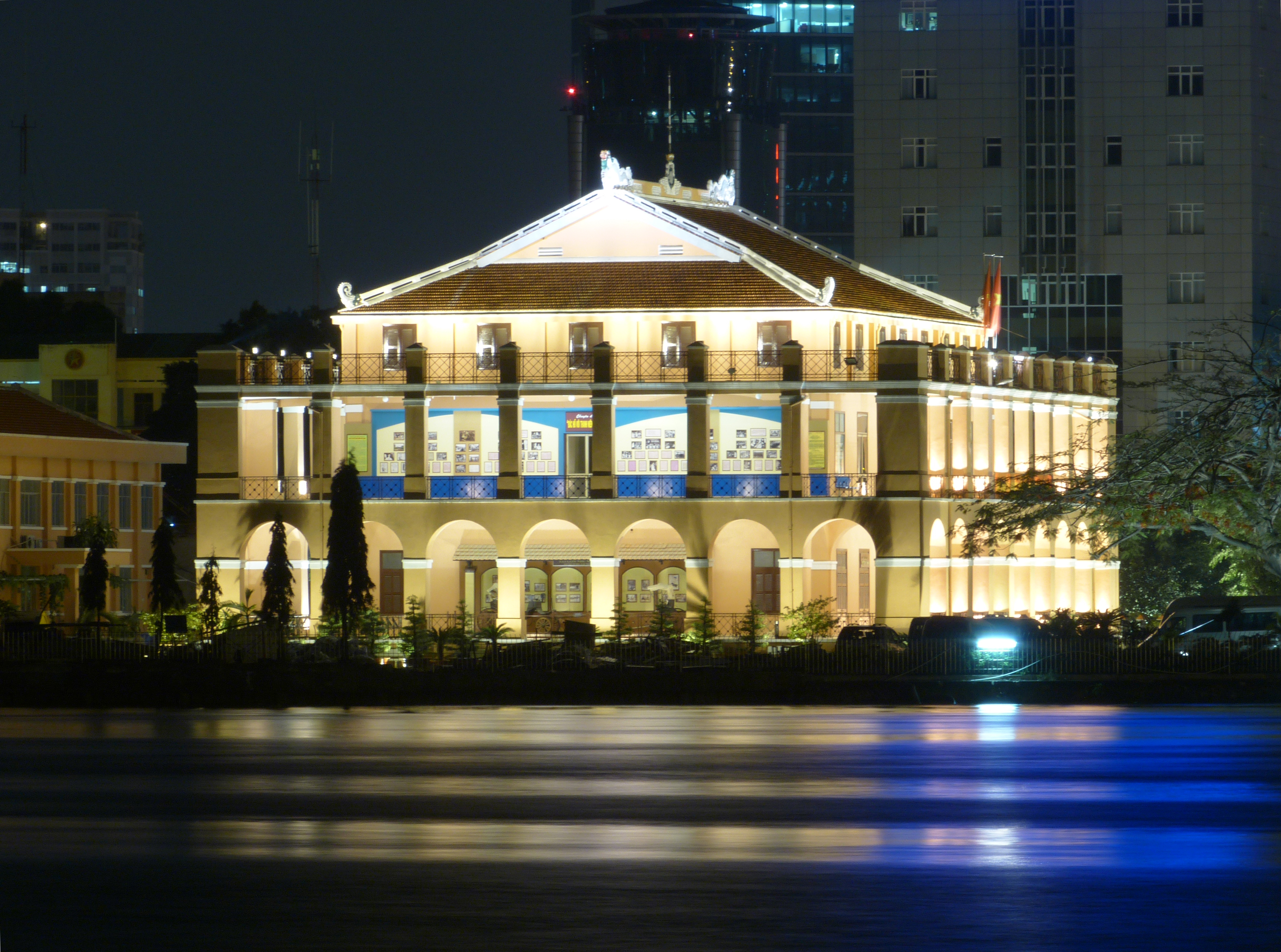
Bến Nhà Rồng, thương cảng cũ của Sài Gòn.

Nhờ điều kiện tự nhiên thuận lợi, Thành phố Hồ Chí Minh trở thành một đầu mối giao thông quan trọng của Việt Nam và Đông Nam Á. Khác với Hà Nội, vận tải thủy ở Thành phố Hồ Chí Minh chiếm tỷ lệ quan trọng. Tính riêng vận tải hàng hóa, đường biển chiếm khoảng 29% và đường sông chiếm khoảng 20% tổng khối lượng thông qua đầu mối thành phố. Đường bộ chỉ chiếm 44% vận tải hàng hóa nhưng chiếm tới 85,6% vận tải hành khách. Về giao thông đường không, Sân bay quốc tế Tân Sơn Nhất là sân bay lớn nhất Việt Nam về diện tích và công suất nhà ga. Năm 2006, vận tải thành phố đã vận chuyển tổng cộng 73.743 tấn hàng hóa, 239 triệu lượt người và bốc xếp 44.341 tấn hàng. Đến tháng 9 năm 2011, toàn thành phố có 480.473 xe ôtô và 4.883.753 xe môtô.

### Đường bộ
Thống kê giữa năm 2017 cho thấy thành phố có tới gần 7,6 triệu xe máy (chiếm 1/3 lượng xe máy cả nước) và khoảng 700.000 ôtô, trong khi tổng dân số là 13 triệu. Ùn tắc giao thông ảnh hưởng đến sự phát triển kinh tế và là một trong những thách thức của thành phố.
Những năm gần đây, hạ tầng đường bộ của thành phố đã có nhiều đổi thay ngoạn mục. Hiện nay, thành phố được kết nối với các vùng qua hai đường cao tốc chính: Đường cao tốc Thành phố Hồ Chí Minh – Long Thành – Dầu Giây và Đường cao tốc Thành phố Hồ Chí Minh – Trung Lương. Ngoài ra, các tuyến Quốc lộ và Xa lộ cửa ngõ cũng đã được đầu tư mở rộng đáng kể, như tuyến Đại lộ Nguyễn Văn Linh (Nam Sài Gòn), Xa lộ Hà Nội (đi Biên Hòa) và Đại lộ Đông – Tây cùng hầm Thủ Thiêm vượt sông Sài Gòn. Thành phố cũng đầu tư nhiều cầu lớn để tăng cường giảm tải lưu lượng xe cộ ra ngoại thành, tiêu biểu là cầu Phú Mỹ, cầu Sài Gòn, cầu Thủ Thiêm, cầu Ba Son,...

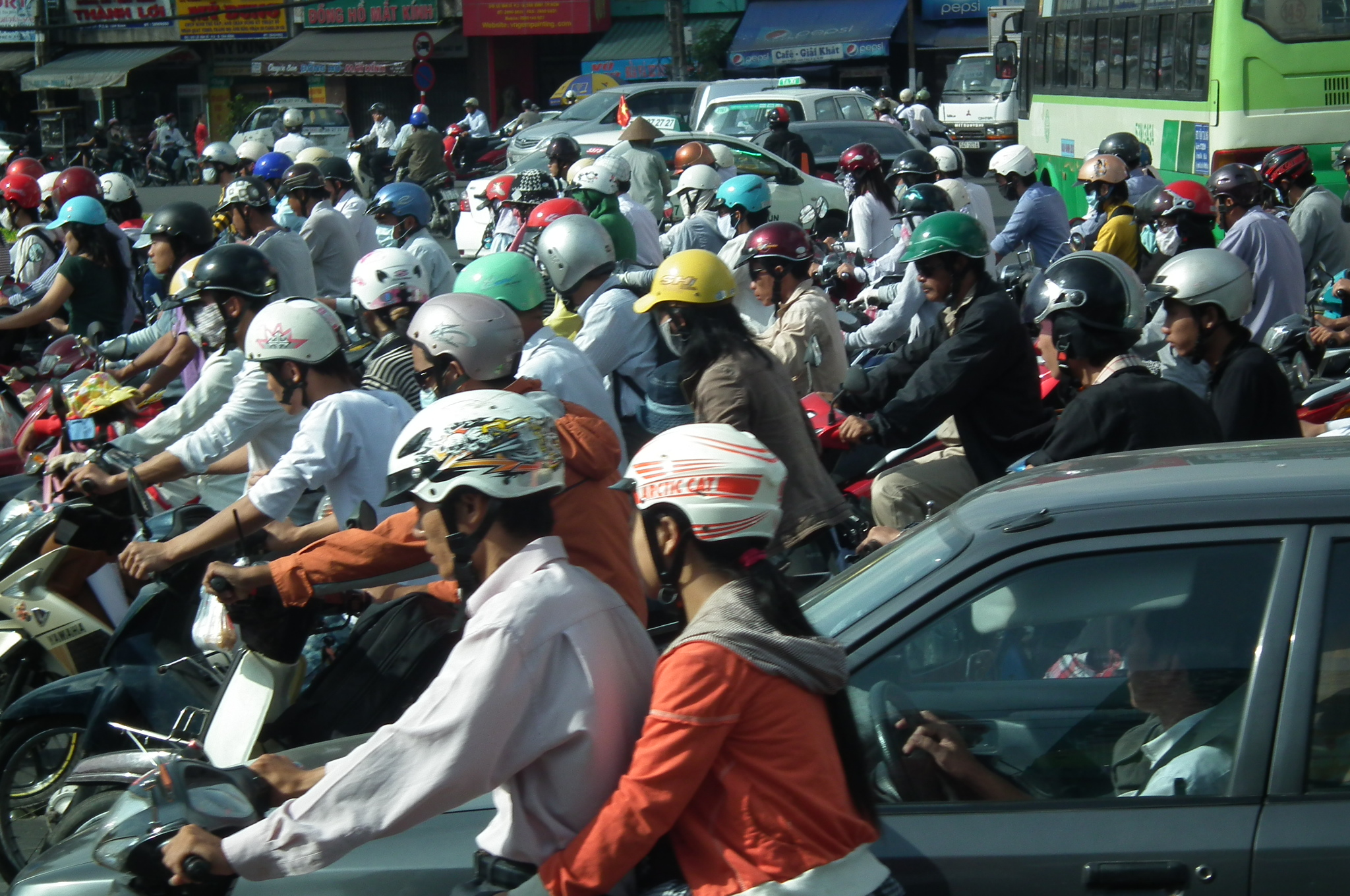
Ùn tắc giao thông thường xuyên xảy ra tại nhiều khu vực trong Thành phố Hồ Chí Minh.

Giao thông trong nội đô, do tốc độ tăng dân số nhanh, quy hoạch yếu, hệ thống đường sá nhỏ... khiến thành phố luôn phải đối mặt với vấn đề ùn tắc. Thành phố có 239 cây cầu nhưng phần lớn chiều rộng nhỏ hơn chiều rộng của đường nên gây khó khăn cho các phương tiện giao thông. Không những thế, một phần các cây cầu có trọng tải thấp hay đang trong tình trạng xuống cấp. Tại các huyện ngoại thành, hệ thống đường vẫn phần nhiều là đường đất đá.
Thành phố có 2 bến xe khách liên tỉnh được phân bố ở các cửa ngõ ra vào: Miền Đông, Miền Tây cùng vài bến xe phụ trợ như Bến xe Quận 8, Bến xe An Sương và Bến xe Ngã Tư Ga. Mạng lưới khả năng tiếp nhận trên 1.200 xe/ngày, vận chuyển gần 41.000 khách/ngày đi các tỉnh Nam Trung Bộ, Tây Nguyên, Đông Nam Bộ, Đồng bằng sông Cửu Long. Nhiều hãng xe tư nhân cũng tham gia vận chuyển hành khách vào các bến bãi không chính thức ở nhiều khu vực nội đô, gần khu dân cư và trung tâm du lịch. Cũng theo số liệu từ 1994, tổng lượng hành khách liên tỉnh qua thành phố khoảng 106,4 triệu lượt người/năm, nhiều nhất qua Quốc lộ 1.

### Đường sắt
Giao thông đường sắt của thành phố gồm tuyến nội ô và khu vực phụ cận do Xí nghiệp Liên hiệp đường sắt 3 quản lý, tuyến Bắc – Nam và một vài đoạn đường chuyên dụng, hiện hầu như đã ngưng khai thác. Trong thành phố có hai nhà ga chính: Sóng Thần và Sài Gòn. Bên cạnh đó còn có một số nhà ga nhỏ như Dĩ An, Thủ Đức, Bình Triệu, Gò Vấp. Do mạng lưới đường sắt không được nối trực tiếp với các cảng, cơ sở đã cũ kỹ nên giao thông đường sắt Thành phố Hồ Chí Minh không phát triển, chỉ chiếm khoảng 6% khối lượng hàng hóa và 0,6% khối lượng hành khách.

### Đường thủy
Thành phố hiện có tuyến đường thủy chở hành khách liên tỉnh là tuyến tàu cánh ngầm nối Cảng Nhà Rồng với Cảng Cầu Đá, Thành phố Vũng Tàu. Ngoài ra còn có khoảng 50 bến đò, phà phục vụ giao thông hành khách, trong đó lớn nhất là Phà Cát Lái nối thành phố Thủ Đức với huyện Nhơn Trạch, tỉnh Đồng Nai.
Khu vực Thành phố Hồ Chí Minh có 4 cảng biển chính: Sài Gòn, Bến Nghé, Nhà Bè, Tân Cảng cùng các cảng sông Bình Đông, Tân Thuận, Tôn Thất Thuyết, Bình Lợi, Bình Phước... Cảng Sài Gòn là một trong những cảng lớn nhất Việt Nam, chiếm 25% trong tổng khối lượng hàng hóa thông qua các cảng biển cả nước. Cảng Bến Nghé nằm phía hạ lưu sông Sài Gòn, rộng 32ha, tổng chiều dài cầu cảng 528m, có thể cho tàu có tải trọng từ 15.000 – 20.000 tấn cập bến. Tuy năng lực của các cảng của Thành phố Hồ Chí Minh lớn nhưng việc chuyển tiếp giữa giao thông đường bộ, đường biển và đường sông gặp khó khăn. Tại hầu hết các cảng đường sông, do thiết bị thiếu, vẫn phải bốc dỡ thủ công.

### Đường hàng không

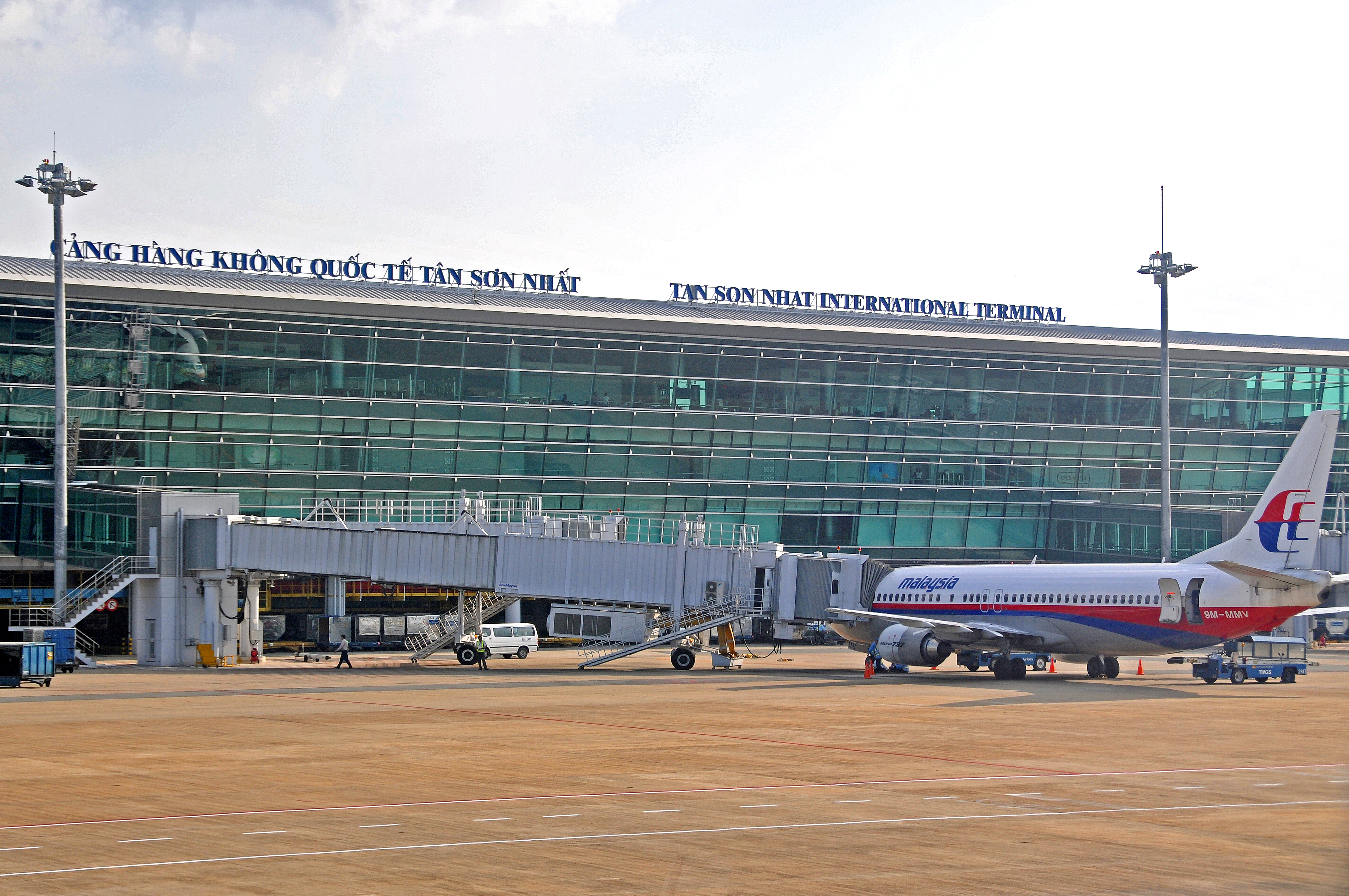
Sân bay quốc tế Tân Sơn Nhất

Sân bay quốc tế Tân Sơn Nhất nằm ở quận Tân Bình, cách trung tâm thành phố chỉ 7 km. Đây là sân bay nhộn nhịp nhất và có lưu lượng vận chuyển cao nhất cả nước, là cửa ngõ hàng không quốc tế lớn của khu vực Đông Nam Á, với hơn 41 triệu lượt khách đi và đến năm 2019. Hiện có 43 hãng hàng không quốc tế mở đường bay đến sân bay này. Nhà ga thứ 3 sẽ được xây dựng nhằm nâng công suất sân bay Tân Sơn Nhất lên 45 triệu khách/năm, dự kiến khởi công vào quý III/2022. Trong tương lai, khi sân bay quốc tế Long Thành được hoàn tất xây dựng và mở cửa, sân bay này sẽ gánh một lượng hành khách đáng kể từ Tân Sơn Nhất, giúp giảm tình trạng quá tải toàn diện hiện tại.

### Giao thông công cộng

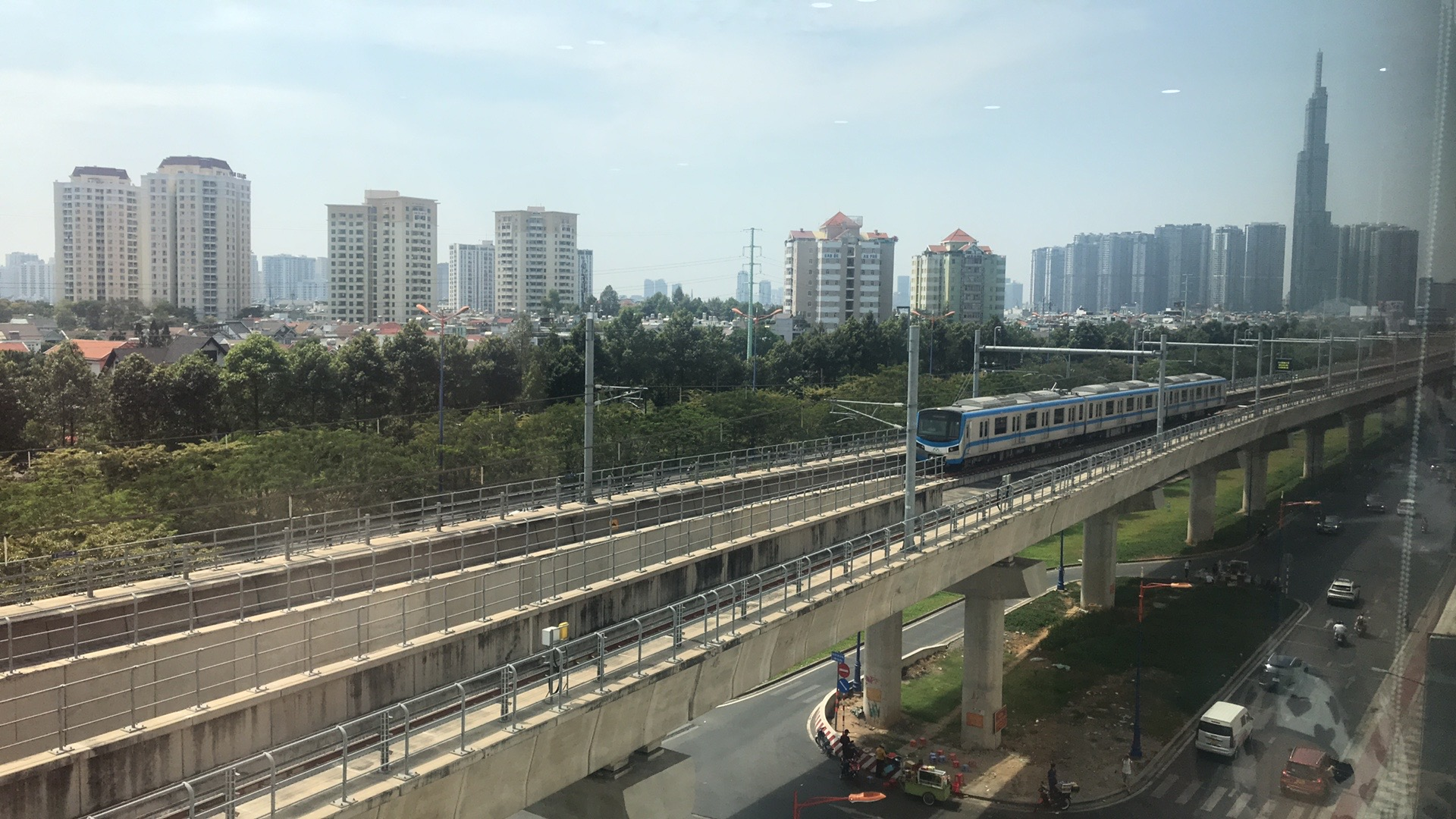
Một đoạn metro tuyến 1 Bến Thành – Suối Tiên

Để giải quyết vấn đề giao thông đô thị, Thành phố Hồ Chí Minh đang đầu tư cho hệ thống giao thông công cộng. Năm 2008, thành phố có 3.250 xe buýt và 8.000 xe taxi, mỗi năm chỉ đáp ứng khoảng 10% nhu cầu đi lại. Trong đó, hệ thống xe buýt được phục hồi từ năm 2002 đóng vai trò chủ đạo của thành phố. Mặc dù được đầu tư nâng cấp cơ sở vật chất và trợ giá trên hầu hết các tuyến, mạng lưới này chưa đem lại hiệu quả cao, 65% tuyến trùng lặp. Cùng mạng lưới xe buýt, dự án tàu điện ngầm Thành phố Hồ Chí Minh cũng được đang tiến hành. Theo quy hoạch được duyệt vào năm 2013, thành phố sẽ có 8 tuyến đường sắt đô thị, tổng chiều dài hơn 160 km. Dự kiến đến đầu năm 2024, tuyến metro đầu tiên (tuyến metro số một Bến Thành – Suối Tiên) khởi công tháng 3 năm 2007 sẽ đi vào hoạt động sau hơn 17 năm xây dựng. Đây là tuyến đường sắt đô thị có tổng vốn đầu tư cao nhất, đội vốn nhiều nhất lên tới 2,7 lần so với dự toán ban đầu cụ thể chi phí ban đầu 17.387 tỷ đồng điều chỉnh hiện tại 43.757,15 tỷ đồng đội vốn tương đương khoảng 26.400 tỷ đồng. Bên cạnh đó, dự án các tuyến buýt đường sông Thành phố Hồ Chí Minh cũng đã được lên kế hoạch và vận hành. Hiện nay, tuyến buýt đường sông số một (Bạch Đằng, Q.1 – Linh Đông, TP.Thủ Đức) đã được vận hành khai thác từ ngày 25 tháng 11 năm 2017.

### Biển số xe

#### Xe ô tô
- 41, 50, 51, 52, 53, 54, 55, 56, 57, 58 và 59A
- 41, 50, 51, 52, 53, 54, 55, 56, 57, 58 và 59D
- 41, 50, 51, 52, 53, 54, 55, 56, 57, 58 và 59C
- 41, 50, 51, 52, 53, 54, 55, 56, 57, 58 và 59B
- 41, 50, 51, 52, 53, 54, 55, 56, 57, 58 và 59LD.

#### Xe mô tô (dưới 175 phân khối) và xe gắn máy
- Quận 1: 41, 50, 51, 52, 53, 54, 55, 56, 57, 58 và 59 – T1, 59 – T2
- Quận 3: 41, 50, 51, 52, 53, 54, 55, 56, 57, 58 và 59 – F1, 59 – F2
- Quận 4: 41, 50, 51, 52, 53, 54, 55, 56, 57, 58 và 59 – C1,59 – C3
- Quận 5: 41, 50, 51, 52, 53, 54, 55, 56, 57, 58 và 59 – H1, 59 – H2
- Quận 6: 41, 50, 51, 52, 53, 54, 55, 56, 57, 58 và 59 – K1, 59 – K2
- Quận 7: 41, 50, 51, 52, 53, 54, 55, 56, 57, 58 và 59 – C2, 59 – C4
- Quận 8: 41, 50, 51, 52, 53, 54, 55, 56, 57, 58 và 59 – L1, 59 – L2, 59 – L3
- Quận 10: 41, 50, 51, 52, 53, 54, 55, 56, 57, 58 và 59 – U1, 59 – U2
- Quận 11: 41, 50, 51, 52, 53, 54, 55, 56, 57, 58 và 59 – M1, 59 – M2
- Quận 12: 41, 50, 51, 52, 53, 54, 55, 56, 57, 58 và 59 – G1, 59 – G2
- Quận Gò Vấp: 41, 50, 51, 52, 53, 54, 55, 56, 57, 58 và 59 – V1, 59 – V2, 59 – V3
- Quận Phú Nhuận: 41, 50, 51, 52, 53, 54, 55, 56, 57, 58 và 59 – E1, 59 – E2
- Quận Tân Bình: 41, 50, 51, 52, 53, 54, 55, 56, 57, 58 và 59 – P1, 59 – P2, 59 – P3
- Quận Tân Phú: 41, 50, 51, 52, 53, 54, 55, 56, 57, 58 và 59 – D1, 59 – D2
- Quận Bình Thạnh: 41, 50, 51, 52, 53, 54, 55, 56, 57, 58 và 59 – S1, 59 – S2, 59 – S3
- Quận Bình Tân: 41, 50, 51, 52, 53, 54, 55, 56, 57, 58 và 59 – N1, 50 – N1,50 – N2
- Thành phố Thủ Đức: 41, 50, 51, 52, 53, 54, 55, 56, 57, 58 và 59 – B1, 50 – X1, 59 – X1, 59 – X2, 59 – X3
- Huyện Hóc Môn: 41, 50, 51, 52, 53, 54, 55, 56, 57, 58 và 59 – Y1, 50 – Y1
- Huyện Củ Chi: 41, 50, 51, 52, 53, 54, 55, 56, 57, 58 và 59 – Y2, 59 – Y3
- Huyện Bình Chánh: 41, 50, 51, 52, 53, 54, 55, 56, 57, 58 và 59 – N2, 59 – N3
- Huyện Nhà Bè: 41, 50, 51, 52, 53, 54, 55, 56, 57, 58 và 59 – Z1
- Huyện Cần Giờ: 41, 50, 51, 52, 53, 54, 55, 56, 57, 58 và 59 – Z2.

#### Xe phân khối lớn (xe mô tô từ 175 phân khối trở lên)
- 59-A3.

## Quy hoạch và kết cấu đô thị

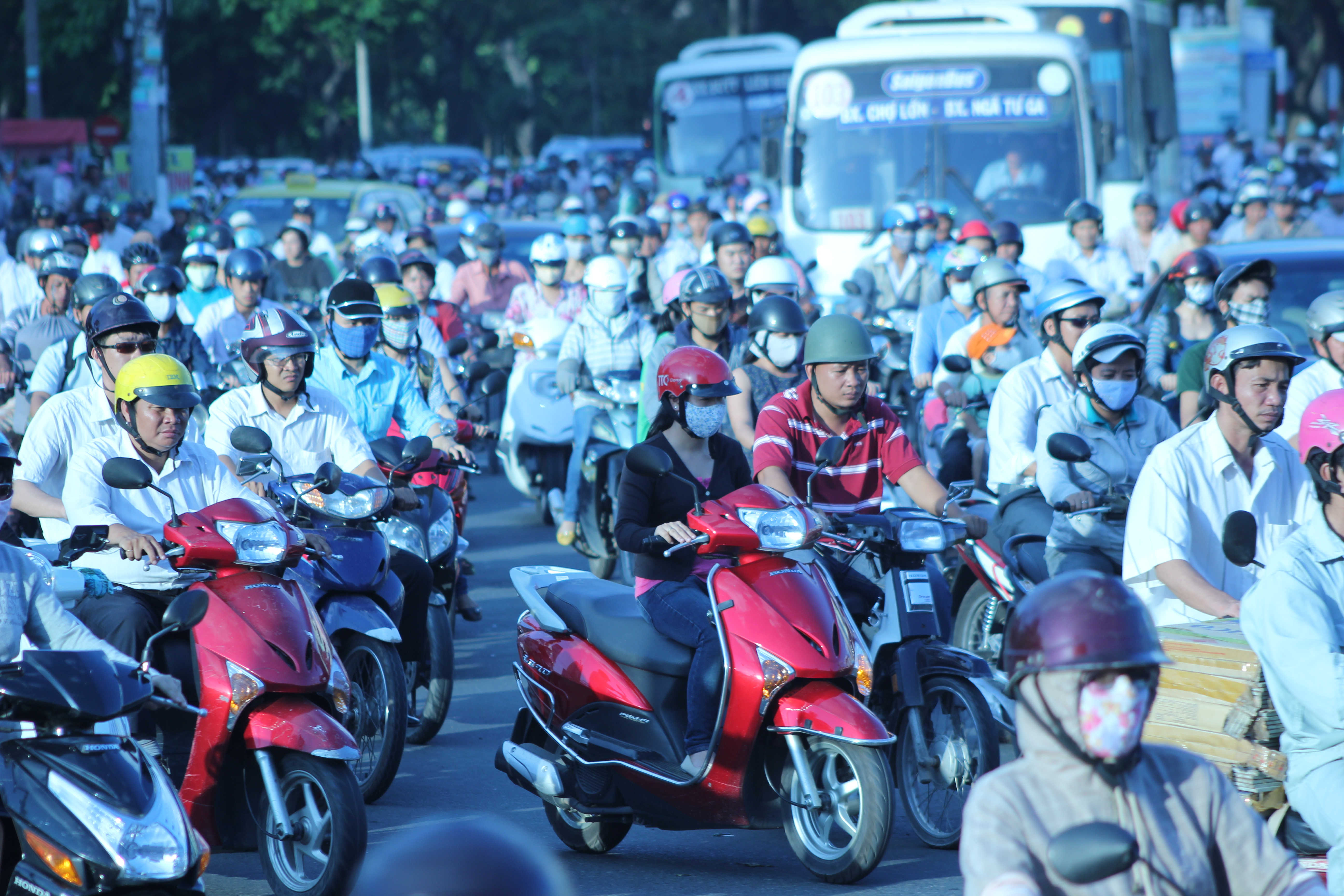
Thành phố Hồ Chí Minh đang bị quá tải do dân số tăng nhanh.

Theo thiết kế đô thị ban đầu của người Pháp vào năm 1860, thành phố Sài Gòn sẽ là nơi sinh sống cho 500.000 dân. Thời Việt Nam Cộng hòa, quy mô dân số của thành phố đã lên đến 3 triệu dân. Tính đến năm 2021, thành phố có dân số (kể cả số lượng người cư trú tạm thời) là khoảng 9,3 triệu người.:93 Khi còn thưa dân, Sài Gòn từng là thành phố nhiều cây xanh với không gian kiến trúc theo quy hoạch của Pháp. Sau này, do dân số tăng nhanh, thành phố đã thay đổi với việc thu hẹp không gian xanh để xây dựng nhà cửa, không gian kiến trúc trở nên chật chội bởi nhiều công trình xây dựng hỗn độn thiếu tính thống nhất.
Công tác quy hoạch có nhiều bất cập và yếu kém. Đến thời điểm đầu năm 2008, mới chỉ có 23% khối lượng công tác quy hoạch 1/2000 được thực hiện. Quy hoạch cho hệ thống công trình ngầm vẫn chưa được thực hiện xong. Công tác xây quy hoạch và xây dựng đô thị mới vẫn mang nặng tư duy thời kỳ bao cấp. Trong 10 năm gần đây, khu vực đô thị mới để lại dấu ấn lớn trong quá trình phát triển thành phố này là khu đô thị Phú Mỹ Hưng do nước ngoài đầu tư xây dựng.
Quy hoạch Thành phố Hồ Chí Minh tính tới thời điểm 2010 có khoảng trên dưới 600 dự án quy hoạch tại 13 quận huyện.
Chiến lược quy hoạch của Thành phố hiện nay là tránh dồn ứ dân cư về nội thành, đồng thời phát triển một số khu đô thị mới góp phần làm giảm mật độ dân số vốn đã quá cao như hiện nay. Tuy nhiên số lượng khu đô thị mới còn rất ít. Quá trình đô thị hóa phần lớn diễn ra một cách tự phát do sự gia tăng dân số chứ không phải bằng việc xây dựng các khu đô thị mới được quy hoạch bài bản. Hạ tầng cũng không phát triển kịp với sự gia tăng dân số trong quá trình đô thị hóa.

## Du lịch

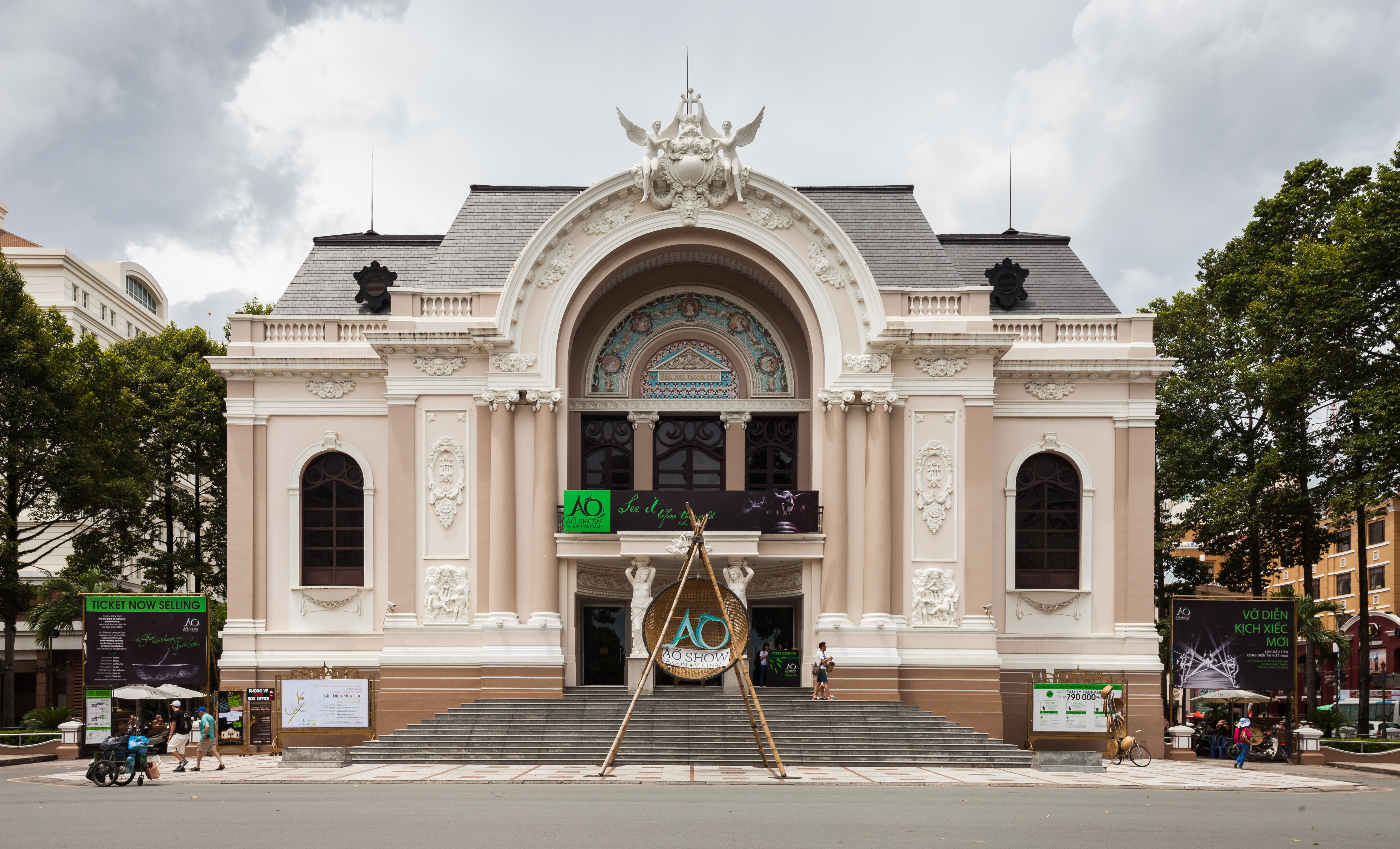
Nhà hát Lớn nằm tại khu vực trung tâm thành phố.

Trước khi xảy ra đại dịch COVID-19, trong khoảng 18 triệu khách quốc tế đến Việt Nam vào năm 2019, 8,5 triệu khách đã tới thăm Thành phố Hồ Chí Minh, khoảng 47% cả nước và tăng 13% so với cùng kỳ. Ngoài ra, 33 triệu lượt khách nội địa đã đến thành phố. Doanh thu ngành du lịch 2019 đạt 150.000 tỷ VND, tăng 14,5%.
Năm 2024, Thành phố Hồ Chí Minh đón khoảng gần 6 triệu lượt khách quốc tế (tăng 20%), khoảng 38 triệu lượt khách nội địa (tăng 8,6%), tổng thu du lịch khoảng 190.000 tỷ đồng (năm 2023 đạt khoảng 160.000 tỷ đồng) và đạt 100% kế hoạch.
Là một thành phố trẻ chỉ với hơn 325 năm lịch sử (từ năm 1698), nhưng Thành phố Hồ Chí Minh đã xây dựng được không ít công trình kiến trúc và sở hữu một nền văn hóa đa dạng.
Hiện nay, Thành phố Hồ Chí Minh có hơn 3.200 khách sạn (2025) với hơn 55.000 phòng (2017). Phục vụ những khách cao cấp, thành phố có 20 khách sạn 5 sao, gồm: Caravelle, Sheraton, Mövenpick (Omni cũ), New World, Equatorial, Lotte Legend, Renaissance Riverside, Windsor Plaza, Sofitel Plaza, Park Hyatt, Majestic với tổng cộng 3.592 phòng. Hầu hết các khách sạn này đều do những tập đoàn quốc tế như Accor, Furama, Mariot hay Sheraton quản lý và tập trung nhiều nhất tại Quận 1. Bên cạnh đó, thành phố còn 8 khách sạn 4 sao với 1.281 phòng, 20 khách sạn 3 sao với 1.621 phòng. Do sự phát triển của du lịch, số phòng cao cấp tại thành phố hiện đang thiếu trầm trọng. Mặc dù nhiều nhà đầu tư có ý định xây dựng tiếp các khách sạn sang trọng tại Thành phố Hồ Chí Minh nhưng họ lại gặp khó khăn trong việc tìm địa điểm.
Các địa điểm du lịch của thành phố tương đối đa dạng. Với hệ thống 11 viện bảo tàng, chủ yếu về đề tài lịch sử, Thành phố Hồ Chí Minh đứng đầu Việt Nam về số lượng viện bảo tàng. Bảo tàng lớn nhất và cổ nhất thành phố là Bảo tàng Lịch sử Thành phố Hồ Chí Minh với 30 ngàn hiện vật. Trong khi phần lớn khách thăm Bảo tàng Chứng tích chiến tranh là người nước ngoài thì bảo tàng thu hút nhiều khách nội địa nhất là Bảo tàng Hồ Chí Minh. Thành phố Hồ Chí Minh cũng là một đô thị đa dạng về tôn giáo. Trên địa phận thành phố hiện nay, có hơn 1000 ngôi chùa, đình, miếu được xây dựng qua nhiều thời kỳ. Còn các nhà thờ xuất hiện chủ yếu trong thế kỷ 19 theo các phong cách Roman, Gothic. Nhà thờ lớn và nổi tiếng nhất của thành phố là Nhà thờ Đức Bà, nằm ở Quận 1, hoàn thành năm 1880. Thời kỳ thuộc địa đã để lại cho thành phố nhiều công trình kiến trúc quan trọng, như Trụ sở Ủy ban Nhân dân Thành phố, Nhà hát Lớn, Bưu điện trung tâm, Bến Nhà Rồng... Dinh Độc Lập và Thư viện Khoa học Tổng hợp được xây dựng dưới thời Việt Nam Cộng hòa. Kiến trúc hiện đại ghi dấu ấn ở thành phố bằng các cao ốc, khách sạn, trung tâm thương mại như Diamond Plaza, Saigon Trade Center... Khu vực ngoài trung tâm, Địa đạo Củ Chi, Rừng ngập mặn Cần Giờ, Vườn cò Thủ Đức cũng là những địa điểm du lịch quan trọng.
Thành phố Hồ Chí Minh còn là một trung tâm mua sắm và giải trí. Bên cạnh các phòng trà ca nhạc, quán bar, vũ trường, sân khấu, thành phố có khá nhiều khu vui chơi như Công viên Đầm Sen, Suối Tiên, Thảo Cầm Viên. Các khu mua sắm, như Chợ Bến Thành, Diamond Plaza... hệ thống các nhà hàng, quán ăn cũng là một thế mạnh của du lịch thành phố.

### Một số địa điểm, công trình nổi tiếng
| Tên                                              | Địa chỉ                 | Địa chỉ           | Website                                              |
| Tên                                              | Cấp xã                  | Cấp huyện         | Website                                              |
| ------------------------------------------------ | ----------------------- | ----------------- | ---------------------------------------------------- |
| Bảo tàng Áo Dài                                  | Phường Long Phước       | Thành phố Thủ Đức |                                                      |
| Bảo tàng Chiến dịch Hồ Chí Minh                  | Phường Bến Nghé         | Quận 1            |                                                      |
| Bảo tàng Chứng tích chiến tranh                  | Phường Võ Thị Sáu       | Quận 3            |                                                      |
| Bảo tàng Địa chất Thành phố Hồ Chí Minh          | Phường Bến Nghé         | Quận 1            |                                                      |
| Bảo tàng Không quân phía Nam                     | Phường 4                | Quận Tân Bình     |                                                      |
| Bảo tàng Lịch sử Thành phố Hồ Chí Minh           | Phường Bến Nghé         | Quận 1            |                                                      |
| Bảo tàng Lực lượng Vũ trang miền Đông Nam Bộ     | Phường 1                | Quận Tân Bình     |                                                      |
| Bảo tàng Mỹ thuật Thành phố Hồ Chí Minh          | Phường Nguyễn Thái Bình | Quận 1            |                                                      |
| Bảo tàng Phụ nữ Nam Bộ                           | Phường Võ Thị Sáu       | Quận 3            |                                                      |
| Bảo tàng Thành phố Hồ Chí Minh                   | Phường Bến Nghé         | Quận 1            |                                                      |
| Bảo tàng Tôn Đức Thắng                           | Phường Bến Nghé         | Quận 1            |                                                      |
| Bảo tàng Tranh 3D Artinus                        | Phường Tân Hưng         | Quận 7            |                                                      |
| Bảo tàng Y học cổ truyền Việt Nam                | Phường 12               | Quận 10           |                                                      |
| Bia Truyền thống Vườn Lài                        | Phường 2                | Quận 10           |                                                      |
| Bến Nhà Rồng                                     | Phường 13               | Quận 4            |                                                      |
| Bưu điện Trung tâm Sài Gòn                       | Phường Bến Nghé         | Quận 1            |                                                      |
| Chợ Bến Thành                                    | Phường Bến Thành        | Quận 1            |                                                      |
| Chợ Bình Tây                                     | Phường 2                | Quận 6            |                                                      |
| Chùa Nghệ Sĩ (Nhựt Quang Tự)                     | Phường 11               | Quận Gò Vấp       |                                                      |
| Chùa Ngọc Hoàng                                  | Phường Đa Kao           | Quận 1            |                                                      |
| Chùa Phụng Sơn                                   | Phường 2                | Quận 11           |                                                      |
| Chùa Vĩnh Nghiêm                                 | Phường Võ Thị Sáu       | Quận 3            |                                                      |
| Công viên 30 tháng 4                             | Phường Bến Nghé         | Quận 1            |                                                      |
| Công viên Bờ sông Sài Gòn                        | Phường Thủ Thiêm        | Thành phố Thủ Đức |                                                      |
| Công viên Lê Thị Riêng                           | Phường 15               | Quận 10           |                                                      |
| Công viên Lịch sử – Văn hóa Dân tộc              | Phường Long Bình        | Thành phố Thủ Đức |                                                      |
| Công viên Tao Đàn                                | Phường Bến Thành        | Quận 1            |                                                      |
| Công viên Văn hóa Đầm Sen                        | Phường 3                | Quận 11           |                                                      |
| Di tích lịch sử Chiến khu Rừng Sác               | Xã An Thới Đông         | Huyện Cần Giờ     |                                                      |
| Dinh Độc Lập                                     | Phường Bến Thành        | Quận 1            |                                                      |
| Địa đạo Củ Chi                                   | Xã Phú Hiệp             | Huyện Củ Chi      |                                                      |
| Đền Bến Dược                                     | Xã Phú Mỹ Hưng          | Huyện Củ Chi      |                                                      |
| Địa đạo Phú Thọ Hòa                              | Phường Phú Thọ Hòa      | Quận Tân Phú      |                                                      |
| Hầm bí mật chứa vũ khí trong thời kỳ chống Mỹ    | Phường 11               | Quận 10           | Lưu trữ ngày 25 tháng 4 năm 2024 tại Wayback Machine |
| Hầm giấu vũ khí của Biệt động Sài Gòn            | Phường 5                | Quận 3            |                                                      |
| Hồ Con Rùa                                       | Phường Võ Thị Sáu       | Quận 3            |                                                      |
| Khu di tích Láng Le – Bàu Cò                     | Xã Tân Nhựt             | Huyện Bình Chánh  |                                                      |
| Khu du lịch Tân Cảng                             | Phường 25               | Quận Bình Thạnh   |                                                      |
| Khu du lịch Văn hóa Suối Tiên                    | Phường Tân Phú          | Thành phố Thủ Đức |                                                      |
| Khu du lịch Văn Thánh                            | Phường 22               | Quận Bình Thạnh   |                                                      |
| Khu tưởng niệm Liệt sĩ Ngã Ba Giồng              | Xã Xuân Thới Thượng     | Huyện Hóc Môn     |                                                      |
| Khu tưởng niệm Vườn Cau Đỏ                       | Phường Thạnh Xuân       | Quận 12           |                                                      |
| Nghĩa trang Liệt sĩ Thành phố Hồ Chí Minh        | Phường Long Bình        | Thành phố Thủ Đức |                                                      |
| Nhà hát Cải lương Trần Hữu Trang                 | Phường Phạm Ngũ Lão     | Quận 1            |                                                      |
| Nhà hát Thành phố Hồ Chí Minh                    | Phường Bến Nghé         | Quận 1            |                                                      |
| Nhà thờ Đức Bà                                   | Phường Bến Nghé         | Quận 1            |                                                      |
| Nhà thờ Tân Định                                 | Phường Võ Thị Sáu       | Quận 3            |                                                      |
| Phố đi bộ Bùi Viện                               | Phường Phạm Ngũ Lão     | Quận 1            |                                                      |
| Phố đi bộ Nguyễn Huệ                             | Phường Bến Nghé         | Quận 1            |                                                      |
| Rừng ngập mặn Cần Giờ                            | Huyện Cần Giờ           | Huyện Cần Giờ     |                                                      |
| Sân vận động Quân khu 7                          | Phường 2                | Quận Tân Bình     |                                                      |
| Sân vận động Thống Nhất                          | Phường 6                | Quận 10           |                                                      |
| Thảo Cầm Viên                                    | Phường Bến Nghé         | Quận 1            |                                                      |
| Thư viện Khoa học Tổng hợp Thành phố Hồ Chí Minh | Phường Bến Thành        | Quận 1            |                                                      |
| Tòa nhà Bitexco                                  | Phường Bến Nghé         | Quận 1            |                                                      |
| Tòa nhà Landmark81                               | Phường 22               | Quận Bình Thạnh   |                                                      |
| Trại giam Chí Hòa                                | Phường 12               | Quận 10           |                                                      |
| Trụ sở HĐND và UBND Thành phố Hồ Chí Minh        | Phường Bến Nghé         | Quận 1            |                                                      |
| Trụ sở Tòa án nhân dân Thành phố Hồ Chí Minh     | Phường Bến Thành        | Quận 1            |                                                      |
| Trung tâm Nghệ thuật Đương đại The Factory       | Phường Thảo Điền        | Thành phố Thủ Đức |                                                      |
| Việt Nam Quốc Tự                                 | Phường 12               | Quận 10           |                                                      |

### Một số dịch vụ
| Tên dịch vụ                           | Phạm vi hoạt động               | Website |
| ------------------------------------- | ------------------------------- | ------- |
| Buýt đường sông Thành phố Hồ Chí Minh | Qua các trạm dọc sông Sài Gòn   |         |
| Xe buýt công cộng                     | Toàn thành phố                  |         |
| Xe buýt hai tầng                      | Một số quận trung tâm thành phố |         |
| Xe điện du lịch                       |                                 |         |

## Văn hóa

### Truyền thông

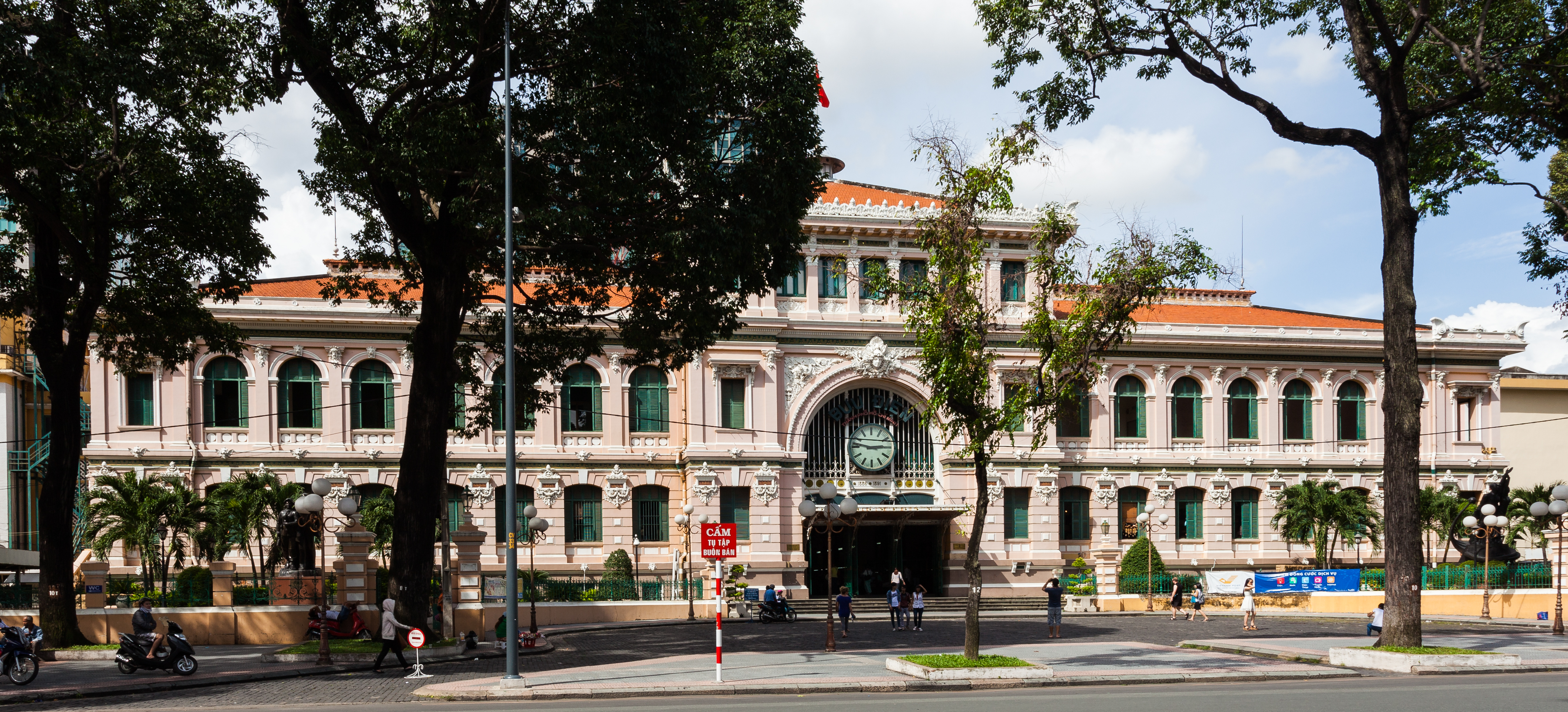
Bưu điện trung tâm Thành phố.

Là một trong hai trung tâm truyền thông của Việt Nam, Thành phố Hồ Chí Minh năm 2009 có 38 đơn vị báo chí thành phố và 113 văn phòng đại diện báo chí trung ương và các tỉnh, 3 nhà xuất bản của thành phố và 21 chi nhánh nhà xuất bản trung ương cùng mạng lưới thông tấn xã, các đài phát thanh, truyền hình địa phương và trung ương. Tổng cộng, trên địa bàn thành phố hiện nay có trên 1000 người hoạt động trong lĩnh vực báo chí. Năm 2020, thành phố còn 28 cơ quan báo chí địa phương (16 báo, 1 đài truyền hình, 1 đài tiếng nói và 10 tạp chí), 161 văn phòng đại diện cơ quan báo chí trung ương, 10 chi nhánh đơn vị truyền hình trả tiền, 46 đơn vị truyền hình vệ tinh. Năm 2022, sau khi sắp xếp giai đoạn 1 theo đề án, Thành phố Hồ Chí Minh còn 19 cơ quan báo chí địa phương, gồm 8 cơ quan báo in, 9 tạp chí, 1 đài truyền hình và 1 đài phát thanh. Trong giai đoạn 2, 2021-2025, thành phố sẽ nghiên cứu để sắp xếp báo chí còn 1 cơ quan truyền thông đa phương tiện.
Trong lĩnh vực xuất bản, từ năm 1995 tới nay, 3 nhà xuất bản của thành phố chiếm 1/7 số đầu sách xuất bản của cả Việt Nam. Ước tính khoảng 60 đến 70% số lượng sách của cả nước được phát hành tại Thành phố Hồ Chí Minh. Những năm gần đây, nhiều trung tâm sách, cửa hàng sách hiện đại xuất hiện. Sài Gòn cũng là nơi ra đời tờ Gia Định báo, tờ báo quốc ngữ đầu tiên. Sài Gòn giải phóng, Thanh Niên, Tuổi Trẻ nằm trong số những tờ báo lớn nhất Việt Nam hiện nay. Ngoài ra, còn có thể kể đến những báo và tạp chí lớn khác như Công an thành phố, Người lao động, Thời báo kinh tế Sài Gòn, Thời trang, Thế giới mới, Kiến thức ngày nay... Ngoài báo chí tiếng Việt, Thành phố Hồ Chí Minh còn có Saigon Times, Thanhniennews bằng tiếng Anh (đã ngừng hoạt động), một ấn bản Sài Gòn giải phóng bằng tiếng Hoa.
Truyền hình đã xuất hiện tại Sài Gòn từ trước năm 1975 do Mỹ xây dựng nhằm phục vụ quân viễn chinh Mỹ, khi miền Bắc còn đang trong giai đoạn thử nghiệm. Ngay sau ngày Chính phủ Sài Gòn sụp đổ, Đài truyền hình Giải phóng đã thu giữ các cơ sở do Mỹ để lại và bắt đầu phát sóng. Đến nay, Đài Truyền hình Thành phố Hồ Chí Minh – HTV trở thành đài truyền hình địa phương quan trọng bậc nhất Việt Nam. Ngoài 2 kênh phát trên sóng analog là HTV7 và HTV9, HTV còn phát triển dịch vụ truyền hình cáp, truyền hình kỹ thuật số và truyền hình độ nét cao HD. Hiện từ ngày 15/06/2016 và 16/08/2016, HTV đã tắt sóng analog lần lượt hai kênh HTV7 và HTV9, tất cả các kênh truyền hình của HTV đang được phát qua hệ thống truyền hình số mặt đất DVB-T2, truyền hình cáp và truyền hình kỹ thuật số theo Lộ trình số hóa của Chính phủ. Đối tượng chính của HTV là dân cư thành phố và đa số các tỉnh miền Nam. Về phát thanh, Đài Tiếng nói Nhân dân Thành phố Hồ Chí Minh (VOH) hiện nay đang phát sóng các kênh phát thanh FM 99.9 (phát sóng từ những năm 60), 95.6, 87.7 MHZ và AM 610 KHZ phục vụ nhu cầu thông tin văn hóa giải trí của khán thính giả thành phố và các tỉnh lân cận.

### Thể dục, thể thao

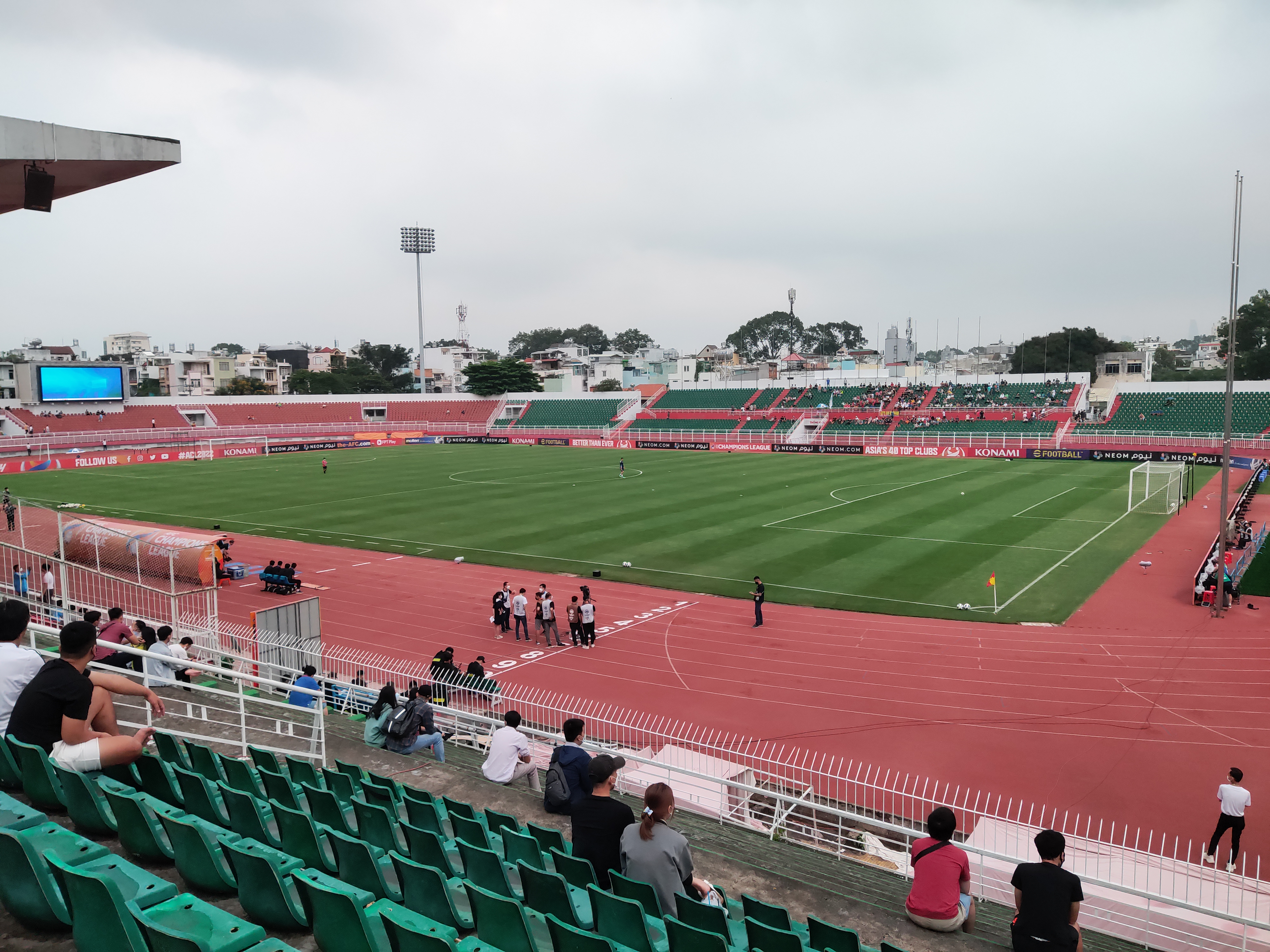
Sân vận động Thống Nhất

Theo số liệu thống kê vào năm 1994, toàn Thành phố Hồ Chí Minh có 492,7 hecta dành cho hoạt động thể thao, tức trung bình 1,02 m²/người, trong đó nội thành là 0,26 m²/người. Với sự gia tăng dân số, con số thực tế hiện nay thấp hơn. Vào năm 2005, toàn thành phố có 91 sân bóng đá, 86 bể bơi, 256 phòng tập thể thao. Sân vận động lớn nhất thành phố hiện nay là sân Thống Nhất, với 25.000 chỗ ngồi. Sân vận động lớn thứ hai là sân Quân khu 7, nằm ở quận Tân Bình. Không chỉ dành cho thi đấu thể thao, đây còn là địa điểm tổ chức nhiều chương trình ca nhạc quy mô lớn. Một địa điểm thể thao quan trọng khác của thành phố là Trường đua Phú Thọ. Xuất hiện từ thời thuộc địa, Trường đua Phú Thọ hiện nay là trường đua ngựa duy nhất của Việt Nam. Sở Thể dục – Thể thao thành phố cũng quản lý một số câu lạc bộ như Phan Đình Phùng, Thanh Đa, Yết Kiêu.
Thành phố Hồ Chí Minh cũng có những câu lạc bộ thể thao giàu thành tích. Môn bóng đá, Câu lạc bộ Thép Miền Nam – Cảng Sài Gòn, có sân nhà là sân Thống Nhất, từng 4 lần vô địch V-League. Đội bóng đá Công an Thành phố cũng từng một lần vô địch vào năm 1995. Các bộ môn thể thao khác có thể kể đến Câu lạc bộ Bưu điện Thành phố Hồ Chí Minh môn bóng chuyền, các câu lạc bộ bóng rổ, cờ vua, điền kinh, bóng bàn... của thành phố.
Câu lạc bộ bóng chuyền Thành phố Hồ Chí Minh là đội bóng chuyên nghiệp đang thi đấu tại Giải vô địch bóng chuyền quốc gia Việt Nam

### Trung tâm văn hóa, giải trí
Những lý do lịch sử và địa lý đã khiến Sài Gòn luôn là thành phố đa dạng văn hóa. Ngay từ giai đoạn thành lập, dân cư của Sài Gòn đã thuộc nhiều dân tộc khác nhau: Kinh, Hoa, Chăm... Thời kỳ thuộc địa rồi Chiến tranh Việt Nam, Sài Gòn hấp thụ thêm nền văn hóa Âu – Mỹ. Cho tới những thập niên gần đây, những hoạt động kinh tế, du lịch tiếp tục giúp thành phố có nền văn hóa đa dạng hơn.
Với vai trò trung tâm văn hóa của Việt Nam, Thành phố Hồ Chí Minh hiện nay có 22 đơn vị nghệ thuật, 9 rạp hát, 11 bảo tàng, 22 rạp chiếu phim, 25 thư viện. Hoạt động của ngành giải trí ở Thành phố Hồ Chí Minh nhộn nhịp hơn bất cứ thành phố nào ở Việt Nam. Hầu hết các hãng phim tư nhân lớn của Việt Nam hiện nay, như Phước Sang, Thiên Ngân, HKFilm, Việt Phim... đều có trụ sở chính ở Thành phố Hồ Chí Minh. Doanh thu các rạp của thành phố chiếm khoảng 60–70% doanh thu chiếu phim của cả nước. Thành phố này cũng là điểm đến của phần lớn những diễn viên nổi tiếng. Thành phố Hồ Chí Minh cũng sở hữu những sân khấu đa dạng. Nhà hát kịch Sân khấu nhỏ tại Quận 3 với những vở kịch thử nghiệm, những vở thư giãn ở Sân khấu Hài 135 Quận 1, Sân khấu kịch IDECAF với những vở lấy từ tuồng tích cổ hoặc tái hiện các danh tác trên thế giới. Lĩnh vực ca nhạc, Thành phố Hồ Chí Minh là thị trường sôi động nhất, điểm đến của phần lớn các ca sĩ nổi tiếng. Ngoài những sân khấu lớn như Nhà hát Thành phố, Nhà hát Bến Thành, Nhà hát Hòa Bình, Sân khấu Trống Đồng... hoạt động âm nhạc ở thành phố ở những phòng trà, quán cà phê đa dạng: Tiếng Tơ Đồng, M&T, Catinat, ATB, Bodega, Carmen...

## Thành phố kết nghĩa
Thành phố Hồ Chí Minh đã kết nghĩa với các thành phố khác trên thế giới như sau:
- Champasak, Lào
- Viêng Chăn, Lào
- Phnôm Pênh, Campuchia
- Manila, Philippines
- Bangkok, Thái Lan[168]
- Yangon, Myanmar
- Thượng Hải, Trung Quốc
- Thẩm Dương, Liêu Ninh, Trung Quốc
- Quảng Châu, Quảng Đông, Trung Quốc
- Hyogo, Nhật Bản
- Yokohama, Kanagawa, Nhật Bản
- Osaka, Osaka, Nhật Bản
- Busan, Hàn Quốc
- Đài Bắc, Đài Loan
- Almaty, Kazakhstan
- Moskva, Nga
- Yekaterinburg, Sverdlovsk, Nga
- Minsk, Belarus
- Barcelona, Barcelona, Catalunya, Tây Ban Nha
- Sevilla, Sevilla, Andalucía, Tây Ban Nha
- Auvergne-Rhône-Alpes, Pháp
- Lyon, Rhône, Auvergne-Rhône-Alpes, Pháp
- Leipzig, Sachsen, Đức
- Genève, Genève, Thụy Sĩ
- San Francisco, California, Hoa Kỳ
- Thành phố New York, New York, Hoa Kỳ
- Thành phố México, México
- Toronto, Ontario, Canada
- Johannesburg, Gauteng, Nam Phi